# Adolf Hitler
Adolf Hitler (Braunau am Inn, 20 april 1889 – Berlijn, 30 april 1945) was een in Oostenrijk geboren Duitse politicus en de leider van de Nationaalsocialistische Duitse Arbeiderspartij (NSDAP). Op 30 januari 1933 kwam hij aan de macht als rijkskanselier van Duitsland en na 2 augustus 1934 als staatshoofd (Führer en rijkskanselier). Hij was aan de macht tot aan zijn dood in 1945. Hitler is het meest bekend om zijn centrale rol in de opkomst van de Duitse variant van het fascisme (het nationaalsocialisme), de Tweede Wereldoorlog en de Holocaust.
Hitler veranderde Duitsland van een beginnende democratie, de Weimarrepubliek, in een totalitaire staat met hemzelf als de absolute dictator, die elke tegenstand tegen zijn regime op meedogenloze wijze de kop indrukte. Tegenstanders werden opgesloten in concentratiekampen of, zoals Ernst Röhm, vermoord. Vanaf het begin was Hitlers politiek gebaseerd op gebruik van geweld en terreur door middel van de Sturmabteilung (SA) en later de Schutzstaffel (SS). Hitlers streven om de vernederingen van de Vrede van Versailles (1919) voor Duitsland ongedaan te maken en zijn expansiepolitiek om Lebensraum voor Duitsland te creëren, leidden tot het begin van de Tweede Wereldoorlog. Een ander kenmerk van Hitlers politiek was zijn extreem-racistische nazi-ideologie waarbij een ras van als Arisch beschouwde übermenschen moest worden gecreëerd. Deze ideologie zou uiteindelijk leiden tot de Holocaust, de systematische uitroeiing van miljoenen mensen die als untermenschen gezien werden zoals Joden, Slaven, Roma, gehandicapten en anderen.
Toen duidelijk was dat Duitsland de oorlog verloor gaf Hitler de opdracht dat het Duitse volk tot het bittere einde moest vechten en dat de nazi's de Duitse industriële complexen moesten vernietigen. Zelf pleegde hij in zijn ondergrondse bunker in Berlijn zelfmoord. Aan het einde van zijn regering lagen Duitsland en een groot deel van Europa in puin en waren er tientallen miljoenen doden te betreuren.
Hitler was een gedecoreerde veteraan uit de Eerste Wereldoorlog. In 1919 werd hij lid van de voorloper van de nazipartij (DAP) en in 1921 werd hij de leider van de NSDAP. In 1923 pleegde hij een poging tot staatsgreep, bekend als de Bierkellerputsch bij de Bürgerbräukellerbierhal in München. De mislukte staatsgreep leidde tot de opsluiting van Hitler, een periode waarin hij zijn memoires, Mein Kampf, schreef. Na zijn vrijlating in 1924 kreeg hij steeds meer steun onder de Duitse kiezers. Hitler promootte pangermanisme, antisemitisme en anticommunisme met charismatische redevoeringen en propaganda. Hij werd in 1933 tot rijkskanselier benoemd en transformeerde de Weimarrepubliek in het Derde Rijk, een eenpartijdictatuur gebaseerd op de totalitaire en autocratische ideologie van het nationaalsocialisme.
Het was duidelijk de bedoeling van Hitler om in Europa een Nieuwe Orde van absolute nazi-Duitse hegemonie te vestigen. Zijn buitenlandse en binnenlandse politiek had tot doel Lebensraum te scheppen voor wat hij zag als het "Arische ras". Dit vereiste de herbewapening van Duitsland, wat leidde tot de bezetting van het Tsjechische deel van Tsjecho-Slowakije en de invasie van Polen door de Wehrmacht in 1939. Zo begon de Tweede Wereldoorlog in Europa.
Onder leiding van Hitler bezetten Duitse troepen en hun Europese bondgenoten tussen 1940 en 1943 het grootste deel van Europa en Noord-Afrika. Vanaf 1943 drongen de geallieerde legers de Duitsers weer terug en versloegen en bezetten ten slotte Duitsland in 1945. Hitlers bewind leidde tot tientallen miljoenen doden, waaronder de systematische moord op miljoenen burgers, waaronder ongeveer zes miljoen Joden en tussen de 500.000 en 1.500.000 Roma.

## Levensloop

#### Familieachtergrond
|                 |                 |                 |                 |                        |                        |                        |                        |                        |                        |              |              |              |              |              |              |                  |                  |                  |                  |                   |                   |                   |                   |                         |                         |                         |                         | Martin Hiedler          | Martin Hiedler          | Martin Hiedler | Martin Hiedler | Martin Hiedler           | Martin Hiedler           |                          |                          | Anna Maria Göschl        | Anna Maria Göschl        | Anna Maria Göschl | Anna Maria Göschl | Anna Maria Göschl    | Anna Maria Göschl    |                      |                      |                      |                      |                  |                  |                  |                  |                  |                  |                      |                      |                      |                      |                      |                      |           |           |           |           |      |      |              |              |              |              |              |              |        |        |              |              |              |              |              |              |  |  |
|                 |                 |                 |                 |                        |                        |                        |                        |                        |                        |              |              |              |              |              |              |                  |                  |                  |                  |                   |                   |                   |                   |                         |                         |                         |                         | Martin Hiedler          | Martin Hiedler          | Martin Hiedler | Martin Hiedler | Martin Hiedler           | Martin Hiedler           |                          |                          | Anna Maria Göschl        | Anna Maria Göschl        | Anna Maria Göschl | Anna Maria Göschl | Anna Maria Göschl    | Anna Maria Göschl    |                      |                      |                      |                      |                  |                  |                  |                  |                  |                  |                      |                      |                      |                      |                      |                      |           |           |           |           |      |      |              |              |              |              |              |              |        |        |              |              |              |              |              |              |  |  |
|                 |                 |                 |                 |                        |                        |                        |                        |                        |                        |              |              |              |              |              |              |                  |                  |                  |                  |                   |                   |                   |                   |                         |                         |                         |                         |                         |                         |                |                |                          |                          |                          |                          |                          |                          |                   |                   |                      |                      |                      |                      |                      |                      |                  |                  |                  |                  |                  |                  |                      |                      |                      |                      |                      |                      |           |           |           |           |      |      |              |              |              |              |              |              |        |        |              |              |              |              |              |              |  |  |
|                 |                 |                 |                 |                        |                        |                        |                        |                        |                        |              |              |              |              |              |              |                  |                  |                  |                  |                   |                   |                   |                   |                         |                         |                         |                         |                         |                         |                |                |                          |                          |                          |                          |                          |                          |                   |                   |                      |                      |                      |                      |                      |                      |                  |                  |                  |                  |                  |                  |                      |                      |                      |                      |                      |                      |           |           |           |           |      |      |              |              |              |              |              |              |        |        |              |              |              |              |              |              |  |  |
|                 |                 |                 |                 |                        |                        |                        |                        |                        |                        |              |              |              |              |              |              |                  |                  |                  |                  |                   |                   |                   |                   | Johann Nepomuk Hiedler  | Johann Nepomuk Hiedler  | Johann Nepomuk Hiedler  | Johann Nepomuk Hiedler  | Johann Nepomuk Hiedler  | Johann Nepomuk Hiedler  |                |                | Maria Anna Schicklgruber | Maria Anna Schicklgruber | Maria Anna Schicklgruber | Maria Anna Schicklgruber | Maria Anna Schicklgruber | Maria Anna Schicklgruber |                   |                   | Johann Georg Hiedler | Johann Georg Hiedler | Johann Georg Hiedler | Johann Georg Hiedler | Johann Georg Hiedler | Johann Georg Hiedler |                  |                  | Eva Maria Decker | Eva Maria Decker | Eva Maria Decker | Eva Maria Decker | Eva Maria Decker     | Eva Maria Decker     |                      |                      |                      |                      |           |           |           |           |      |      |              |              |              |              |              |              |        |        |              |              |              |              |              |              |  |  |
|                 |                 |                 |                 |                        |                        |                        |                        |                        |                        |              |              |              |              |              |              |                  |                  |                  |                  |                   |                   |                   |                   | Johann Nepomuk Hiedler  | Johann Nepomuk Hiedler  | Johann Nepomuk Hiedler  | Johann Nepomuk Hiedler  | Johann Nepomuk Hiedler  | Johann Nepomuk Hiedler  |                |                | Maria Anna Schicklgruber | Maria Anna Schicklgruber | Maria Anna Schicklgruber | Maria Anna Schicklgruber | Maria Anna Schicklgruber | Maria Anna Schicklgruber |                   |                   | Johann Georg Hiedler | Johann Georg Hiedler | Johann Georg Hiedler | Johann Georg Hiedler | Johann Georg Hiedler | Johann Georg Hiedler |                  |                  | Eva Maria Decker | Eva Maria Decker | Eva Maria Decker | Eva Maria Decker | Eva Maria Decker     | Eva Maria Decker     |                      |                      |                      |                      |           |           |           |           |      |      |              |              |              |              |              |              |        |        |              |              |              |              |              |              |  |  |
|                 |                 |                 |                 |                        |                        |                        |                        |                        |                        |              |              |              |              |              |              |                  |                  |                  |                  |                   |                   |                   |                   |                         |                         |                         |                         |                         |                         |                |                |                          |                          |                          |                          |                          |                          |                   |                   |                      |                      |                      |                      |                      |                      |                  |                  |                  |                  |                  |                  |                      |                      |                      |                      |                      |                      |           |           |           |           |      |      |              |              |              |              |              |              |        |        |              |              |              |              |              |              |  |  |
|                 |                 |                 |                 |                        |                        |                        |                        |                        |                        |              |              |              |              |              |              |                  |                  |                  |                  |                   |                   |                   |                   |                         |                         |                         |                         |                         |                         |                |                |                          |                          |                          |                          |                          |                          |                   |                   |                      |                      |                      |                      | Johanna Hüttler      | Johanna Hüttler      | Johanna Hüttler  | Johanna Hüttler  | Johanna Hüttler  | Johanna Hüttler  |                  |                  | Johann Baptist Pölzl | Johann Baptist Pölzl | Johann Baptist Pölzl | Johann Baptist Pölzl | Johann Baptist Pölzl | Johann Baptist Pölzl |           |           |           |           |      |      |              |              |              |              |              |              |        |        |              |              |              |              |              |              |  |  |
|                 |                 |                 |                 |                        |                        |                        |                        |                        |                        |              |              |              |              |              |              |                  |                  |                  |                  |                   |                   |                   |                   |                         |                         |                         |                         |                         |                         |                |                |                          |                          |                          |                          |                          |                          |                   |                   |                      |                      |                      |                      | Johanna Hüttler      | Johanna Hüttler      | Johanna Hüttler  | Johanna Hüttler  | Johanna Hüttler  | Johanna Hüttler  |                  |                  | Johann Baptist Pölzl | Johann Baptist Pölzl | Johann Baptist Pölzl | Johann Baptist Pölzl | Johann Baptist Pölzl | Johann Baptist Pölzl |           |           |           |           |      |      |              |              |              |              |              |              |        |        |              |              |              |              |              |              |  |  |
|                 |                 |                 |                 |                        |                        |                        |                        |                        |                        |              |              |              |              |              |              |                  |                  |                  |                  |                   |                   |                   |                   |                         |                         |                         |                         |                         |                         |                |                |                          |                          |                          |                          |                          |                          |                   |                   |                      |                      |                      |                      |                      |                      |                  |                  |                  |                  |                  |                  |                      |                      |                      |                      |                      |                      |           |           |           |           |      |      |              |              |              |              |              |              |        |        |              |              |              |              |              |              |  |  |
|                 |                 |                 |                 |                        |                        |                        |                        |                        |                        |              |              |              |              |              |              | Anna Glassl      | Anna Glassl      | Anna Glassl      | Anna Glassl      | Anna Glassl       | Anna Glassl       |                   |                   | Franziska Matzelsberger | Franziska Matzelsberger | Franziska Matzelsberger | Franziska Matzelsberger | Franziska Matzelsberger | Franziska Matzelsberger |                |                |                          |                          |                          |                          | Alois Hitler             | Alois Hitler             | Alois Hitler      | Alois Hitler      | Alois Hitler         | Alois Hitler         |                      |                      |                      |                      |                  |                  | Klara Pölzl      | Klara Pölzl      | Klara Pölzl      | Klara Pölzl      | Klara Pölzl          | Klara Pölzl          |                      |                      |                      |                      |           |           |           |           |      |      |              |              |              |              |              |              |        |        |              |              |              |              |              |              |  |  |
|                 |                 |                 |                 |                        |                        |                        |                        |                        |                        |              |              |              |              |              |              | Anna Glassl      | Anna Glassl      | Anna Glassl      | Anna Glassl      | Anna Glassl       | Anna Glassl       |                   |                   | Franziska Matzelsberger | Franziska Matzelsberger | Franziska Matzelsberger | Franziska Matzelsberger | Franziska Matzelsberger | Franziska Matzelsberger |                |                |                          |                          |                          |                          | Alois Hitler             | Alois Hitler             | Alois Hitler      | Alois Hitler      | Alois Hitler         | Alois Hitler         |                      |                      |                      |                      |                  |                  | Klara Pölzl      | Klara Pölzl      | Klara Pölzl      | Klara Pölzl      | Klara Pölzl          | Klara Pölzl          |                      |                      |                      |                      |           |           |           |           |      |      |              |              |              |              |              |              |        |        |              |              |              |              |              |              |  |  |
|                 |                 |                 |                 |                        |                        |                        |                        |                        |                        |              |              |              |              |              |              |                  |                  |                  |                  |                   |                   |                   |                   |                         |                         |                         |                         |                         |                         |                |                |                          |                          |                          |                          |                          |                          |                   |                   |                      |                      |                      |                      |                      |                      |                  |                  |                  |                  |                  |                  |                      |                      |                      |                      |                      |                      |           |           |           |           |      |      |              |              |              |              |              |              |        |        |              |              |              |              |              |              |  |  |
|                 |                 |                 |                 |                        |                        |                        |                        |                        |                        |              |              |              |              |              |              |                  |                  |                  |                  |                   |                   |                   |                   |                         |                         |                         |                         |                         |                         |                |                |                          |                          |                          |                          |                          |                          |                   |                   |                      |                      |                      |                      |                      |                      |                  |                  |                  |                  |                  |                  |                      |                      |                      |                      |                      |                      |           |           |           |           |      |      |              |              |              |              |              |              |        |        |              |              |              |              |              |              |  |  |
| Bridget Dowling | Bridget Dowling | Bridget Dowling | Bridget Dowling | Bridget Dowling        | Bridget Dowling        |                        |                        | Alois Hitler           | Alois Hitler           | Alois Hitler | Alois Hitler | Alois Hitler | Alois Hitler |              |              | Hedwig Heidemann | Hedwig Heidemann | Hedwig Heidemann | Hedwig Heidemann | Hedwig Heidemann  | Hedwig Heidemann  |                   |                   | Leo Raubal              | Leo Raubal              | Leo Raubal              | Leo Raubal              | Leo Raubal              | Leo Raubal              |                |                | Angela Hitler            | Angela Hitler            | Angela Hitler            | Angela Hitler            | Angela Hitler            | Angela Hitler            |                   |                   | Martin Hammitzsch    | Martin Hammitzsch    | Martin Hammitzsch    | Martin Hammitzsch    | Martin Hammitzsch    | Martin Hammitzsch    |                  |                  | Gustav           | Gustav           | Gustav           | Gustav           | Gustav               | Gustav               | Ida                  | Ida                  | Ida                  | Ida                  | Ida       | Ida       | Otto      | Otto      | Otto | Otto | Otto         | Otto         |              |              | Edmund       | Edmund       | Edmund | Edmund | Edmund       | Edmund       |              |              |              |              |  |  |
| Bridget Dowling | Bridget Dowling | Bridget Dowling | Bridget Dowling | Bridget Dowling        | Bridget Dowling        |                        |                        | Alois Hitler           | Alois Hitler           | Alois Hitler | Alois Hitler | Alois Hitler | Alois Hitler |              |              | Hedwig Heidemann | Hedwig Heidemann | Hedwig Heidemann | Hedwig Heidemann | Hedwig Heidemann  | Hedwig Heidemann  |                   |                   | Leo Raubal              | Leo Raubal              | Leo Raubal              | Leo Raubal              | Leo Raubal              | Leo Raubal              |                |                | Angela Hitler            | Angela Hitler            | Angela Hitler            | Angela Hitler            | Angela Hitler            | Angela Hitler            |                   |                   | Martin Hammitzsch    | Martin Hammitzsch    | Martin Hammitzsch    | Martin Hammitzsch    | Martin Hammitzsch    | Martin Hammitzsch    |                  |                  | Gustav           | Gustav           | Gustav           | Gustav           | Gustav               | Gustav               | Ida                  | Ida                  | Ida                  | Ida                  | Ida       | Ida       | Otto      | Otto      | Otto | Otto | Otto         | Otto         |              |              | Edmund       | Edmund       | Edmund | Edmund | Edmund       | Edmund       |              |              |              |              |  |  |
|                 |                 |                 |                 |                        |                        |                        |                        |                        |                        |              |              |              |              |              |              |                  |                  |                  |                  |                   |                   |                   |                   |                         |                         |                         |                         |                         |                         |                |                |                          |                          |                          |                          |                          |                          |                   |                   |                      |                      |                      |                      |                      |                      |                  |                  |                  |                  |                  |                  |                      |                      |                      |                      |                      |                      |           |           |           |           |      |      |              |              |              |              |              |              |        |        |              |              |              |              |              |              |  |  |
|                 |                 |                 |                 |                        |                        |                        |                        |                        |                        |              |              |              |              |              |              |                  |                  |                  |                  |                   |                   |                   |                   |                         |                         |                         |                         |                         |                         |                |                |                          |                          |                          |                          |                          |                          |                   |                   |                      |                      |                      |                      |                      |                      |                  |                  |                  |                  |                  |                  |                      |                      |                      |                      |                      |                      |           |           |           |           |      |      |              |              |              |              |              |              |        |        |              |              |              |              |              |              |  |  |
|                 |                 |                 |                 | William Patrick Hitler | William Patrick Hitler | William Patrick Hitler | William Patrick Hitler | William Patrick Hitler | William Patrick Hitler |              |              | Heinz Hitler | Heinz Hitler | Heinz Hitler | Heinz Hitler | Heinz Hitler     | Heinz Hitler     |                  |                  | Leo Rudolf Raubal | Leo Rudolf Raubal | Leo Rudolf Raubal | Leo Rudolf Raubal | Leo Rudolf Raubal       | Leo Rudolf Raubal       |                         |                         | Geli Raubal             | Geli Raubal             | Geli Raubal    | Geli Raubal    | Geli Raubal              | Geli Raubal              |                          |                          | Elfriede Raubal          | Elfriede Raubal          | Elfriede Raubal   | Elfriede Raubal   | Elfriede Raubal      | Elfriede Raubal      |                      |                      | Ernst Hochegger      | Ernst Hochegger      | Ernst Hochegger  | Ernst Hochegger  | Ernst Hochegger  | Ernst Hochegger  |                  |                  |                      |                      |                      |                      | Eva Braun            | Eva Braun            | Eva Braun | Eva Braun | Eva Braun | Eva Braun |      |      | Adolf Hitler | Adolf Hitler | Adolf Hitler | Adolf Hitler | Adolf Hitler | Adolf Hitler |        |        | Paula Hitler | Paula Hitler | Paula Hitler | Paula Hitler | Paula Hitler | Paula Hitler |  |  |
|                 |                 |                 |                 | William Patrick Hitler | William Patrick Hitler | William Patrick Hitler | William Patrick Hitler | William Patrick Hitler | William Patrick Hitler |              |              | Heinz Hitler | Heinz Hitler | Heinz Hitler | Heinz Hitler | Heinz Hitler     | Heinz Hitler     |                  |                  | Leo Rudolf Raubal | Leo Rudolf Raubal | Leo Rudolf Raubal | Leo Rudolf Raubal | Leo Rudolf Raubal       | Leo Rudolf Raubal       |                         |                         | Geli Raubal             | Geli Raubal             | Geli Raubal    | Geli Raubal    | Geli Raubal              | Geli Raubal              |                          |                          | Elfriede Raubal          | Elfriede Raubal          | Elfriede Raubal   | Elfriede Raubal   | Elfriede Raubal      | Elfriede Raubal      |                      |                      | Ernst Hochegger      | Ernst Hochegger      | Ernst Hochegger  | Ernst Hochegger  | Ernst Hochegger  | Ernst Hochegger  |                  |                  |                      |                      |                      |                      | Eva Braun            | Eva Braun            | Eva Braun | Eva Braun | Eva Braun | Eva Braun |      |      | Adolf Hitler | Adolf Hitler | Adolf Hitler | Adolf Hitler | Adolf Hitler | Adolf Hitler |        |        | Paula Hitler | Paula Hitler | Paula Hitler | Paula Hitler | Paula Hitler | Paula Hitler |  |  |
|                 |                 |                 |                 |                        |                        |                        |                        |                        |                        |              |              |              |              |              |              |                  |                  |                  |                  |                   |                   |                   |                   |                         |                         |                         |                         |                         |                         |                |                |                          |                          |                          |                          |                          |                          |                   |                   |                      |                      |                      |                      |                      |                      |                  |                  |                  |                  |                  |                  |                      |                      |                      |                      |                      |                      |           |           |           |           |      |      |              |              |              |              |              |              |        |        |              |              |              |              |              |              |  |  |
|                 |                 |                 |                 |                        |                        |                        |                        |                        |                        |              |              |              |              |              |              |                  |                  |                  |                  |                   |                   |                   |                   |                         |                         |                         |                         |                         |                         |                |                |                          |                          |                          |                          |                          |                          |                   |                   |                      |                      |                      |                      |                      |                      |                  |                  |                  |                  |                  |                  |                      |                      |                      |                      |                      |                      |           |           |           |           |      |      |              |              |              |              |              |              |        |        |              |              |              |              |              |              |  |  |
|                 |                 |                 |                 | 4 zonen                | 4 zonen                | 4 zonen                | 4 zonen                | 4 zonen                | 4 zonen                |              |              |              |              |              |              |                  |                  |                  |                  | Peter Raubal      | Peter Raubal      | Peter Raubal      | Peter Raubal      | Peter Raubal            | Peter Raubal            |                         |                         |                         |                         |                |                |                          |                          |                          |                          | Heiner Hochegger         | Heiner Hochegger         | Heiner Hochegger  | Heiner Hochegger  | Heiner Hochegger     | Heiner Hochegger     |                      |                      | Angela Hochegger     | Angela Hochegger     | Angela Hochegger | Angela Hochegger | Angela Hochegger | Angela Hochegger |                  |                  |                      |                      |                      |                      |                      |                      |           |           |           |           |      |      |              |              |              |              |              |              |        |        |              |              |              |              |              |              |  |  |

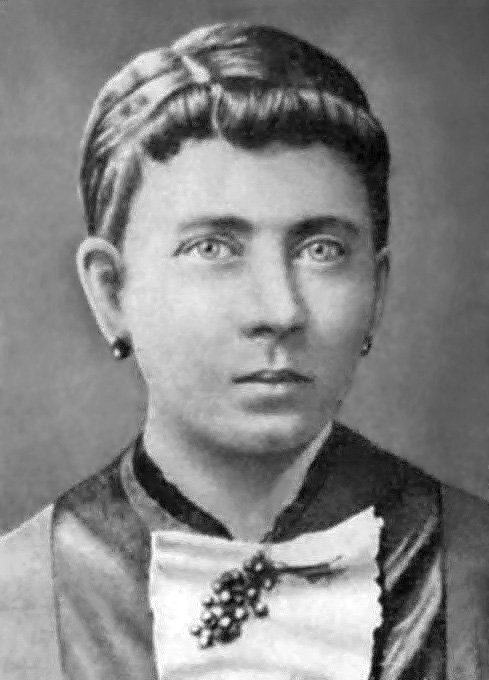
Klara Pölzl (1860-1907) rond 1875

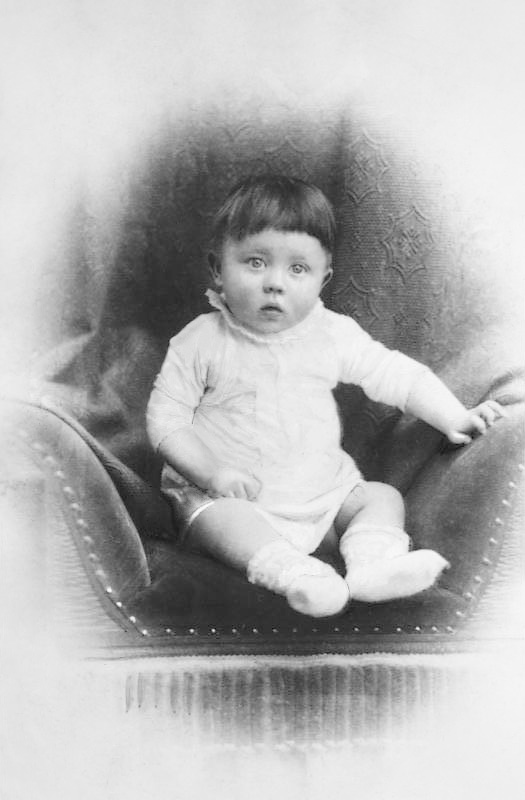
Adolf Hitler als peuter

De vader van Hitler, Alois Hitler sr., werd in 1837 geboren als de onwettige zoon van Maria Anna Schicklgruber en kreeg daarom de naam van zijn moeder. Vijf jaar later huwde Maria Anna met de molenaarsknecht Johann Georg Hiedler die waarschijnlijk ook de biologische vader van Alois was. De achternaam van Alois Schicklgruber zou op 23 november 1876 door de dorpspastoor van Döllersheim worden gewijzigd in Hitler, zoals Alois Hitler dat eerder op diezelfde dag had laten vastleggen door notaris Penkner in Weitra. De familienaam Hitler was dus geen spelfout maar gewoon een zeldzame schrijfwijze van de familienaam die dan eens als Hütler, Hüttler, Hüetler, Hüettler, Hiedler, Hietler of Hitler werd gespeld. Later zou zijn zoon Adolf in het boek Mein Kampf (Mijn strijd) vermelden dat de naamswijziging het enige was waar hij zijn vader dankbaar voor was. Heil Hitler klonk immers veel beter dan Heil Schicklgruber. De moeder van Hitler, Klara Pölzl, geboren in 1860, was drieëntwintig jaar jonger dan haar echtgenoot.
Zowel van vaders- als moederskant was de familie van Adolf Hitler afkomstig uit het Oostenrijkse Waldviertel, een streek tussen de Donau en het huidige Tsjechië. Uit genetisch onderzoek dat de journalist Jean-Paul Mulders onder verwanten van Adolf Hitler liet uitvoeren zou zijn gebleken dat Hitler behoorde tot de haplogroep E1b1b, die weinig voorkomt in Duitsland en West-Europa, maar bij 50 à 80 procent van de Noord-Afrikanen voorkomt, met name bij Berbers, Somaliërs en Asjkenazische Joden. De naam Hitler was waarschijnlijk afgeleid van Hüttler, wat letterlijk "keuterboer" of "schaapherder" betekent, hij die in een hut (Hütte) woont. Mogelijk was Johann Georg Hiedler die in het Derde Rijk officieel voor de grootvader van de Führer doorging niet de biologische vader. Als mogelijke vader van Alois Hitler komt ook de broer van Johann Georg in aanmerking, namelijk Johann Nepomuk Hüttler die in Spital Nr. 36 woonde en waar Alois Hitler werd grootgebracht. In dit laatste geval zou Alois Hitler wel een echte Hitler zijn geweest, en geen buitenechtelijke zoon van een Jood. Uit analyse van het Y-chromosoom van de achterkleinkinderen van Alois Hitler bleek dat dit identiek was aan dat van mannelijke familieleden uit Neder-Oostenrijk. Daarmee zou bewezen zijn dat Alois Hitler dezelfde mannelijke gemeenschappelijke voorvader heeft als de nu nog levende verwanten Hüttler in het Waldviertel. Volgens deze theorie was Alois Hitler derhalve een lid van de Hitlerfamilie, al was hij wel een buitenechtelijke zoon.
Hitler had drie broers, een halfbroer, twee zusters en een halfzuster, allen kinderen van Alois Hitler. De drie broers en een van de zussen overleden op jonge leeftijd:
- Alois Hitler jr. (halfbroer), 13 januari 1882 – 20 mei 1956
- Angela Hitler (halfzuster), 28 juli 1883 – 30 oktober 1949
- Gustav Hitler (broer), 10 mei 1885 – 8 december 1887
- Ida Hitler (zuster), 23 september 1886 – 2 januari 1888
- Otto Hitler (broer), 1887 – 1887
- Edmund Hitler (broer), 24 maart 1894 – 28 februari 1900
- Paula Hitler (zuster), 21 januari 1896 – 1 juni 1960

Hitlers zuster Paula leidde een teruggetrokken bestaan en overleed in Berchtesgaden. Hitlers halfzuster Angela was gehuwd met Leo Raubal en had voor zover bekend een zoon en twee dochters.
Hitlers halfbroer, Alois Hitler jr., werd caféhouder in Berlijn. Adolf en Aloïs Hitler hebben onderling nooit een sterke band gehad.
Hitler had officieel zelf geen kinderen. De Fransman Jean-Marie Loret (1918-1985) beweerde desondanks een zoon van hem te zijn. Hitler zou Lorets destijds 16-jarige moeder midden 1917 bezwangerd hebben, toen hij als soldaat in Noord-Frankrijk gelegerd was. DNA-tests spraken dit echter tegen.

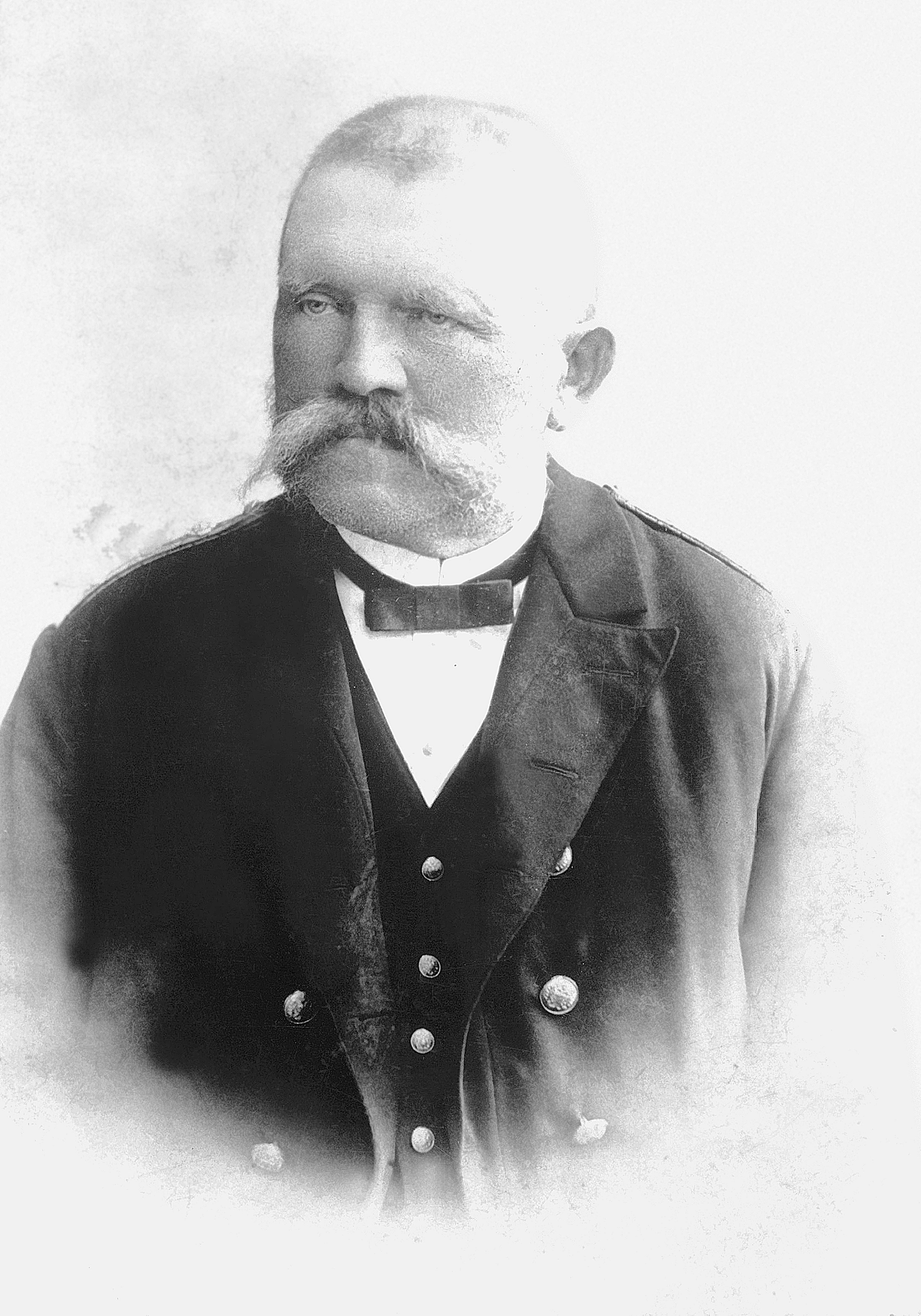
Alois Hitler Sr. (1837-1903)

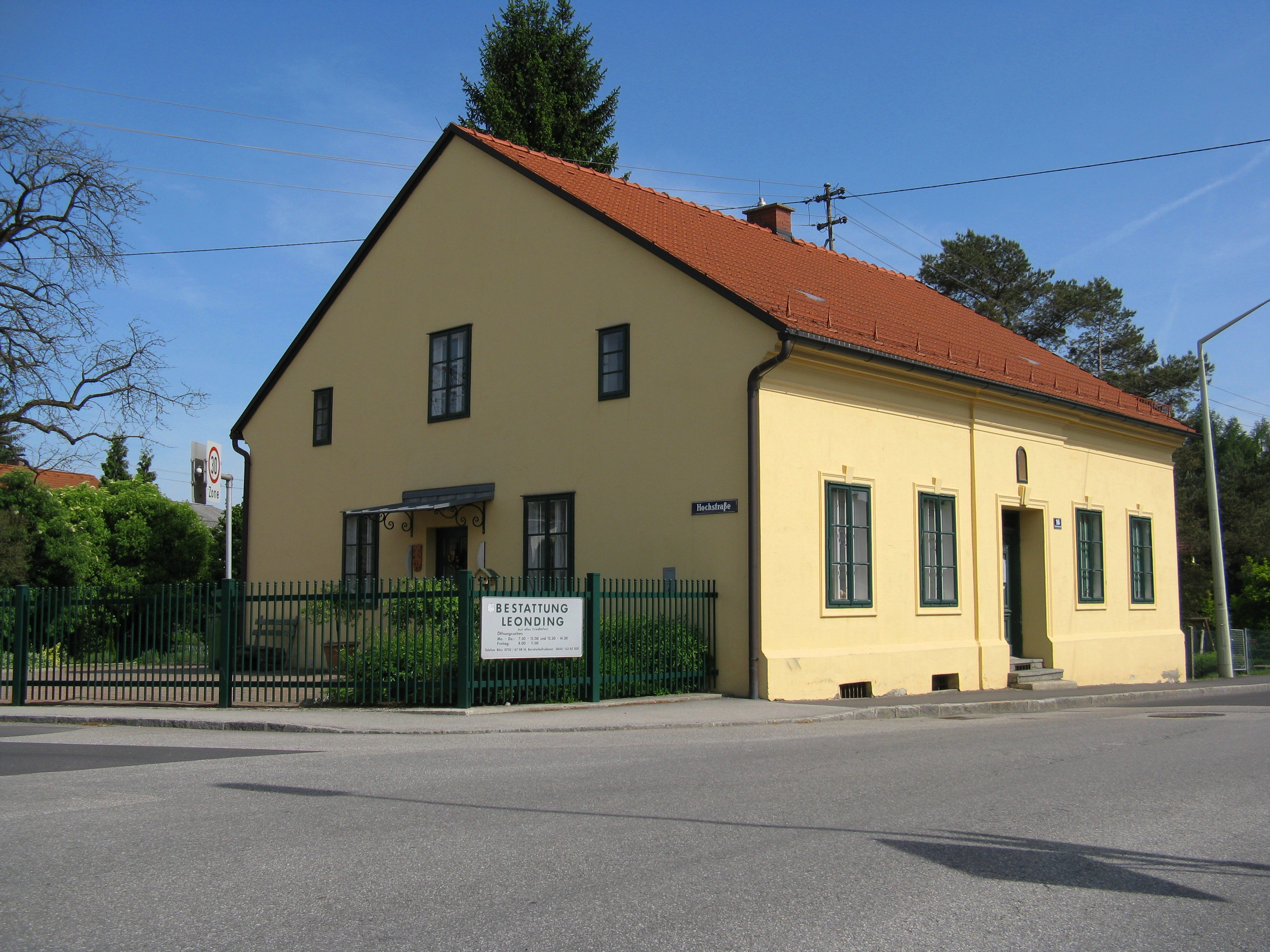
Het huis in Leonding in Opper-Oostenrijk waar Hitler vanaf 1900 woonde

#### Jeugd en karaktervorming
Hitler had een innige band met zijn moeder, maar met zijn autoritaire vader lag hij voortdurend in conflict. Alois Hitler had niet meer opleiding genoten dan de lagere school, maar wist toch bij de douane carrière te maken. Op het moment dat hij overleed verdiende hij een salaris dat ongeveer overeenkwam met dat van een directeur van een lagere school. Hitlers vader was een humeurige man, die als grote passie de bijenteelt had en wiens grote wens het was om een eigen huis met een lapje grond te bezitten. Na zijn werk liep hij eerst altijd naar zijn bijenkorven om vervolgens via het café naar huis te gaan. Het gezinsleven lag hem niet; hij was een humeurige en ongeduldige echtgenoot wat nog verergerde na zijn bezoek aan de kroeg. Met name Klara Pölzl moest het ontgelden; ze werd afgesnauwd en ook geslagen. Zeer waarschijnlijk reageerde hij zijn frustraties ook af op zijn oudere kinderen, onder wie Adolf. Klara was geen partij voor haar dominante echtgenoot en kon zowel zichzelf als haar kinderen niet beschermen.
Alois Hitler verlangde dat de jonge Adolf in zijn voetsporen zou treden, maar deze had daar absoluut geen zin in. Zodoende was Adolf dikwijls het slachtoffer als zijn opvliegende vader weer eens in woede uitbarstte. Ook zijn moeder en zuster Paula kregen klappen als ze Adolf tevergeefs probeerden te beschermen. Het is mogelijk dat ook hiermee de politieke voorkeur van de jonge Adolf beïnvloed werd: hij had een hekel aan zijn vader die hem een loopbaan wilde opdringen die hem afkeer inboezemde; het is goed mogelijk dat hij hierdoor ook een afkeer ontwikkelde voor de staat waaraan Alois Hitler zijn leven had gewijd en wat hij ook van Adolf verwachtte. Dit bracht hem automatisch in het kielzog van politieke tegenstanders van de Habsburgse Dubbelmonarchie: de Duits-nationalisten die een Anschluss tussen Oostenrijk en Duitsland voorstonden, en tegen emancipatie van andere volkeren was. Het is denkbaar dat de jonge Adolf zijn vader hiermee opzettelijk dwars zat.
Deze gewelddadige jeugd heeft hoogstwaarschijnlijk een negatieve uitwerking op Hitlers karaktervorming gehad. Toen hij ouder werd kreeg Adolf ook last van woede-uitbarstingen waarvan soms ook Paula het slachtoffer werd. Bij zijn latere carrière als dictator zijn velen getuige geweest van Hitlers beruchte woede-uitbarstingen waarbij hij dikwijls helemaal door het lint ging.

##### Lagere school en kerkkoor

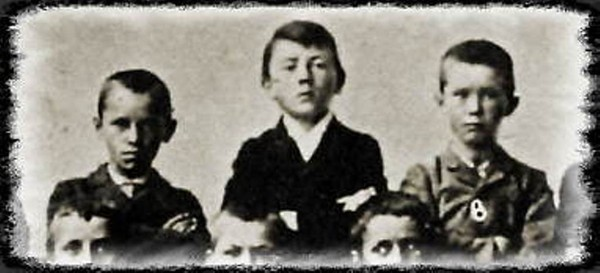
Adolf Hitler (in het midden) op de lagere school

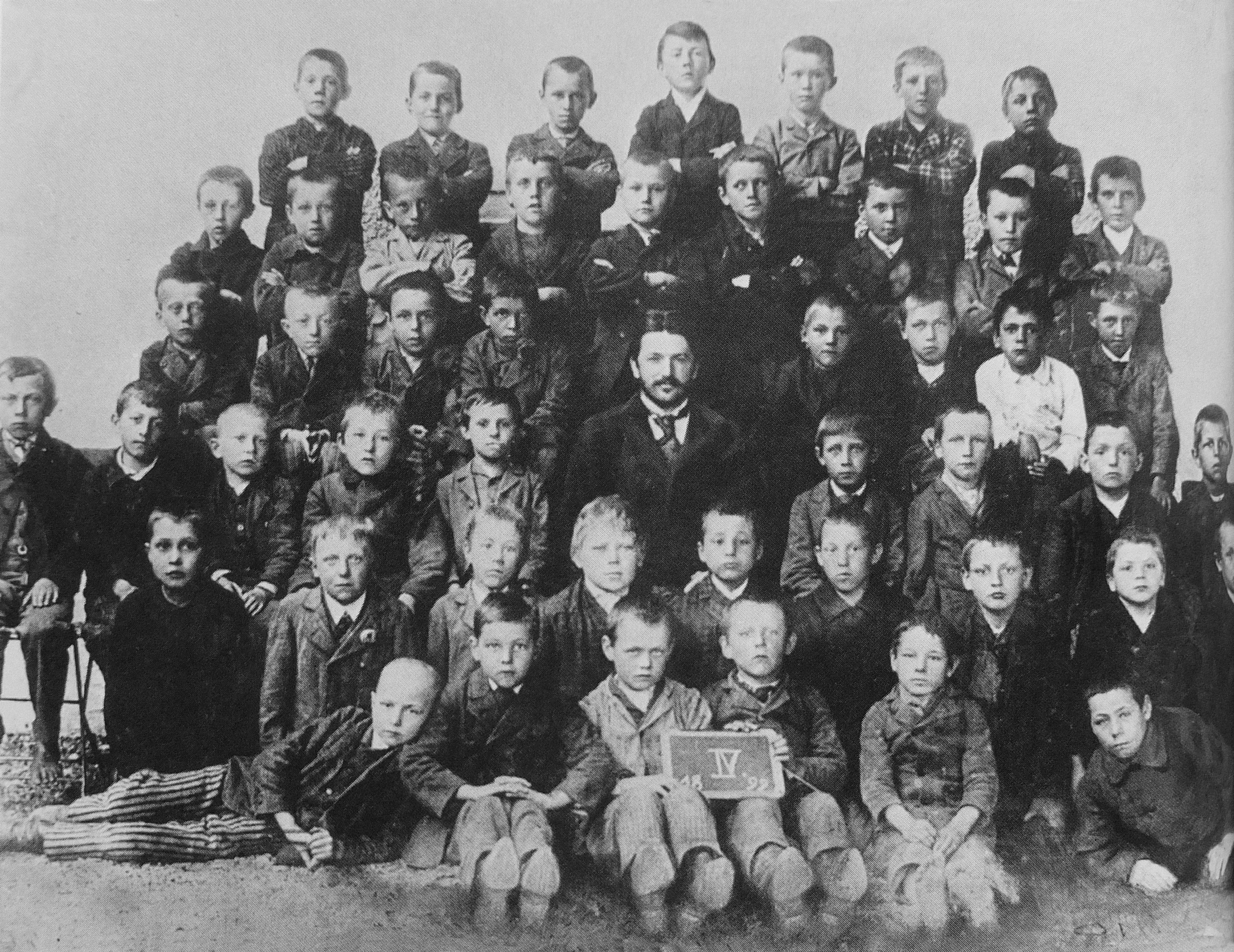
De hele klas van de lagere school in Leonding uit 1899/1900 met Adolf Hitler in het midden van de bovenste rij

Tijdens zijn tienerjaren overleed zijn autoritaire vader, maar Hitler ervoer dit eerder als een opluchting dan als een gemis. Met zijn moeder had hij wel een sterke band. Het gezin verhuisde regelmatig omdat Alois vanwege zijn werk regelmatig overgeplaatst werd. In 1892 verhuisde het gezin van Braunau naar Passau, in 1895 naar Hafeld bij Fischlham, en in 1897 naar Lambach. In november 1898 verhuisde het gezin voor de laatste keer, naar Leonding niet ver van Linz.
In zijn kinderjaren was Adolf Hitler, vooral door toedoen van zijn strenggelovige moeder, koorknaap en misdienaar in de lokale katholieke parochiekerk. Ze had hem daarvoor op achtjarige leeftijd bij de plaatselijke parochie aangemeld. Op de lagere school deed Hitler het goed. Op de lagere school was hij vaak haantje de voorste. Hij was meestal de "aanvoerder" tijdens het "oorlogje spelen", waarbij hij met de kinderen uit het dorp veldslagen uit de Frans-Pruisische Oorlog en de Tweede Boerenoorlog naspeelde. Als koorknaapje in de kloosterkerk keek Hitler enorm op tegen de abt, een positie die hij later ook wilde bekleden. Hitler was onder de indruk van de pracht en praal van de kerkinterieurs, de rituelen en de koorzang tijdens de Heilige Mis en de discipline van de kloosterlingen, die zich alle aardse geneugten ontzegden en zich opofferden voor het Zieleheil van de parochianen. Hij was een levendige en intelligente schooljongen maar hij was lui, iets wat hem zijn verdere leven parten zou blijven spelen. Dit maakte aanvankelijk voor de intelligente jongen weinig uit, maar zou hem tijdens de middelbare school opbreken.
De jonge Hitler was een vrij teruggetrokken persoon en wekte zelfs een verlegen indruk. Dit in schril contrast met zijn latere discussiebereidheid, waarin hij steevast trachtte zijn gelijk te behalen. Dagdromen was een van zijn favoriete bezigheden. Dit was een van de redenen waarom Hitler stelselmatige arbeid verafschuwde; het hield hem af van het dagdromen en hij voelde zich er bovendien te goed voor, hij was volgens hemzelf "bestemd voor belangrijkere dingen". Zelfkritiek was hem vreemd; anderen waren zijn hele leven altijd volgens hem de oorzaak van zijn falen. Perioden van koortsachtige activiteit wisselden zich af met lange perioden van besluiteloosheid en inactiviteit waarbij er niets concreets uit zijn handen kwam. Besluiten en decreten las hij vluchtig of niet alvorens te tekenen. Slechts in het voorbereiden van zijn speeches stak hij veel tijd en energie. Hitler placht 's nachts zeer laat naar bed te gaan, soms rond 3 uur 's nachts. Hitlers latere dagritme zou dit reflecteren; hij placht, ook toen hij al aan de macht was, laat in de ochtend op te staan.
In 1907 bezocht Hitler als achttienjarige voor het laatst een katholieke kerkdienst waarbij hij ook ter communie ging. Daarna zou hij grote afstand tot de Kerk bewaren, en zelfs zeer vijandig zeggen dat hij de "katholieke kerk vertrappen" wilde "zoals men een lelijke pad vertrapt". Hij liet een priester, die hij voorheen in vertrouwen genomen had, zelfs in de Nacht van de Lange Messen in 1934 vermoorden in een bos bij München.
Zijn verdere leven zou Hitler een sterke afkeer van religie in het algemeen en het christendom in het bijzonder houden.

##### Zonder diploma van de middelbare school

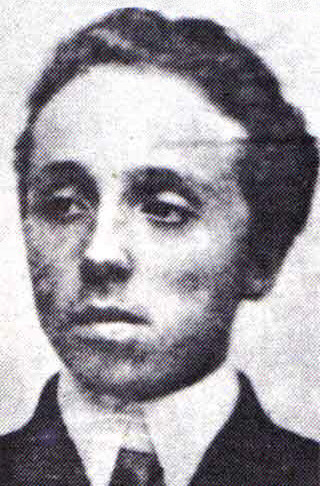
Hitlers jeugdvriend August Kubizek, 1907

Hoewel Hitler enkele jeugdvrienden had, voelde hij zich bij veel mensen nauwelijks of niet op zijn gemak. Overal waar hij kwam toen hij aan de macht was, zou hij volgens ingewijden een "stijve ongemakkelijke atmosfeer" om zich heen verspreiden. Generaals, ministers en partijbonzen die met hem in aanraking kwamen probeerden zich ervoor te hoeden een van Hitlers favoriete onderwerpen aan te snijden. Als dat gebeurde hield Hitler een monoloog die soms wel urenlang kon doorgaan, terwijl zijn gedwongen publiek slechts verveeld kon luisteren. Mussolini – zelf gewend het hoogste woord te voeren – werd hierdoor de mond gesnoerd en ergerde zich hieraan.
Op tekenen na kon Hitler op de Realschule (te vergelijken met de Nederlandse havo en het tso in Vlaanderen) van Linz, niet goed meekomen. Hij had vanwege zijn afstandelijke gedrag en zijn verlegenheid (in het bijzonder tegenover vrouwen) weinig of geen vrienden. Mogelijk droeg de afstand van een uur lopen tussen zijn woonplaats Leonding en de middelbare school in Linz, eraan bij dat Hitler in een sociaal isolement terecht kwam. Bovendien kelderden zijn prestaties doordat hij lui was. Hij had zeker genoeg intelligentie om de Realschule succesvol te kunnen doorlopen maar Hitlers karakterfout was dat hij bij vakken die hem niet interesseerden, hoegenaamd geen enkele inspanning wilde leveren. Zijn lage cijfers schreef hij echter toe aan zijn leraren, die hij als "erudiete apen" omschreef. Slechts de door hem aanbeden geschiedenisleraar Leopold Poetsch bleef verschoond van zijn kritiek (de liefde werd echter niet met goede cijfers beantwoord; "matig" tot "ruim voldoende" was het hoogste dat hij behaalde). Tijdens zijn puberteit werd de jonge Hitler ook voor het eerst en voor het laatst in zijn leven dronken. Een melkmeisje vond hem 's ochtends stomdronken en bracht hem naar huis. Toen hij was bijgekomen zwoer hij nooit meer te drinken. Daar hield hij zich aan, op een enkel glas wijn na. Ook minderde hij zijn vleesconsumptie. Sommige biografen beweren dat hij zelfs geheel vegetariër werd. De meeste bronnen stellen echter dat hij in die periode af en toe toch vlees at in de vorm van Leberknödel, een soort ballen van aardappelen en varkenslever. Dat hij sympathie voor dieren had, bleek uit het feit dat zijn regime als een van de eersten in de wereld wreedheid tegen dieren strafbaar stelde.
In tegenstelling tot voor dieren had Hitler geen enkel medegevoel of empathie voor zijn medemensen en was zelfs volstrekt meedogenloos en wraakzuchtig wat zijn tegenstanders betreft. Mensen waren voor hem hoofdzakelijk middelen die hij al of niet kon gebruiken om zijn gestelde doelen te bereiken. Het is niet duidelijk of de jonge Hitler in zijn jeugd al dit gebrek aan consideratie of zelfs algehele gewetenloosheid vertoonde. In het verlengde van Hitlers gebrek aan inlevingsvermogen ontbrak het Hitler aan relativeringsvermogen en gevoel voor humor.
Hitler doorliep de onderbouw van de middelbare school met de grootste moeite en bleef één keer zitten. Nadat zijn vader was overleden, wist hij zijn moeder in 1905 eindelijk te overreden hem van school te halen. Op zijn 16e verliet hij de school zonder diploma. Twee jaar lang zou hij zijn dagen in ledigheid doorbrengen, terwijl zijn moeder en zus voor hem zorgden.

##### Hitlers kijk op vrouwen
De jonge Hitler ontwikkelde een opmerkelijk beeld van vrouwen en seksualiteit. Zijn ideale vrouw was een mooi en lief meisje, dat hem niet tegensprak en hem in de watten zou leggen. Bovendien moest het een degelijk Duits meisje zijn: eens zou hij woedend zijn uitgevallen tegen zijn kameraden in het leger toen die suggereerden een 'mademoiselle' te 'nemen'. Hiermee in verband stond zijn afkeer van openlijke seksualiteit. Hij leidde zijn vriend August Kubizek eens door de Weense rosse buurt om te laten zien hoe 'walgelijk' het er daar aan toeging. Prostituees bezocht hij derhalve niet, bovendien was hij bang voor (geslachts)ziektes. Homoseksualiteit vond hij 'afstotelijk'. Dit zou later doorwerken in de extreme seksuele preutsheid die het Derde Rijk later doorvoerde, de sluiting van alle bordelen en de vervolging van homoseksuelen.
In 1907 gebeurde er iets wat waarschijnlijk een grote invloed op een deel van Hitlers leven had; bij Klara Pölzl, Hitlers moeder, werd borstkanker geconstateerd. Ze overleed op 21 december hetzelfde jaar. Hitler had van zijn moeder gehouden en vond het vreselijk te zien hoe zij zo'n pijn leed en overleed. Hij zou altijd angst voor ziekten houden.

### In Wenen

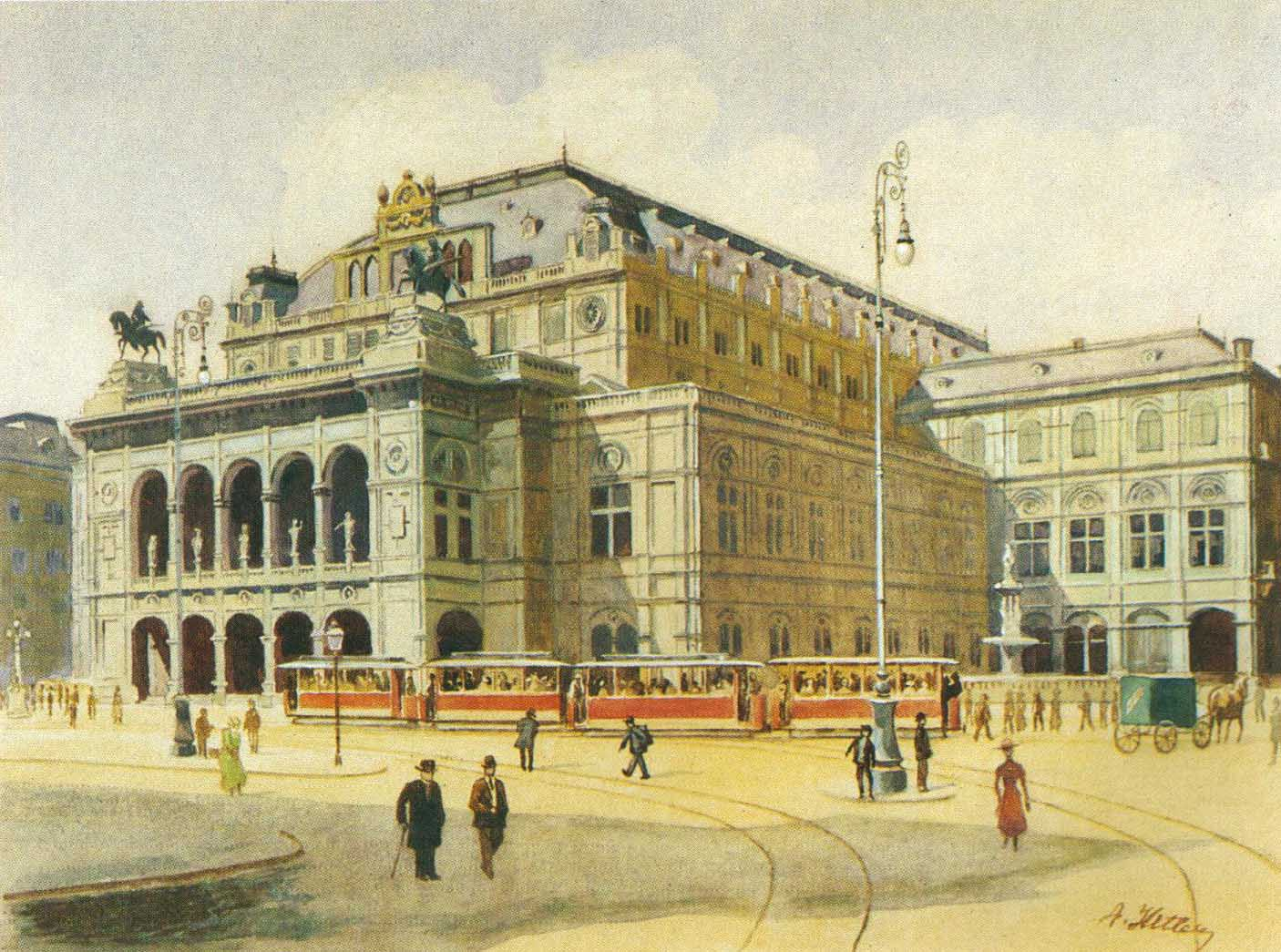
Weense Staatsopera, in 1912 door Adolf Hitler geschilderd

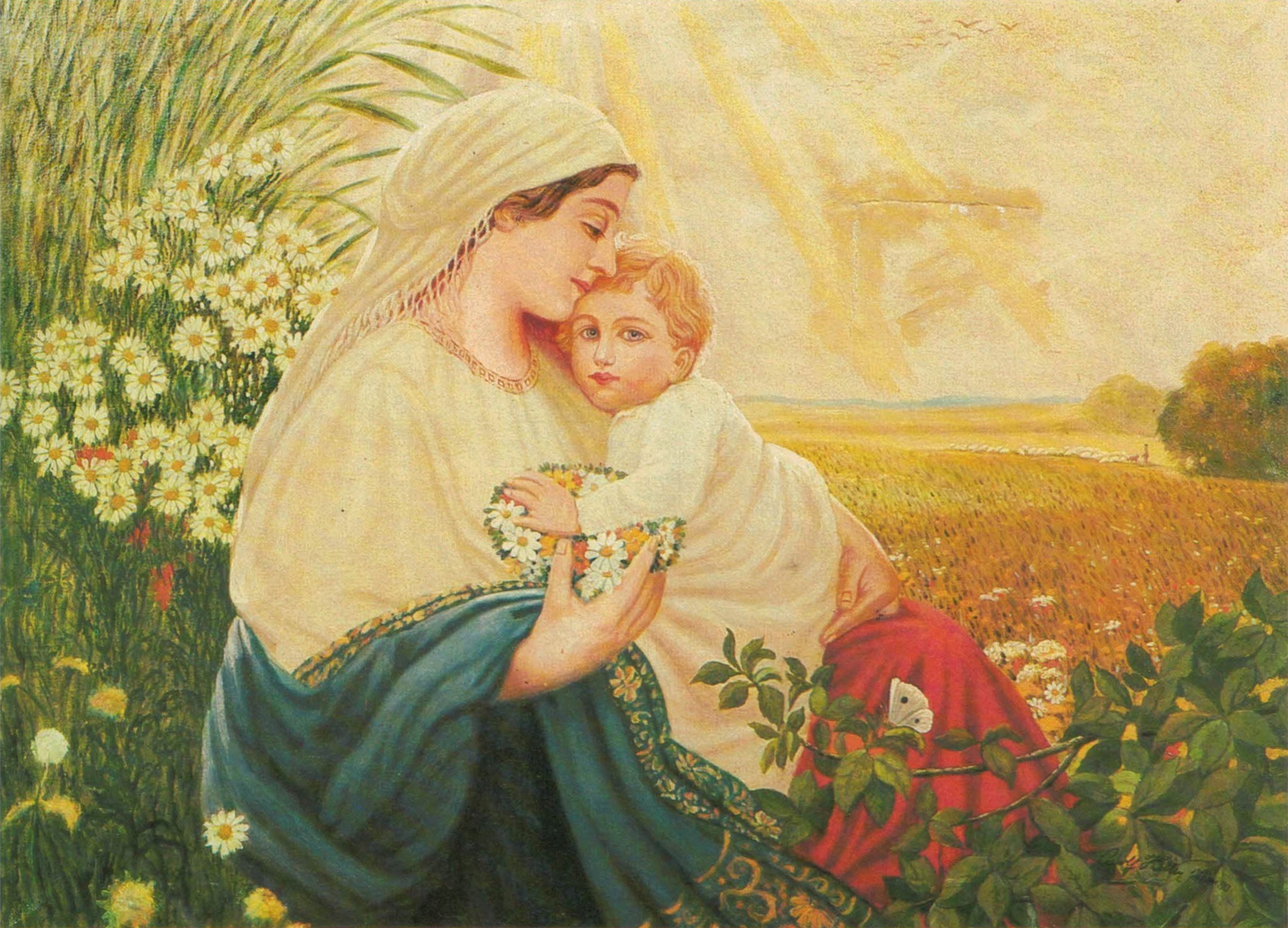
Olieverfschilderij van Maria met het kindje Jezus, in 1913 door Adolf Hitler geschilderd

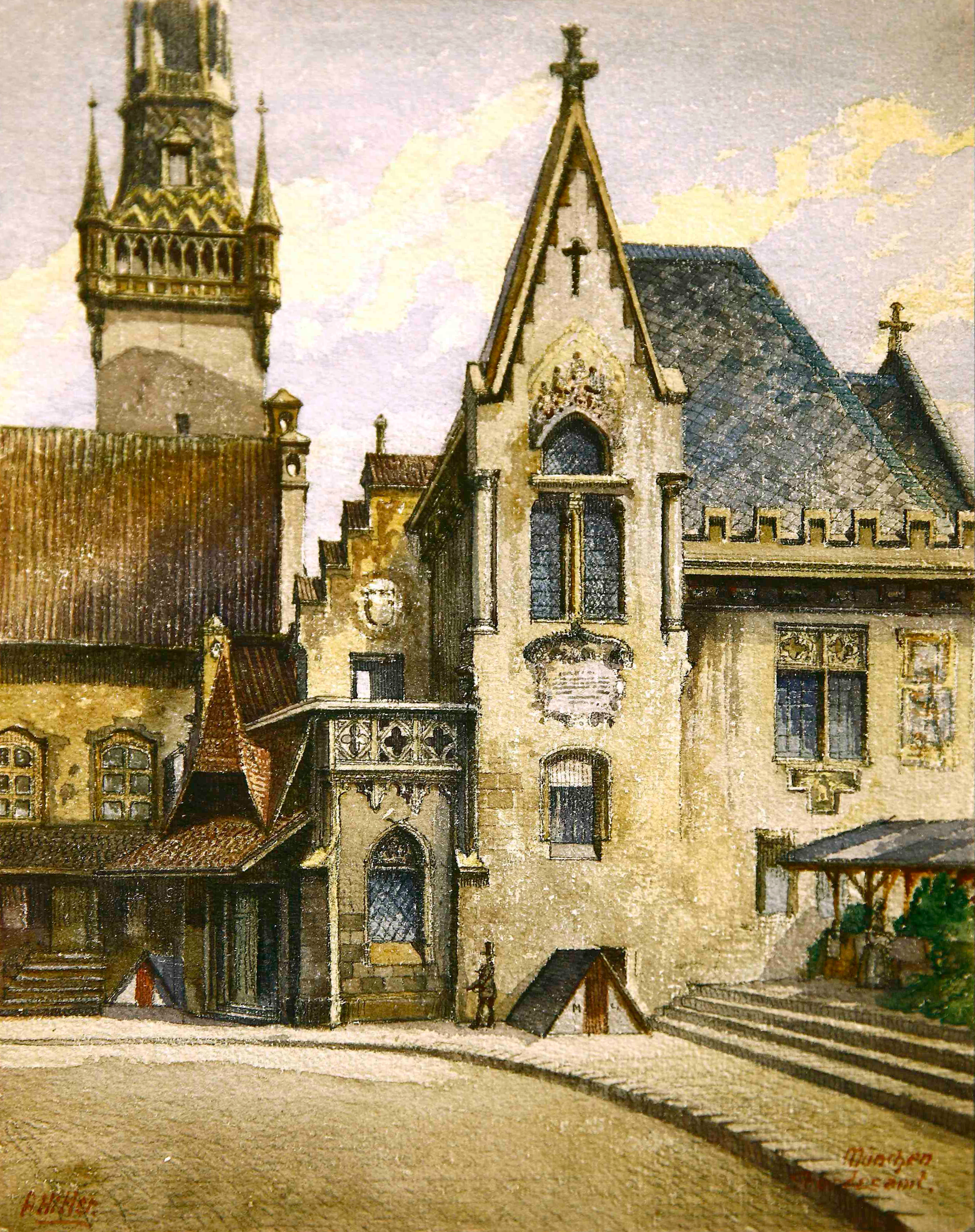
Kantoor van de burgerlijke stand en het gemeentehuis in München, geschilderd door Adolf Hitler

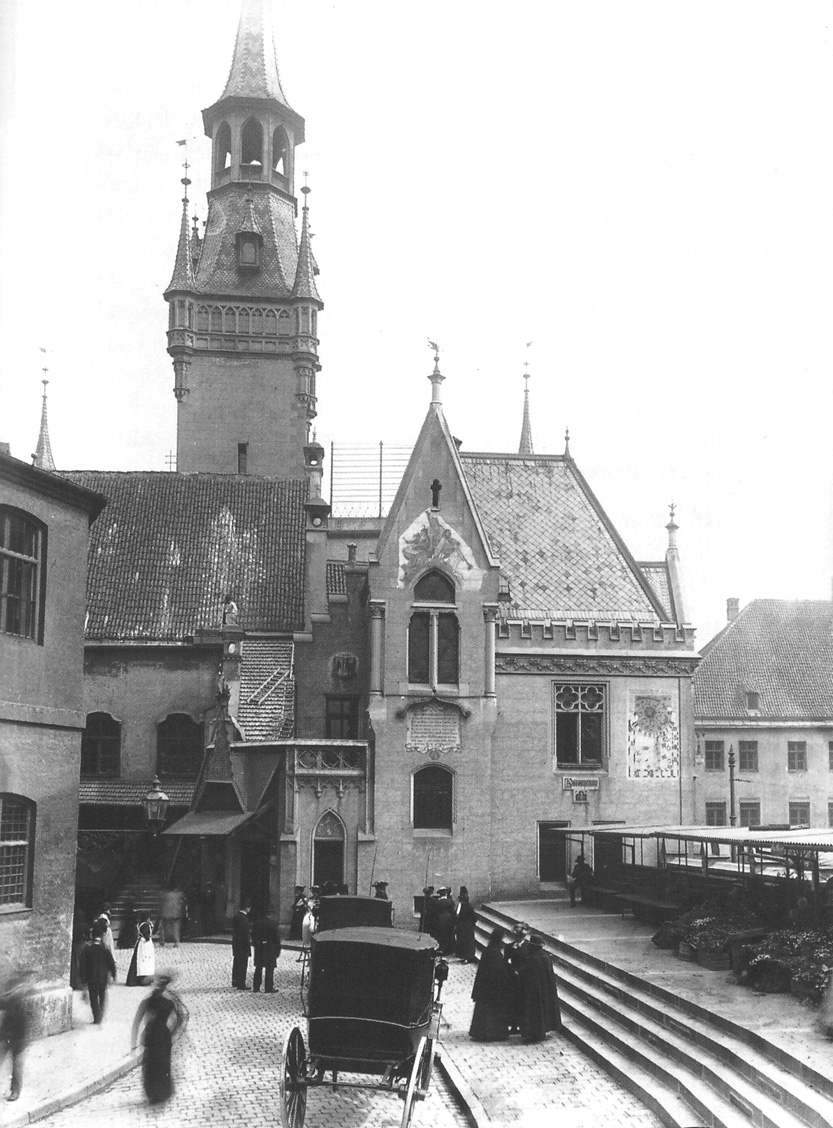
Ansichtkaart van het gemeentehuis in München uit 1900

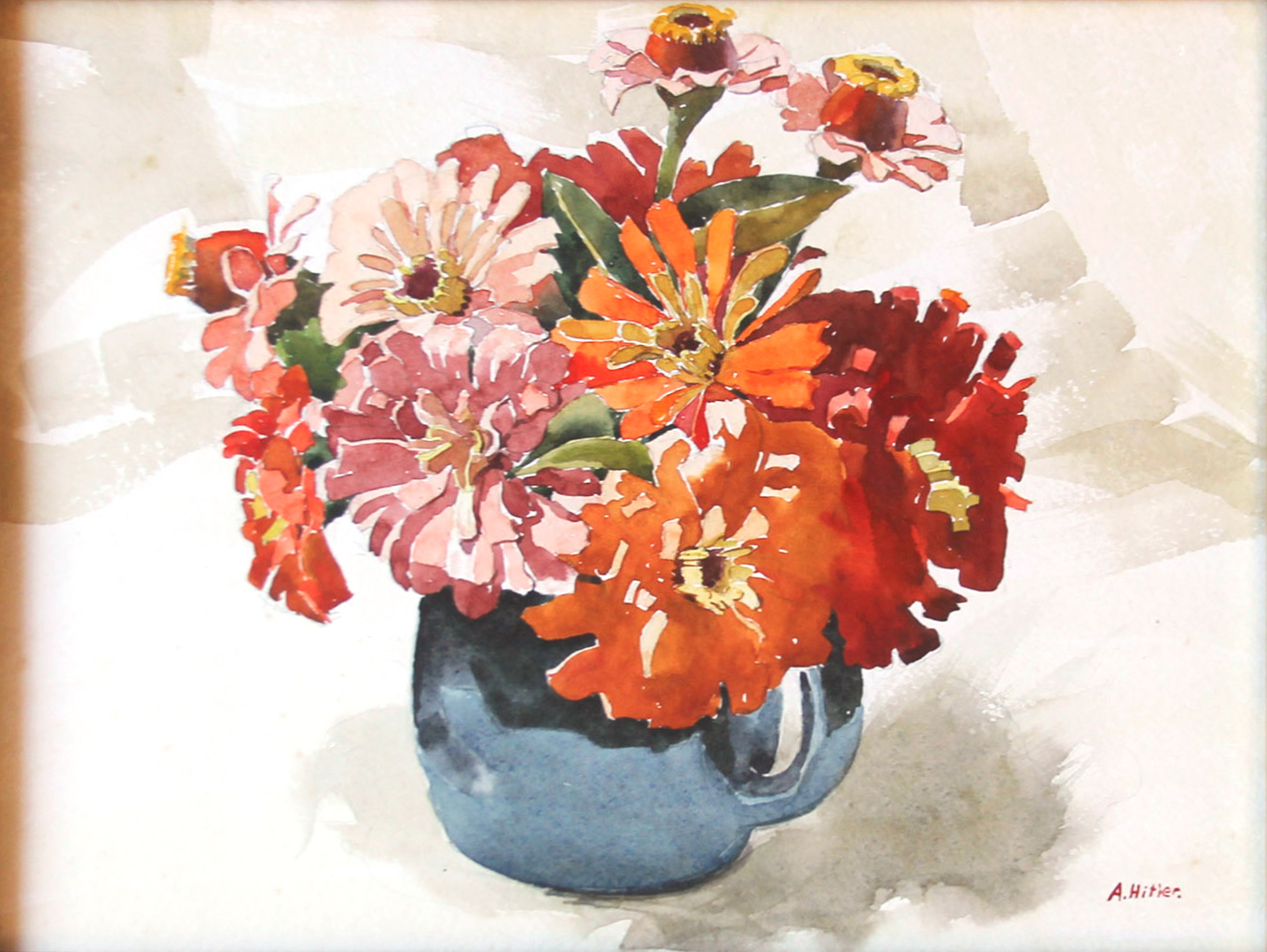
Blauwe vaas met bloemen door Adolf Hitler

De directeur van het postkantoor had Adolf Hitler gevraagd wat hij wilde worden en of hij niet bij hem op het postkantoor wilde werken. Volgens een buurvrouw van de familie Hitler in Urfahr had Adolf Hitler de directeur van het postkantoor geantwoord dat hij een beroemd kunstschilder wilde worden.

#### Kunstenaar in de marginaliteit
Omdat het Hitlers ambitie was om een beroemd kunstschilder te worden vertrok hij in september 1907 naar Wenen om zich te laten inschrijven bij de kunstacademie. De kunstacademie waarbij hij zich aanmeldde wees hem echter af; hij slaagde wel voor de eerste maar niet voor de tweede ronde van het toelatingsexamen. De rector wees hem erop dat hij een tekentalent had maar dat zijn ongeschiktheid voor de afdeling schilderkunst buiten twijfel stond. De rector zei tegen Hitler dat zijn talent eerder lag op het gebied van de architectuur dan op het gebied van de beeldende kunst. Naar eigen zeggen kwam Hitler na enkele dagen tot de conclusie dat hij op een dag architect zou moeten worden. Dit betekende niet dat hij pogingen ondernam om de lacunes in zijn opleiding – een groot struikelblok voor de toelating tot een studie in de architectuur – weg te werken.
In werkelijkheid deed Hitler zelfs geen poging zich te richten op een architectuurstudie, aangezien hij het jaar erna wederom probeerde om toegelaten te worden tot de afdeling schilderkunst van dezelfde kunstacademie in Wenen. Deze keer kwam hij echter zelfs de eerste ronde niet door. Hij leefde als een student op kamers. Hitler ergerde zich aan de populariteit van de art nouveau en hij zag met lede ogen aan hoe het expressionisme in de schilderkunst opkwam. Het werk van moderne Weense kunstschilders als Gustav Klimt en Egon Schiele kon Hitler niet bekoren.
Niet van zins zich echt in te zetten en verder te bekwamen, leefde Hitler een jaar van zijn moeders erfenis. Toen het geld op was, vertrok hij in de herfst van 1909 zonder de huur te betalen. Hij sliep een tijdje op straat tot hij opvang bekwam in een daklozenasiel. De volgende jaren bleef hij rondzwerven door Wenen en overnachten in verschillende liefdadige pensions. In de jaren vóór de Eerste Wereldoorlog verdiende hij naast zijn wezenuitkering de (karige) kost met allerlei kleine baantjes en werkte hij als ongediplomeerd kunstschilder. Zo schilderde hij op zijn kamer in het pension waar hij verbleef vaak ansichtkaarten met landschapjes, stadsgezichten en toeristische trekpleisters na, die hij als aquarel verkocht. De afbeeldingen van een ansichtkaart van het gemeentehuis van München en het schilderij van Hitler doen vermoeden dat dit schilderij door Hitler gemaakt is aan de hand van een ansichtkaart.
Het feit dat hij als kunstschilder mislukt was schreef hij toe aan de kunstacademie die zijn talent miskende en de leraren die het onderwijs hadden verpest. Dat zijn eigen luiheid en gebrek aan artistiek talent misschien debet aan het mislukken van zijn kunstenaarscarrière was, heeft hij nimmer erkend.

#### Hitlers politieke en artistieke voorkeur
Overdag bracht hij veel tijd door in bibliotheken en leeszalen waar hij vooral kranten en boeken uit populaire reeksen las, zoals boeken van Karl May. In de avonden bezocht hij regelmatig concerten. Daarbij ging zijn voorkeur uit naar uitvoeringen van opera's, operettes en grote werken van componisten uit de romantiek. Onder anderen Johann Strauss, Mozart, Beethoven en Italiaanse meesters behoorden tot zijn favoriete componisten. Het Wenen van rond 1900 was een van de belangrijkste cultuurcentra binnen Europa waar per jaar ruim 450 maal werken van Wagner uitgevoerd werden. Richard Wagner was een van de idolen van de Weense jeugd in de periode waarin Hitler in Wenen verbleef. Lohengrin en Rienzi waren Hitlers favoriete Wagneropera's. Van Lohengrin heeft hij in Wenen tien uitvoeringen bijgewoond. Hitlers voorkeur voor neoclassicistische architectuur en het werk van een stedenbouwkundige als Georges-Eugène Haussmann sloot goed aan bij Hitlers artistieke voorkeur.
Hitler bezocht verschillende keren het Weense parlement, waar hij een grote verachting kreeg voor de democratie. De parlementsleden uit Hongaarse en Slavische bevolkingsgroepen spraken in het Weense parlement meestal hun eigen moedertaal. In het Weense parlement werd naast Duits het vaakst Tsjechisch gesproken, een taal die Hitler niet verstond. In deze periode vormde hij (mede door allerlei contacten) zijn ideologische basis, bestaande uit occultisme, antisemitisme, antiparlementarisme en Groot-Duits nationalisme; ook keek hij veelal neer op de Slavische volkeren. Het versterkte zijn weerzin tegen de democratie en tegen Joden die volgens Hitler via de politiek de grootste invloed hadden op de ontwikkelingen binnen de Oostenrijkse samenleving.
Hitler was in Wenen een romanticus geworden die hield van heroïek en drama en hunkerde naar roem, een gefrustreerde, werkloze jongeman die aan de rand van de samenleving beland was. In het decennium voor het uitbreken van de Eerste Wereldoorlog liepen in Wenen en andere grote Europese steden waarschijnlijk duizenden werklozen als Hitler rond.

#### Jodenhaat en nationalisme
De Britse historicus Ian Kershaw geeft in zijn uitgebreide Hitlerbiografie aan dat het niet duidelijk is waardoor de Jodenhaat van Hitler nu eigenlijk ontstaan is. Hij had aanvankelijk Joden in zijn kennissen- en huisgenotenkring en zelfs een Joodse huisarts uit Linz, die Hitlers moeder in haar laatste dagen heeft verzorgd. Hitler heeft zich ten aanzien van deze arts zeer erkentelijk getoond. Later geïnterviewde kennissen van Hitler uit diens Weense tijd verklaarden nooit ook maar een enkel negatief woord ten aanzien van Joden uit Hitlers mond gehoord te hebben. Vaak sprak hij zelfs lovend over zijn vele Joodse kennissen. Maar in korte tijd werd hij toch een fanatiek antisemiet. Kershaw zelf heeft gesuggereerd dat Hitler op dat moment zijn Joodse kennissen simpelweg nodig had (onder andere voor het verkopen van zijn schilderijen en prenten) en dat hij daarom zijn ware gevoelens voorlopig voor zich hield.

##### Karl Lueger, racisme en antisemitisme
Anti-Slavische en antisemitische stromingen waren in Wenen, evenals in Sudetenland en Silezië, in opkomst, als reactie op het toenemende Slavische separatisme. De Joden werd het kwalijk genomen dat zij als fabrieksbazen Slavische arbeiders in dienst namen, die hiertoe naar steden als Praag, Posen, Pressburg en Wenen trokken en het Duitse karakter van deze steden zouden ondermijnen. De jonge Hitler was al in Wenen onder de indruk gekomen van het antisemitisme waarmee de toenmalige burgemeester, Karl Lueger, aan de macht was gekomen. Ook de antisemitische beweging van Georg von Schönerer heeft invloed gehad op de jonge Hitler. Tijdens zijn jaren in Wenen en later in München, waar hij volgens eigen zeggen graag mensen en hun gedrag observeerde, nam zijn overtuiging de vorm aan die hij later in al haar extremiteit zou etaleren.
In discussies met andere bewoners van het Weense "mannenhuis", waar hij af en toe woonde, bracht hij zijn standpunten compromisloos naar buiten. Hij praatte om anderen te overtuigen van de juistheid van zijn visie, was altijd bereid tot discussiëren en hij bleek radicaal en zwart-wit in zijn denken. Opvallend was toen al dat Hitler niet tegen inhoudelijke kritiek op zijn denkbeelden kon en begon te schreeuwen als hij dreigde een discussie te verliezen.
Ook ontwikkelde hij in Wenen een sterk Duits nationalistisch gevoel, zoals veel Duitsers in Oostenrijk dat kenden. In zijn denken zou een aansluiting van Oostenrijk bij Duitsland een zegen voor dat land zijn. Hij zag in het heersende huis Habsburg een teveel aan schadelijke Slavische, dus on-Duitse, invloeden. Ook in het bolsjewisme, marxisme en communisme zag hij een groot kwaad dat bestreden moest worden.
Waarschijnlijk vormde zich in Wenen reeds de kern van Hitlers grote ideaal; het idee van "één leider (Adolf Hitler), één wil (die van hemzelf), één volk (het Duitse)". Al vroeg in zijn politieke carrière, vanaf 1925 ongeveer, liet hij zich der Führer (de leider) noemen. Hij droomde van een toekomstig Derde Duitse Rijk (het Dritte Reich) als opvolger van het eerdere Heilige Roomse Rijk ('eerste rijk') en Duitse Keizerrijk ('tweede rijk'), waarin geen plaats zou zijn voor Joden en andere door hem verderfelijk geachte groepen in de samenleving (onder anderen homoseksuelen), maar waar Duitsers in harmonie en verenigd onder één leider (hijzelf) zouden bouwen aan hun toekomst. Later werd duidelijk dat hij in feite absolute wereldheerschappij verlangde, waarin de Duitsers het machtigste volk zouden zijn. De omvang van deze grootheidswaan groeide met zijn succes.
Volgens de Nederlandse professor Jurrie Reiding ontleende Adolf Hitler zijn antisemitische ideeën grotendeels aan de 'Witten', een factie tijdens de Russische Burgeroorlog die kort na de communistische revolutie in Rusland uitbrak. Reiding stelt dat de 'Witten', net als de latere nationaalsocialisten, de bolsjewieken gelijkstelden aan de Joden en hen als één gezamenlijke vijand zagen. Historicus Timothy Snyder merkt bijvoorbeeld op dat veel leden van de 'Witten' na hun nederlaag in Rusland naar Duitsland vluchtten. Ze brachten hun antisemitische denkbeelden met zich mee, wat bijdroeg aan het verspreiden van deze ideeën in het interbellum. Dietrich Eckart, een belangrijke mentor voor Hitler, introduceerde hem bij Alfred Rosenberg, die betrokken was bij een vluchtelingenorganisatie voor de 'Witten'. Rosenberg, op zijn beurt, speelde een cruciale rol in het doorgeven van deze antisemitische ideologieën binnen de nazipartij. Reiding benadrukt hiermee dat Hitlers antisemitische denkbeelden niet origineel waren, maar sterk werden beïnvloed door de 'Witten' en hun propaganda tegen de bolsjewieken.

##### De swastika en het Arische ras
In zijn rassentheorie verheerlijkte Hitler het vermeende Arische ras, waarvoor hij Lebensraum (leefruimte) wilde creëren; daarvoor had hij vooral het grote Rusland in gedachten. Hij verheerlijkte het idee van de 'edelgermaan'. Hitler geloofde sterk in de maakbaarheid van de mens, getuige ook zijn goedkeuren van de experimenten van Josef Mengele en het aan het werk zetten van Baldur von Schirach aan het hoofd van de Hitlerjugend. Wat Joden betreft stond hij erop hen een 'ras' te noemen; dit paste bij zijn zuiver/onzuiver-bloedtheorie. Hij beschouwde Joods bloed als het "gif van de samenleving", dat daaruit geëlimineerd zou moeten worden. Sommige Hitlerverklaarders noemen dit zijn mystiek. Anderen benadrukken prozaïscher verklaringen zoals zijn uitgesproken afkeer van het "Joodse kapitalisme", zonder dat hij daar specifiek namen bij noemde. Hij creëerde in elk geval een zeer haatdragende en schampere karikatuur van "de Jood" en vuurde die af op zijn publiek. Hitler is in zijn rassentheorie zeker beïnvloed geweest door het 19e-eeuwse oriëntalisme in Europa en De Geheime Leer van de theosofische occultiste Helena Blavatsky die het vermeende Arische ras als "vijfde kosmische gangmaker" een belangrijke rol toebedeelde en die schreef over de "(voorbijgaande) inferioriteit van de Semitische volkeren". Toen de nazi-interpretatie van Blavatsky's theosofische rassentheorie duidelijk werd, maakten de Theosofische Vereniging en andere theosofische bewegingen aan hun leden duidelijk dat in de theosofie het begrip ras niet etnisch mocht worden geïnterpreteerd. Deze uitleg is gebaseerd op "De geheime leer" van Blavatsky deel 2, na pagina 251, waar ze zich afzet tegen het Darwinisme en spreekt over een theosofische "evolutie" in "rassen" van de gehele mensheid die perioden beslaan van miljoenen jaren. Die evolutieleer gaat over het ontstaan van denkvermogen en astrale en stoffelijke menswording in mythische bewoordingen.
De Oostenrijkse, cisterciënzer monnik en racistisch mysticus Jörg Lanz von Liebenfels noemde zijn eclectische, racistische leer ariosofie, naar analogie van de theosofie en de antroposofie. Of de leer van Lanz von Liebenfels invloed gehad heeft op het racisme van Hitler wordt betwijfeld.
Het antisemitisme is niet door Hitler uitgevonden. Door de eeuwen heen is het in Europa, variërend naar tijd en plaats, aanwezig geweest. Hitler heeft daar onder andere met de hierboven genoemde karikaturen van Joden en door zijn grote redenaarstalent handig op in weten te spelen en het antisemitisme tot ongekende hoogten weten op te zwepen.

### In München

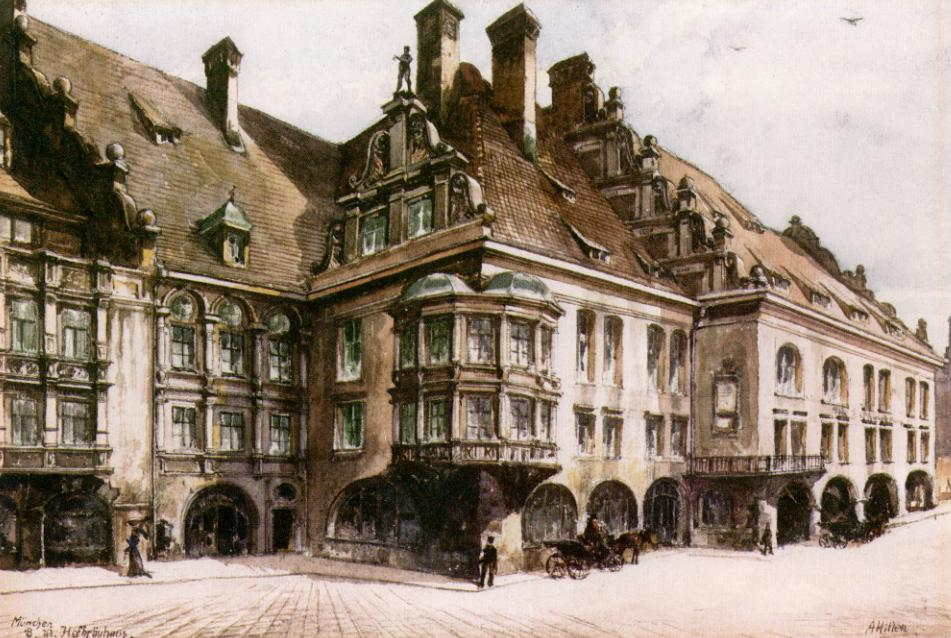
Aquarel van de brouwerij en biertuin het Hofbräuhaus in München, overwegend in bruintinten geschilderd door architectuurschilder Adolf Hitler

In de lente van 1913 emigreerde Hitler uit onvrede naar het Duitse Keizerrijk. Hij verhuisde naar München in het Zuid-Duitse koninkrijk Beieren. Hij ontsnapte daarmee aan de militaire dienst in het Oostenrijks-Hongaarse leger. Lafheid was dat waarschijnlijk niet, want toen in 1914 de Eerste Wereldoorlog uitbrak, nam Hitler onmiddellijk enthousiast dienst in het Keizerlijke Duitse leger.

#### Beieren en de Groot-Duitse gedachte
Een waarschijnlijker reden voor Hitlers overstap van Wenen naar de Beierse hoofdstad, was dat hij voor Oostenrijk geen zelfstandige rol meer zag weggelegd; toen al was in zijn denken aansluiting bij Duitsland een onontkoombaar feit.
Wel bracht deze stap de jonge Hitler in de problemen toen hij enkele maanden later bezoek kreeg van de politie. De Oostenrijkse politie had hem weten te lokaliseren en verzocht Beieren nu om uitlevering van Hitler. In Oostenrijk wachtte hem mogelijkerwijs een gevangenisstraf wegens ontduiking van de dienstplicht. Hierop volgde een geschrokken en geagiteerde brief van Hitler die ertoe leidde dat de autoriteiten enig begrip voor Hitlers situatie toonden. Als hij zich in Salzburg zou laten keuren zou hij niet strafrechtelijk vervolgd worden. Hitler reisde naar Salzburg en werd daar uiteindelijk afgekeurd voor militaire dienst.
Hitler begreep de inwoners van München niet. De meerderheid van de Beierse bevolking wilde zich het liefst bij de Habsburgers van Frans Jozef I van Oostenrijk aansluiten, terwijl Hitler de Oostenrijkse hoofdstad Wenen net was ontvlucht. De Beierse boeren moesten tot Hitlers misnoegen niets hebben van de Groot-Duitse richting. Ze gruwden van het idee van een Groot-Duits rijk onder keizer Wilhelm II van Duitsland van het Pruisische Huis Hohenzollern, uit het kille, noordelijke en overwegend protestantse Berlijn.

#### Hitlers realisme en moderne kunst
Hitler had gehoopt in München een beter kunstklimaat aan te treffen waarin hij zich als kunstschilder meer thuis zou voelen. Maar het kunstklimaat in München verschilde tot Hitlers teleurstelling weinig van dat in Wenen. In München werkte de kunstschilder Paul Klee, die contacten onderhield met kubisten en kunstenaarskring Der Blaue Reiter. Der Blaue Reiter was in 1911 in München opgericht door de invloedrijke Russische kunstschilder Wassily Kandinsky, samen met onder anderen Franz Marc, die onder meer blauwe paarden schilderde. Het kleurgebruik in Hitlers schilderijen zou in enkele gevallen impressionistisch genoemd kunnen worden, maar zeker niet expressionistisch.
Hitler was een realistisch schilder die niet met de moderne kunstschilders en abstracte kunstenaars in München, en andere grote steden in Europa, geassocieerd wilde worden. Omdat hij bij voorkeur gebouwen schilderde en zich verwant voelde aan de 19e-eeuwse, Oostenrijkse kunstschilder Rudolf von Alt, die hij als zijn belangrijkste "leermeester" beschouwde, noemde Hitler zich voortaan liever een architectuurschilder dan een kunstschilder. In de schilderijen van Hitler zou een paard of een koe nooit een vierkante kop hebben of blauw kunnen zijn. In Hitlers schilderijen kunnen koeien alleen bruin, wit, grijs, zwart of gevlekt zijn en kunnen de luchten nooit groen of geel, maar alleen blauw of grijs zijn.

### Tijdens de Eerste Wereldoorlog

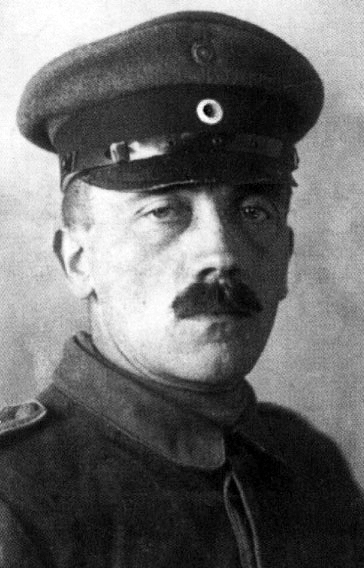
Hitler als soldaat in de Eerste Wereldoorlog

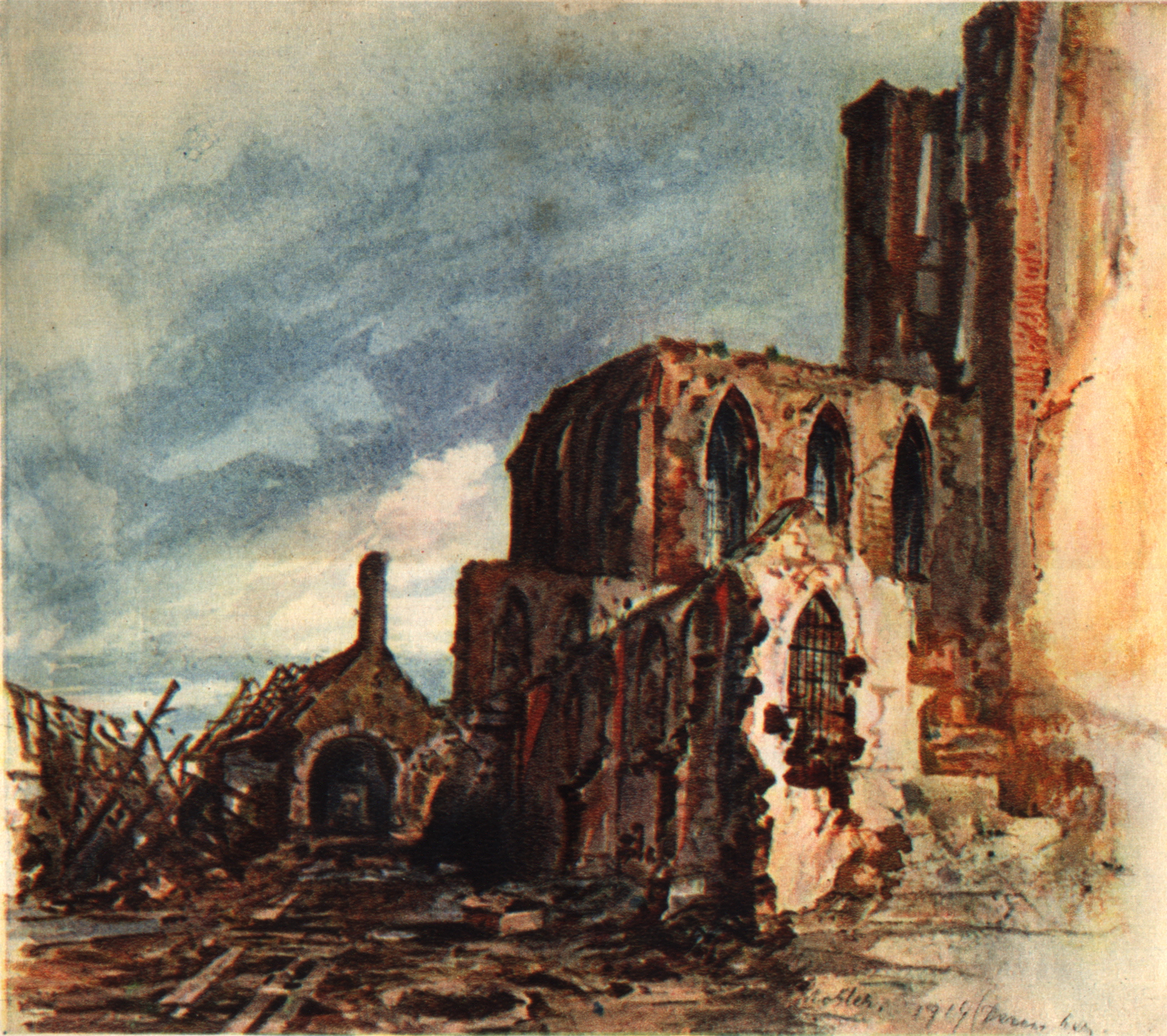
De ruïne van het aan puin geschoten klooster in Mesen. In december 1914 geschilderd door de architectuurschilder Adolf Hitler in een palet van realistische kleuren.

Het uitbreken van de Eerste Wereldoorlog werd in Duitsland in het algemeen en ook door Hitler met enthousiasme begroet, hij meldde zich in Beieren vrijwillig voor het leger aan. Hitler had het liefst aan het oostelijk front tegen de Russen gevochten, maar hij werd bij een legeronderdeel ingedeeld dat naar Vlaanderen gestuurd werd om tegen de Fransen te vechten.

#### Vuurproef en oorlogshandelingen
In het List-regiment nam Hitler deel aan de Eerste Slag om Ieper, ter hoogte van Kruiseke-Wervik. Op 29 oktober 1914 kreeg het List-regiment zijn eerste vuurdoop. Na de vier dagen van zware gevechten die volgden, zouden van de 3600 man van het List-regiment nog maar 611 man over zijn, zo schreef Hitler aan zijn kennissen Joseph Popp en Ernst Hepp. Tijdens de eerste acties kwam volgens andere bronnen naar schatting 70% van de soldaten uit het List Regiment om het leven, voor het grootste deel door vriendschappelijk vuur. In december 1914 ontving Hitler daarom het IJzeren Kruis 2e klasse.
Daarna werd hij ordonnans tussen het hoofdkwartier van het regiment en de bataljonshoofdkwartieren, dichter bij de loopgraven. In mei 1918 kreeg hij een Regimentsdiploma wegens dapperheid tegenover de vijand en in december 1918 werd hem het, aan manschappen zelden verleende, IJzeren Kruis 1e klasse verleend.
In oktober 1916 werd Hitler aan zijn linkerdij geraakt door een granaatscherf. Voor behandeling van zijn verwondingen verbleef hij van 9 oktober tot 1 december 1916 in het Rode-Kruisziekenhuis in Beelitz bij Berlijn. Na zijn verblijf in het ziekenhuis in Beelitz kreeg Hitler verlof om aan te sterken. Hij was twee jaar niet in Duitsland geweest. Op doorreis naar München kwam hij voor de eerste keer van zijn leven in Berlijn. Hij was erg onder de indruk van de grote gebouwen en pleinen en de brede boulevards in de stad.
Hitler "ontdekte" tijdens dit eerste verlof dat overal in Berlijn en München joden als "klerk" werkten: "Vrijwel iedere klerk was een jood en vrijwel iedere jood was een klerk". In het ziekenhuis lagen gewonde soldaten waarvan sommigen blij waren dat ze vanwege invaliditeit niet meer naar de loopgraven terug konden.
Eind september 1917 nam Hitler acht dagen verlof op om Berlijn te verkennen. Hij ergerde zich aan de mentaliteit van de Duitse burgers die alleen maar zaten te zeuren over het gebrek aan levensmiddelen, de lage lonen en de verplichting om in de munitie- en wapenfabrieken van schatrijke industriëlen te werken. Veel Duitsers klaagden over keizer Wilhelm II die ze verantwoordelijk hielden voor de economische malaise.
Op 14 oktober 1918 raakte hij als Gefreiter gewond bij een gasaanval bij Wervik. Hij bleef hierna drie maanden blind als gevolg van de blootstelling aan mosterdgas. Hij werd verpleegd in een militair ziekenhuis in het Duitse Pasewalk. Ook raakte hij bij Mesen gewond aan het voorhoofd door een kogelschampschot. Om het litteken te verbergen droeg Hitler voortaan zijn haar met een schuine lok over zijn voorhoofd.
De ineenstorting van het westelijk front, onder andere als gevolg van de Amerikaanse interventie en door de uitputting van de laatste Duitse reserves, heeft Hitler, die sinds oktober 1918 in Pasewalk werd verpleegd, niet bewust meegemaakt; hij ging er daardoor van uit dat het front steeds stand had gehouden. Zo geloofde Hitler heilig in de dolkstootlegende waarbij de nederlaag van het Keizerlijk leger werd toegeschreven aan het 'verraad van de socialisten, Joden, communisten en republikeinen' (de zogenaamde Novemberverbrecher). Tijdens Hitlers herstel in het ziekenhuis werd de oorlog beëindigd, en tevens het Duitse keizerrijk, en werd Duitsland een republiek. Hitler keerde gedesillusioneerd terug naar München waar, evenals in de rest van Duitsland, chaos heerste door de novemberrevolutie en de nasleep daarvan.

#### Militaire onderscheidingen

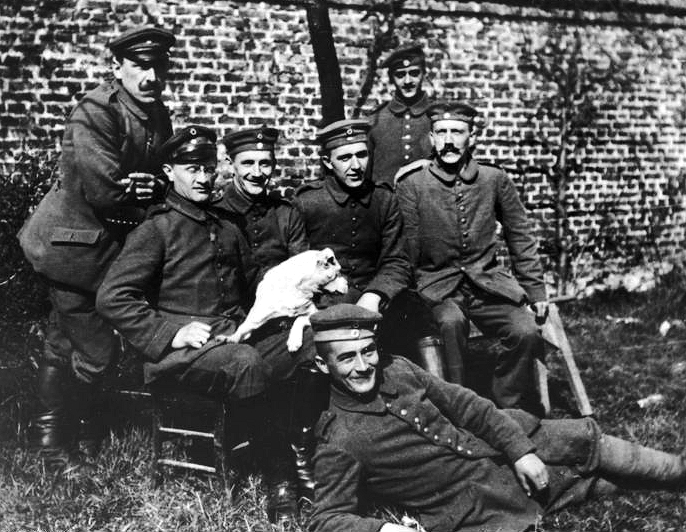
Hitler (geheel rechts) als soldaat in 1915

Ondanks zijn staat van dienst is Gefreiter Hitler nooit bevorderd, omdat zijn superieuren vonden dat hij geen leidinggevende capaciteiten had. De loopgraafmilitairen hebben hem echter altijd beschouwd als een "Etappenschwein" (achterhoedevarken), omdat hij het minder zwaar had gehad dan zij. Tussendoor had Hitler tijd om te schilderen en te lezen, zoals te zien aan het schilderij van de ruïne in Messines uit 1914. Hij las onder andere een boek van de gemakkelijk leesbare filosoof Schopenhauer. Later, tijdens een reünie in 1922, negeerden zij hem daarom.
Lange tijd hebben onderzoekers gemeend dat Hitler een heldenrol tijdens deze oorlog vervuld had. Door archiefonderzoek van het List-regiment door Thomas Weber is in 2010 echter aangetoond dat dit stoelde op Hitlers eigen aannames en nazipropaganda tijdens de Tweede Wereldoorlog.
Omdat Hitler als ordonnans een IJzeren Kruis Eerste Klasse ontving is er onder historici veel gediscussieerd over Hitlers moed als soldaat. In de Eerste Wereldoorlog is slechts 218.000 keer een IJzeren Kruis Eerste Klasse uitgereikt en 5.196.000 keer een IJzeren Kruis Tweede Klasse, een verhouding van 1 op 24. Bovendien wilde Hitler, nadat hij in 1916 door een granaatscherf aan zijn linkerdij geraakt was, na de behandeling van zijn verwondingen, terugkeren in het List-regiment. Hij wilde beslist niet naar een andere eenheid of naar huis gestuurd worden.
In het List-regiment had Hitler een hogere rang dan de soldaten in zijn eenheid. Hij opereerde achter de vuurlinie zodat hij niet vaak in de voorste loopgraven onder vuur kwam te liggen. Hij hoefde niet voor zijn eigen inkomen te zorgen door in losse baantjes te werken of zijn schilderijen te verkopen, zoals hij voor de oorlog in Wenen en München had gedaan. Als hij zijn functie als ordonnans kwijt zou raken dan werd hij waarschijnlijk gedwongen om in een munitie- of wapenfabriek te werken.
Hitler had zijn voordracht voor een IJzeren Kruis Eerste Klasse misschien ten onrechte van de joodse luitenant Hugo Gutmann gekregen. Gutmann had een voordracht voor deze onderscheiding voor buitengewoon grote moed aan een groep koeriers beloofd als ze na het uitvallen van een aantal belangrijke telefoonverbindingen, als gevolg van zware artilleriebeschietingen door de geallieerden, een bericht naar de voorste linies zouden overbrengen. Van buitengewoon grote moed zou tijdens het optreden van de koeriers geen sprake zijn geweest.

### Van 1918 tot 1924

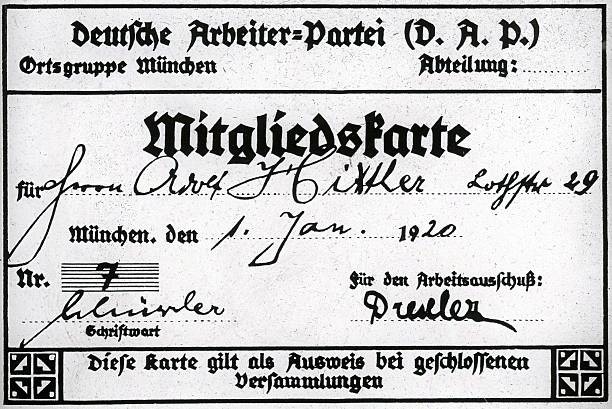
Hitlers lidmaatschapskaart van de DAP die later de NSDAP werd. Op deze geretoucheerde foto heeft Hitler lidmaatschapsnummer 7, in werkelijkheid was dit 555.

Tijdens de Sovjetopstand in München en de vestiging van de zogenaamde Beierse Radenrepubliek in 1919 heeft Hitler mogelijk deelgenomen aan het oproer. Een document met de naam Hittler (met twee t's) doet dit vermoeden, al is er nog veel discussie tussen academici omtrent dit omstreden onderwerp. Hoe dan ook, het Freikorps kwam München ontzetten en de communistische opstand werd in de kiem gesmoord. Opeens dook Hitler op als infiltrant van het leger. Het was in die hoedanigheid dat hij vanaf dat ogenblik bijeenkomsten van kleine politieke groepjes bijwoonde, die als paddenstoelen uit de grond schoten na de val van het Duitse Keizerrijk.

#### Anton Drexler en de Deutsche Arbeiterpartei
In 1919 kreeg Hitler als infiltrant de opdracht een vergadering van zo'n kleine, mogelijk linkse partij, bij te wonen. Dit was de DAP, de Deutsche Arbeiterpartei, waarvan het woord "Arbeiter" al voldoende was hen in de ogen van het leger verdacht te maken. De toen nog piepkleine partij was opgericht door de spoorwegbeambte Anton Drexler en Karl Harrer. Zij vergaderden in een bedompt café, waar slechts circa honderd belangstellenden aanwezig waren. Tot Hitlers verrassing bleek de partij nationalistisch, maar verder was het een armzalig zooitje. Het aantal leden bedroeg nog geen vijfhonderd, van wie misschien vijftig actief waren, en het batig kassaldo bedroeg ongeveer vijftig Papiermark. Net toen Hitler aanstalten maakte om weg te gaan, maakte een "professor" opmerkingen die Hitler razend maakten. Hij nam het woord en sprak de vergadering heftig toe, tot de professor vertrok. Hierop liep Hitler tevreden weg. Anton Drexler rende achter hem aan en gaf hem wat pamfletten, met het verzoek (bestuurs)lid te worden. Na een nacht nadenken stemde Hitler toe en sloot zich bij de partij aan.

#### Fondsenwerver en organisator

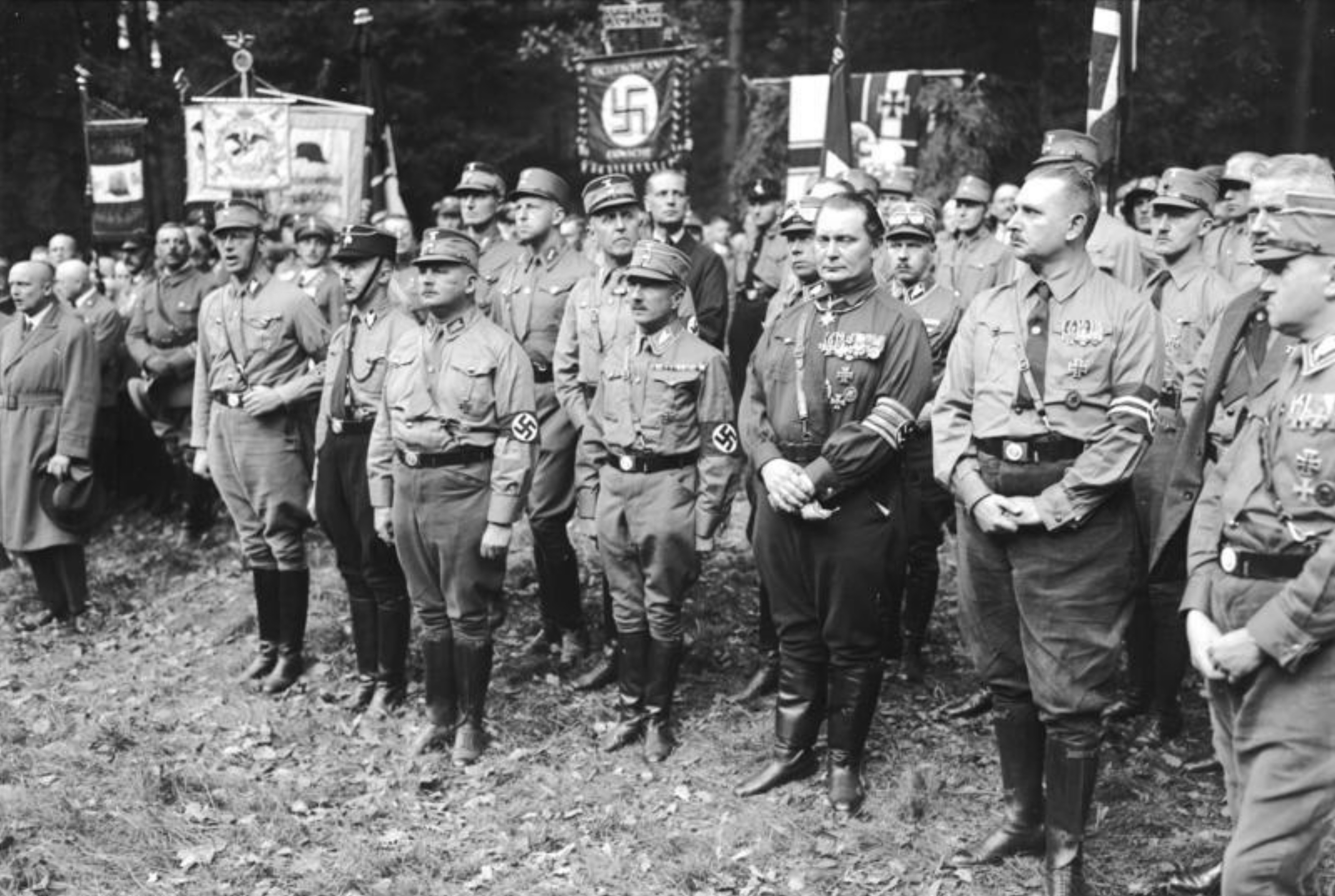
Bijeenkomst van de SA met onder anderen Heinrich Himmler, Ernst Röhm en Hermann Göring

Hitler beweerde zelf altijd dat zijn lidmaatschapsnummer van de DAP 7 was. Dit zou bijdragen tot zijn mythevorming over "een armzalig groepje van zeven dat onder Hitlers hoede zou uitgroeien tot een machtige partij". Hij was echter niet het zevende lid, maar het zevende lid van het dagelijks bestuur. Zijn werkelijke lidmaatschapsnummer was 555. Op de afbeelding van Hitlers ledenkaart staat echter wel het lidmaatschapsnummer 7. Dit is echter het gevolg van het feit dat de partij pas in 1920 een fatsoenlijke administratie kreeg en de inmiddels binnen de partij machtige Hitler zichzelf een kaart met nummer 7 kon toebedelen. Hitler had nummer 555 maar was als 55e toegetreden. De administratie begon echter met nummer 501 om zo de partij groter te laten lijken.
Binnen de DAP maakte Hitler zich in eerste instantie sterk voor de propaganda en fondsenwerving. Bij Hitlers aanmelding als partijlid had de DAP slechts 7,5 Mk in kas. Een van Hitlers maatregelen, in februari 1920, was de verandering van de partijnaam in NSDAP. Toen de NSDAP in december 1920 de Völkischer Beobachter kocht kon de partij al 120.000 Mk voor het extreemrechtse weekblad op tafel leggen. In 1918 had het Thule-Gesellschaft van Rudolf von Sebottendorf, als vrijmetselaar ingewijd in de Oude en Primitieve Ritus Memphis-Misraïm, de krant Münchner Beobachter gekocht. In 1919 werd de naam van de krant veranderd. Het Thule Gesellschaft was de nieuwe naam voor de loge in München van de Germanenorden Walvater van de Heilige Graal, opgericht door Hermann Pohl. De antisemitische hiëronymieten priester en journalist Bernhard Stempfle schreef voor de Münchner Beobachter in 1919, werd later lid van Hitlers inner circle en hielp hem bij het schrijven van Mein Kampf.
Waarschijnlijk waren de meeste donaties in de eerste jaren na de oprichting van de partij afkomstig van het Thule-Gesellschaft, leden van Vrijkorpsen in de Weimarrepubliek en uit fondsen van verenigingen binnen de Reichswehr. In juni 1921 had Hitler zijn positie binnen de partij zo versterkt dat hij de macht van Anton Drexler kon overnemen. Samen met Ernst Röhm richtte Hitler de SA op, de knokploeg/ordedienst van de NSDAP.

#### Begaafd redenaar

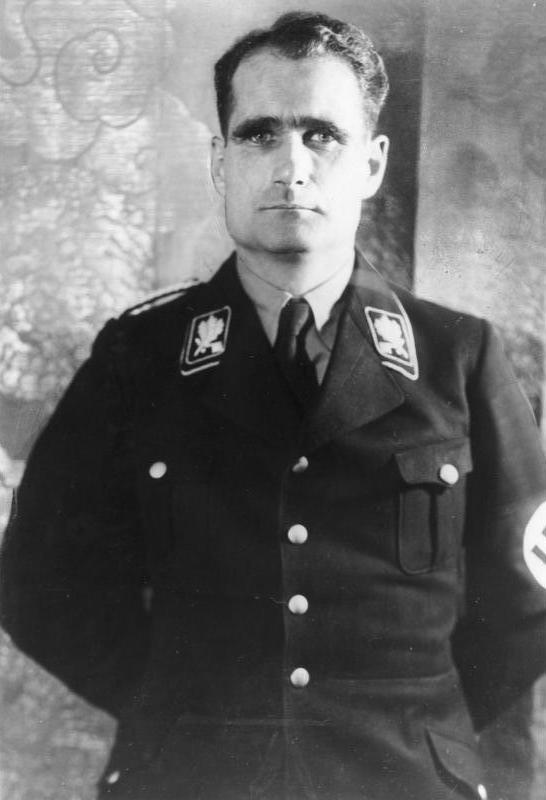
Rudolf Hess, Hitlers secretaris en plaatsvervanger

De partij groeide pijlsnel door Hitlers organisatorische, retorische en hypnotiserende gaven. Hitler liet propagandamateriaal drukken dat hij desnoods zelf verspreidde en binnen de kortste keren waren de zalen gevuld met meer dan 2000 man. Het succes zal Hitlers eigendunk ongetwijfeld hebben vergroot, maar stond in schril contrast met zijn onbeholpenheid in kleine kring. In 1921 werd hij partijleider.
Een bewaard gebleven brief van hem uit 1919 getuigt ervan dat toen al iets van een "verlosser"-idee in hem aanwezig was; hij beschouwde zichzelf als de enige die Duitsland naar een "wedergeboorte" kon leiden. In het openbaar profileerde hij zich aanvankelijk nog als "trommelaar" die de massa's bijeen zou roepen. Ook later zei hij meermalen dat hij geloofde "door het lot" te zijn voorbestemd voor zijn rol in de geschiedenis. In zijn laatste jaren versterkte die overtuiging zich alleen maar; het was Hitler of de chaos; hij vereenzelvigde Duitsland met zijn eigen levenslot. Hitler verklaarde vanaf 1919/1920 regelmatig dat genieën zoals hij hooguit eens per duizend of tweeduizend jaar geboren werden.
Rudolf Hess, bewonderaar van Hitler van het eerste uur, leek de toespraken van Hitler als een soort religieuze openbaringen te beleven. Hij zweepte aan het begin van een partijmanifestatie de NSDAP-leden in de zaal bijvoorbeeld op met de kreten:
De partij is Hitler. Hitler is Duitsland, zoals Duitsland Hitler is. Hitler: SIEG HEIL!
Als reactie op deze aankondiging van Rudolf Hess barstte in de zaal een compleet pandemonium los.

#### Activist en agitator

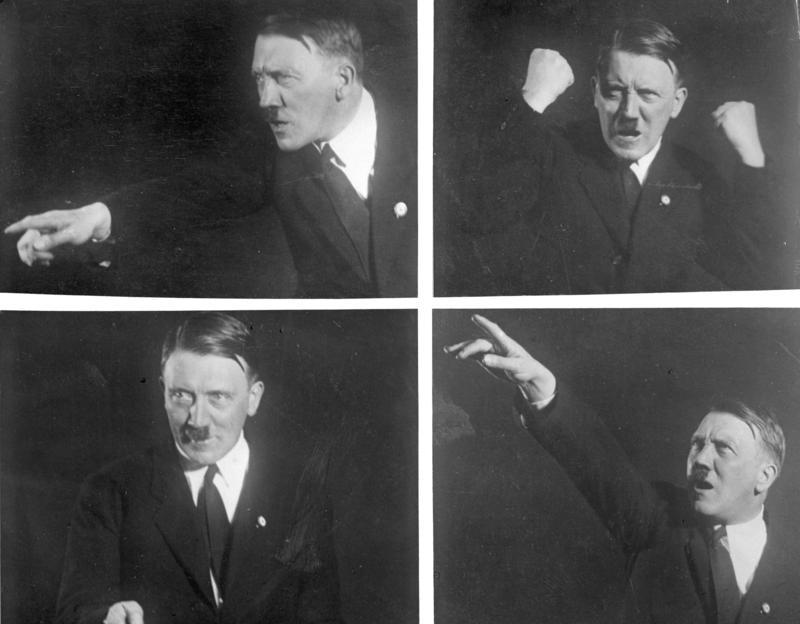
Voorbeeld van een serie foto's die Hitler door Heinrich Hoffmann had laten maken. Hitler besteedde veel aandacht aan de indruk die hij tijdens toespraken op zijn toehoorders maakte.

Misschien wel de belangrijkste reden die Hitler aangaf voor zijn beslissing politiek actief te worden, was de linkse Novemberrevolutie van 1918, waarmee de adellijke regenten, inclusief de Duitse keizer Wilhelm II, van hun macht werden ontdaan. Voor veel Duitsers was de vernedering van de zogenaamde dolkstootlegende moeilijk te verteren en de democratische Weimarrepubliek van 1919 ondervond dan ook veel tegenstand. Bovendien had naar Hitlers overtuiging deze revolutie Duitsland definitief de nederlaag bezorgd. Hij zag het als zijn missie dat weer recht te zetten. De oorlog die hij in 1939 begon was voor hem een voortzetting van de Eerste Wereldoorlog, om Duitsland alsnog de overwinning te bezorgen op het bolsjewisme en het "internationale Jodendom".
In het Sudetische Trautenau bestond sinds 1904 al een nationaalsocialistische partij, die eerst evenals Hitlers partij de Deutsche Arbeiterpartei heette en na de Eerste Wereldoorlog haar naam veranderde in de Duitse Nationaalsocialistische Arbeiderspartij, de DNSAP. Ook de partij van Hitler veranderde van naam en werd in 1920 de Nationaalsocialistische Duitse Arbeiderspartij (NSDAP). Contacten tussen de twee partijen mondden uit in een samengaan begin jaren twintig. Maar de NSDAP bleek in 1923 superieur en in 1926 werden ze samengevoegd tot één partij: de NSDAP, met een Oostenrijkse en een Duitse tak. Hitler werd de enige leider van beide afdelingen.
Ondanks de vele strubbelingen binnen de partij lukte het Hitler de macht te behouden. Door onder meer agressieve publiciteit en Hitlers sprekerstalent, groeide het aantal toehoorders spoedig tot enkele duizenden per avond. In plaats van cafés werden nu grote bierhallen afgehuurd voor de samenkomsten en spreekbeurten. Tijdens of na de bijeenkomsten braken regelmatig vechtpartijen uit tussen NSDAP-leden en de SA aan de ene kant en tegenstanders van de NSDAP aan de andere kant. Hitler heeft voor de mishandeling van een tegenstander van de NSDAP tijdens zulke ongeregeldheden in de zomer van 1922 een maand vastgezeten. Hierbij moet vermeld worden dat de NSDAP in 1923 nog niet in het parlement was vertegenwoordigd. De NSDAP verwierf voor het eerst zetels in het parlement met de Duitse Rijksdagverkiezingen van mei 1924. De NSDAP werkte toentertijd samen met een Noord-Duitse bondgenoot onder de naam Nationaalsocialistische Vrijheidsbeweging. Deze lijst behaalde 6,6% van de stemmen in mei 1924.

#### Crisis, hyperinflatie en de Bierkellerputsch

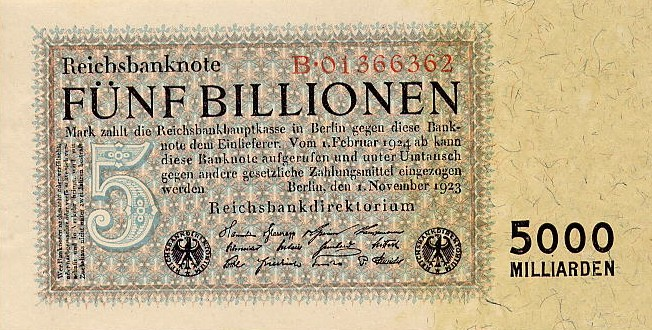
Bankbiljet van 5000 miljard Mark uitgegeven op 1 november 1923

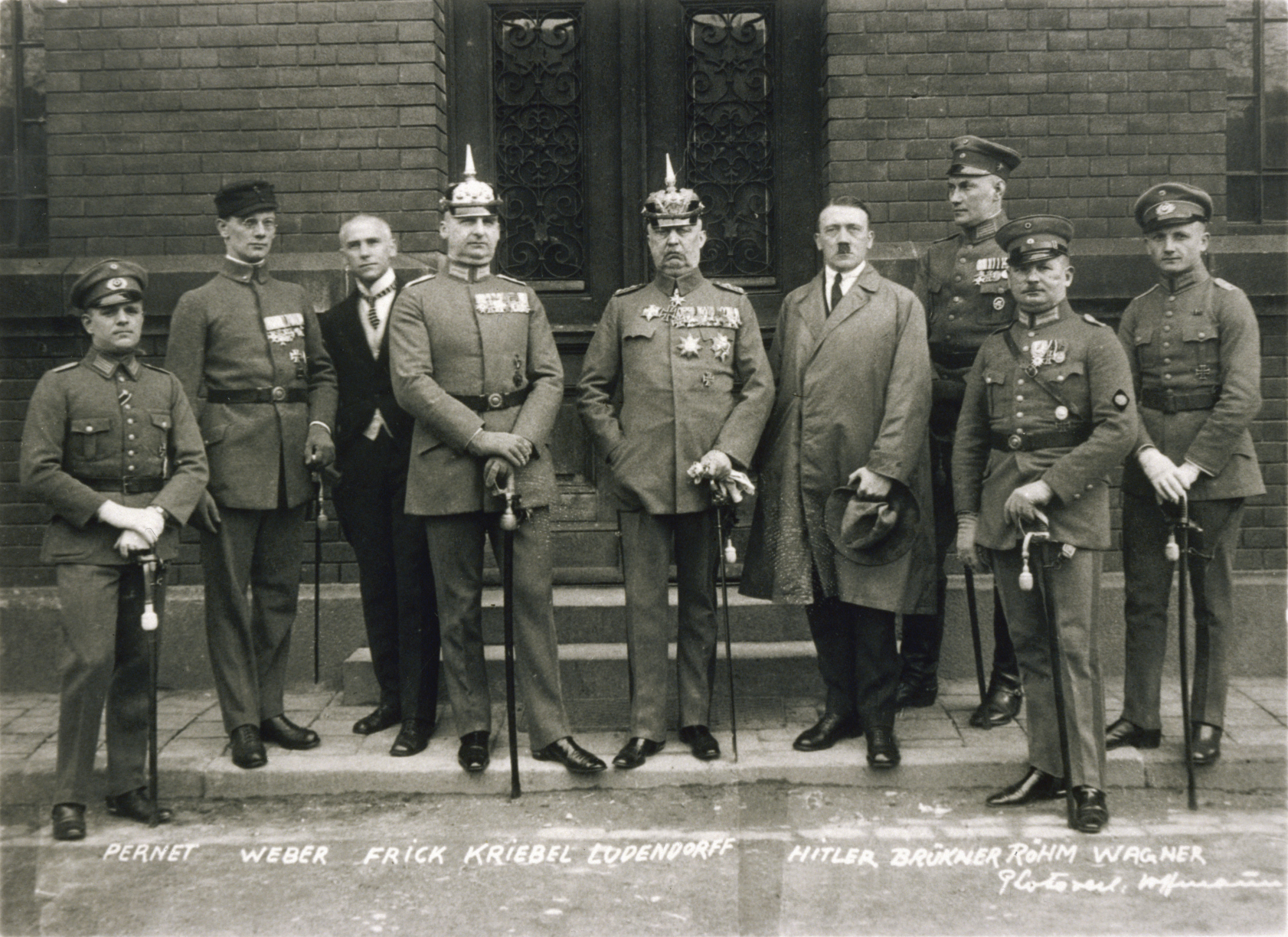
Hitler, generaal Erich Ludendorff, SA-leider Ernst Röhm en anderen München, 1924, na het proces voor de Bierkellerputsch

Door de hoge herstelbetalingen die Duitsland volgens het Verdrag van Versailles vanaf 1919 aan de geallieerden moest doen, raakte de Duitse economie steeds verder in het slop. Omdat de Duitse overheid steeds meer geld moest bijdrukken om zijn ambtenaren te kunnen betalen liep de inflatie steeds sneller op tot de hyperinflatie in 1922 en 1923. Frankrijk liet in 1923 beslag leggen op de kolenproductie van de mijnen in het Ruhrgebied omdat Duitsland niet langer aan zijn financiële verplichtingen kon voldoen. Op 11 januari 1923 trokken Franse en Belgische troepen het Ruhrgebied binnen om beslag te leggen op de Duitse kolenvoorraden. De Duitse mijnwerkers gingen in staking maar de Franse militairen braken de staking en traden hard tegen de protesten en het verzet van Duitse burgers op.
De Duitsers moesten meer geld bijdrukken, onder andere om de stakende mijnwerkers te kunnen betalen, waardoor de inflatie in 1923 nog sterker steeg. Tot 1922 leed de Duitse bevolking vooral onder de armoede maar door het gebrek aan steenkool dreigde in de herfst van 1923 de winterse kou waardoor de spanningen verder opliepen. Bovendien was Duitsland na de Eerste Wereldoorlog overspoeld door een vluchtelingenstroom die na de Russische Revolutie en de Russische Burgeroorlog vanuit Oost-Europa op gang gekomen was. Onder de bevolkingsgroepen die voor de pogroms en de Rode Terreur van Lenin uit Rusland waren gevlucht bevonden zich veel chassidische joden die in het straatbeeld van de Duitse steden erg opvielen.
De partijaanhang groeide door de crisis en daarmee de hoop op verandering. Op 9 november 1923 werd op aandringen van Hitler een poging gedaan de macht in Beieren te grijpen en daarna de Weimarrepubliek omver te werpen. Deze Bierkellerputsch, zoals hij genoemd wordt, begon in de Bürgerbräukeller, een bierhal in München. Daar stelde Hitler, zwaaiend met een pistool, de "nieuwe regering" aan de enthousiaste toehoorders voor, terwijl gewapende groepen mannen strategische gebouwen en instellingen in de stad trachtten te veroveren. Ook Ernst Röhm nam deel aan deze putsch, die mislukte en waarbij veertien coupplegers en vier politiemensen omkwamen.

### Na de Bierkellerputsch
Hitler probeerde vlak voordat hij werd gearresteerd zelfmoord te plegen, maar dit werd verhinderd door de vrouw van Ernst Hanfstaengl, bij wie hij onderdak had gekregen. Ondanks de slachtoffers die door Hitlers mislukte 'putsch' gevallen waren, werd hij coulant behandeld door de rechtbank. De conservatieve rechters, en in het bijzonder voorzitter Georg Neithardt, sympathiseerden met zijn denkbeelden en gaven hem een geweldig platform. Dat er vraagtekens bij de neutraliteit van de toenmalige Beierse rechtbank gezet kunnen worden blijkt uit de bestraffing van linkse verdachten: communistische relschoppers werden meestal veel zwaarder gestraft. Hitler werd veroordeeld tot vijf jaar gevangenschap. Van de vijf jaar zat hij slechts 264 dagen uit in de gevangenis van Landsberg, onder tamelijk comfortabele omstandigheden. Op 20 december 1924, ruim een halve week voor kerst, werd hij alweer vrijgelaten.

#### Mein Kampf

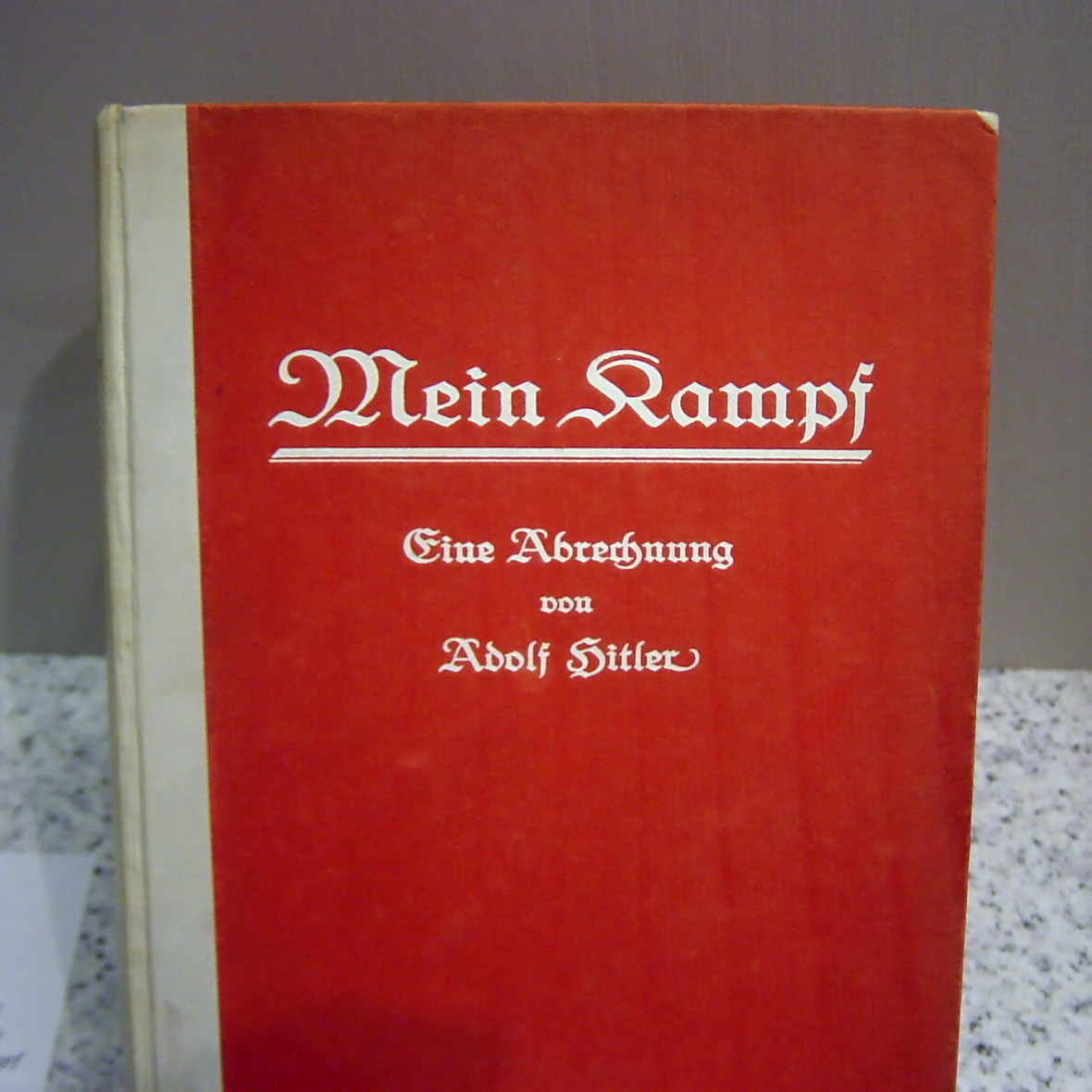
Eerste uitgave van Mein Kampf

Hitler en zijn medegevangenen konden in de gevangenis in Landsberg vrijwel onbeperkt bezoek ontvangen. Hitler en Rudolf Hess kregen regelmatig bezoek van vrienden en bekenden, onder andere van dr. Karl Haushofer en Winifred Wagner, de schoondochter van Richard Wagner.
Zijn gevangenschap benutte Hitler voor het schrijven van Mein Kampf (Mijn strijd). In dit autobiografische boek beschreef hij zijn afkomst en jeugd, zijn tijd in Linz, Wenen en München, de vorming van zijn denken, zijn ideeën en zijn toekomstplannen. Hitler verheerlijkt in het boek het Duitse volk almede diens 'bloed' en 'bodem', waarbij hij historische gebeurtenissen, zoals het verlies van de Centrale mogendheden in de Eerste Wereldoorlog, in dienst stelt van een op zijn antisemitisme gebaseerde ideologie. De gedeelten in Mein Kampf over Lebensraum en geopolitiek zijn door Rudolf Hess geschreven die Hitlers secretaris en een van zijn medegevangenen was.
De gevangenen in Landsberg konden boeken uit de bibliotheek laten bezorgen en kranten en tijdschriften lezen. Hitler las in plaats van kranten en boeken uit populaire reeksen, zoals hij tijdens zijn verblijf in Wenen las, vooral boeken over krijgswetenschap en filosofie. Hitlers belangstelling ging vooral uit naar teksten en passages die hij aan Hess kon dicteren om in Mein Kampf opgenomen te worden. Hij zocht vooral naar racistische en antisemitische teksten en naar theorieën over de superioriteit van het "Germaanse ras".
Al enkele maanden na zijn vrijlating eind december 1924 werd Hitlers spreekverbod en het verbod op de partij in München opgeheven. Waar het verbod op de partij nog wel bestond, en dat gold in het begin voor vrijwel heel Duitsland, werd door middel van gewelddadige provocaties geprobeerd "het nieuws te halen". Dat lukte vaak. Desondanks werd het verbod in de ene na de andere deelstaat opgeheven. In de media werd steeds meer macht veroverd.

##### Bestseller en inkomstenbron

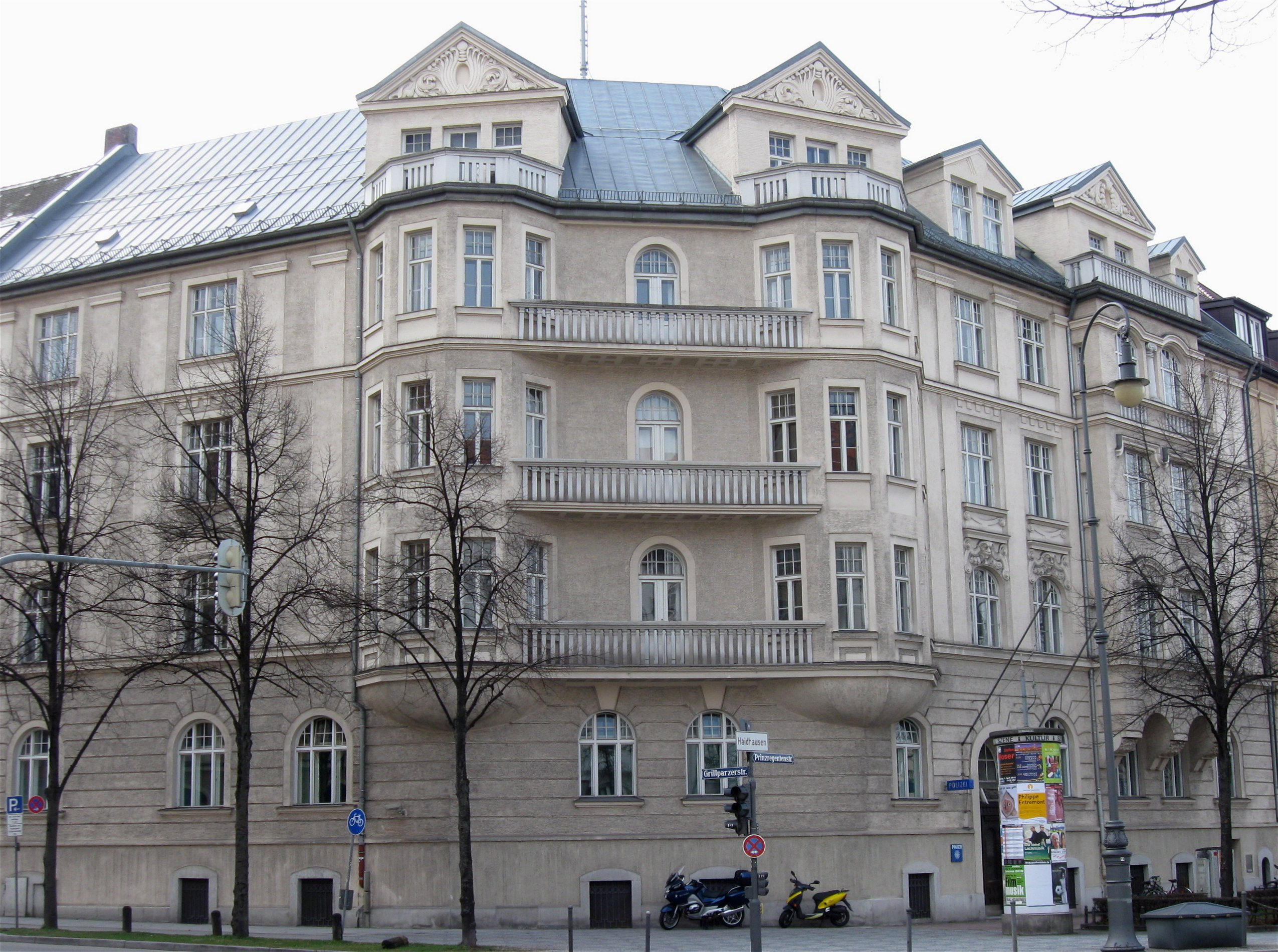
Het luxeappartementencomplex op Prinzregentenplatz 16 in München waar Hitler vanaf 1929 woonde

Het eerste deel van Mein Kampf werd in 1925 uitgegeven. De verkoop hiervan liep zo goed dat in 1926 de uitgave van een tweede deel volgde. Dankzij de verkoop van Mein Kampf kon Hitler kort na zijn vrijlating van een goed inkomen genieten. In de periode 1925-1933 heeft de verkoop van het boek Hitler ongeveer 1,2 miljoen RM opgeleverd, dat is omgerekend naar de maatstaf van 2015, ongeveer € 1,4 miljoen of een inkomen van rond de € 200 000,- per jaar.
Het verkoopsucces van de eerste uitgave van Mein Kampf was vooral te danken aan Hitlers veroordeling voor de deelname aan de Bierkellerputsch, waardoor hij in extreemrechtse kringen als een martelaar gezien werd. Na zijn vrijlating kon hij dankzij de inkomsten uit de verkoop van Mein Kampf een rustiger leven leiden en in bredere kring aanhang verwerven. Door aanhangers van het nationaalsocialisme in heel Duitsland werd Mein Kampf steeds meer gezien als "het evangelie" en Hitler zelf werd na zijn vrijlating uit de gevangenis door zijn bewonderaars gezien als "de verlosser" die Duitsland van de dreigende ondergang zou redden. Een van Hitlers bewonderaars was Martin Bormann, die begin 1927 lid van de NSDAP werd en door Hitler in 1928 als fondsenwerver voor de NSDAP werd aangesteld. Bormann was een handige en loyale ambtenaar die zorgde dat alle belangrijke financiële, juridische en administratieve zaken voor Hitler en de NSDAP werden geregeld.
Hitler woonde vanaf 1920, na zijn ontslag uit militaire dienst, op een kleine kamer in de Thierschstrasse 41 in München. Na zijn vrijlating uit de gevangenis in Landsberg huurde hij een tweede kamer die hij als kantoor gebruikte. In 1929 verhuisde hij naar een luxueus 9-kamerappartement aan de Prinzregentenplatz 16 in München. Naast zijn luxeappartement in München huurde Hitler in 1928 het chalet Haus Wachenfeld, het vakantiehuis van NSDAP-lid de weduwe Wachenfeld, op de nabijgelegen Obersalzberg, voor een vriendenprijsje van 100 RM per maand. Na een paar maanden kocht hij het chalet als tweede huis.

#### Maria Reiter, Geli Raubal en Eva Braun

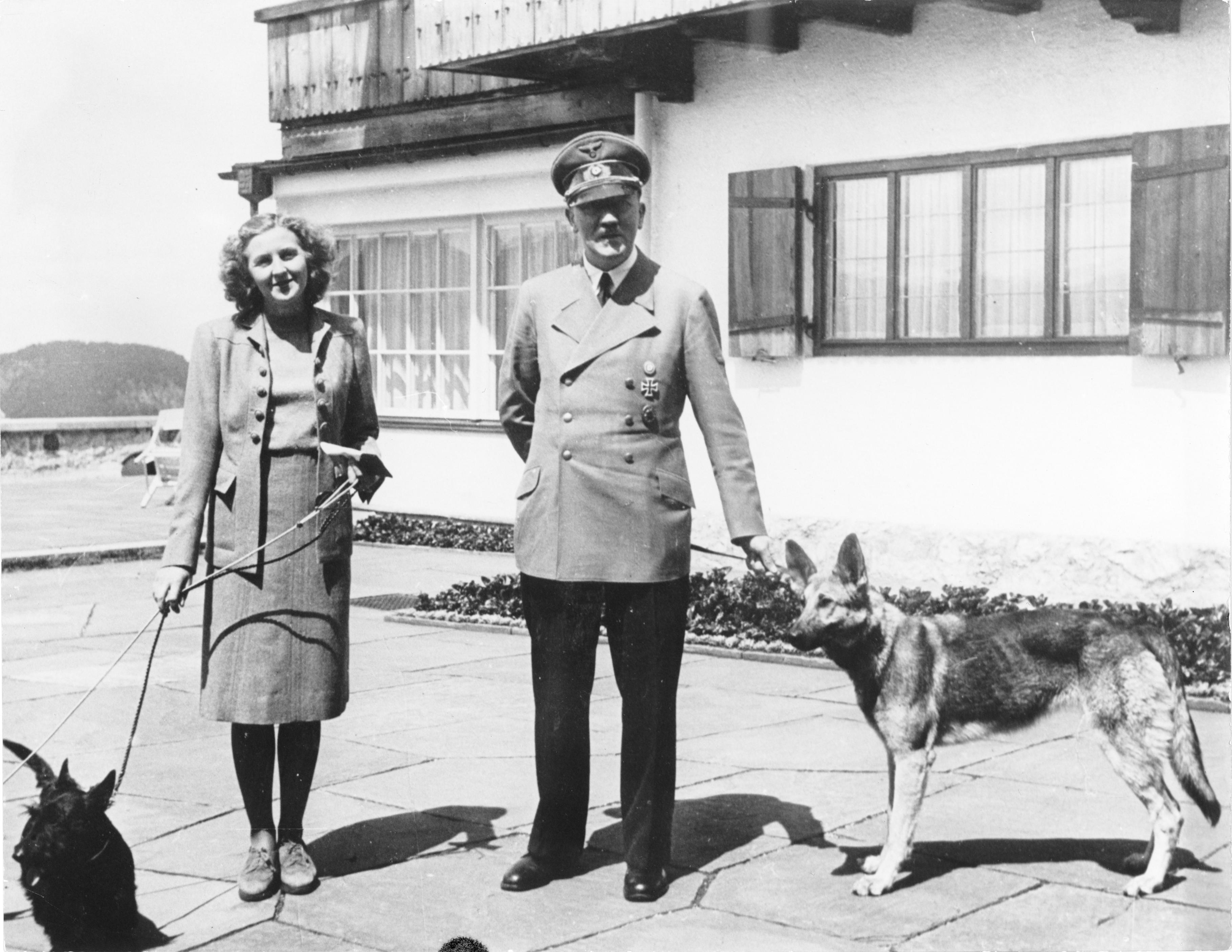
Hitler met zijn Duitse herder Blondi naast Eva Braun met Negus of Stasi, een van haar twee Schotse terriërs, op het terras van de Berghof

Voor de huishouding in Haus Wachenfeld in Berchtesgaden vroeg Hitler in 1928 zijn zes jaar oudere halfzus Angela Hammitzsch. Toen Hitler regelmatig in Berchtesgaden verbleef had hij een verhouding met de 21 jaar jongere, 16-jarige Maria Reiter of Mimi voor intimi. Hitler noemde haar niet alleen Mimi maar verzon een hele reeks koosnaampjes zoals Mimilein, Mizzi en Mizzerl voor zijn vriendin. Nadat Hitler zijn luxe-appartementencomplex in München had betrokken nam hij in 1931 zijn negentien jaar jongere halfnicht Geli Raubal, de dochter van zijn halfzus Angela, als huishoudster in dienst. Na verloop van tijd circuleerden er geruchten dat Hitler een heimelijke verhouding met zijn 23-jarige halfnicht had. Zij zou een vriendin verteld hebben dat haar onkel Alf "een monster" was en dat niemand zich kon voorstellen "wat hij van mij eist". Volgens anderen zou Geli een verhouding met een andere man in Linz hebben en was ze van plan om naar Wenen te verhuizen. Op 19 september 1931 wordt Geli Raubal dood in Hitlers appartement aangetroffen. Of zij werd vermoord of zelfmoord gepleegd heeft is nooit duidelijk geworden. Hitler raakt door alle commotie in een crisis en dreigt "zijn strijd" op te geven door zelfmoord te plegen.
Omdat de NSDAP in 1931 flink in de lift zat was de partijleiding er alles aan gelegen om Hitler door deze crisis heen te slepen. Kort na deze affaire maakte Hitler kennis met Eva Braun, een secretaresse van Hitlers fotograaf Heinrich Hoffmann, die op Geli Raubal leek en tot 29 april 1945 zijn maîtresse zou blijven. Hitler hield meer van trouwe, gehoorzame viervoeters dan van zelfstandige vrouwen of baldadige kinderen. Hij heeft altijd verkondigd dat hij "een vrijgezel" was gebleven omdat hij "met Duitsland getrouwd" was.

#### Verkiezingen
Na zijn vrijlating was voor Hitler, als leider van de Nationaalsocialistische Arbeiderspartij, de weg vrij voor deelname aan de verkiezingsstrijd. Aanvankelijk ging dit niet van een leien dakje. De partij wist bij de eerste landelijke verkiezingen waar ze aan mee deed weliswaar rond de dertig zetels in de Rijksdag te bemachtigen, maar dit werden er bij elke volgende verkiezing minder. Ook bleef de groei van het ledental beneden verwachting. Dit was te wijten aan het Amerikaanse geld dat, dankzij het Dawesplan, Duitsland weer binnenstroomde en de economische hoogconjunctuur van de roaring twenties. De Fransen vertrokken uit het Ruhrgebied, de nieuwe Rentenmark bleek waardevast en de Duitse economie groeide weer. Berlijn werd een internationaal centrum van cultuur met talrijke kunstenaars, artiesten, filmmakers en modekoningen en een bruisend uitgaanscentrum. Langzaam sijpelde wat welvaart door naar de middenklasse, men keerde zich af van extremistische partijen zoals de NSDAP en stemde weer op de traditionele partijen zoals de SPD, DVP en Zentrum. In 1928 kwam de partij met 12 zetels in het parlement: een dieptepunt. In 1929 kreeg Hitler weer kansen voor zijn partij.
Op 25 februari 1932 werd Hitler door een aanstelling als Regierungsrat in de Vrijstaat Brunswijk genaturaliseerd tot Duitser, juist op tijd om zich kandidaat te kunnen stellen voor de presidentsverkiezingen van 13 maart. Hij werd pas lid van de Rijksdag in 1933, toen hij al rijkskanselier was.
| Partij                                         | Datum verkiezingen | % van de stemmen | Zetels     |
| ---------------------------------------------- | ------------------ | ---------------- | ---------- |
| Nationaalsocialistische Vrijheidspartij        | 4 mei 1924         | 6,6              | 32 (+32)   |
| Nationaalsocialistische Vrijheidspartij        | 7 december 1924    | 3                | 14 (−18)   |
| Nationaalsocialistische Duitse Arbeiderspartij | 20 mei 1928        | 2,6%             | 12 (−2)    |
| Nationaalsocialistische Duitse Arbeiderspartij | 14 september 1930  | 18,25            | 107 (+95)  |
| Nationaalsocialistische Duitse Arbeiderspartij | 31 juli 1932       | 37,27            | 230 (+123) |
| Nationaalsocialistische Duitse Arbeiderspartij | 6 november 1932    | 33,09            | 196 (−34)  |
| Nationaalsocialistische Duitse Arbeiderspartij | 5 maart 1933       | 43,91            | 288 (+92)  |

#### Economische crisis en polarisatie

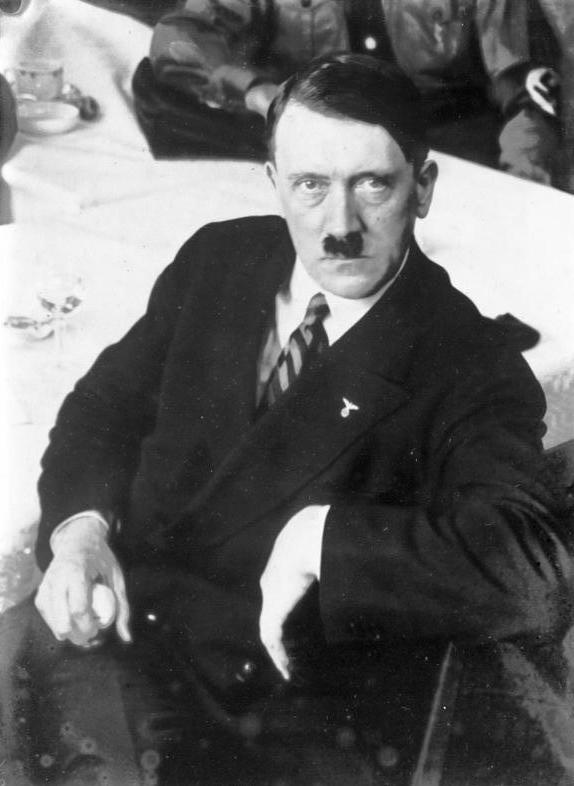
Portretfoto uit 1932

Eind jaren twintig kon de NSDAP uitgroeien tot een grote landelijke partij die op de Reichsparteitagsgelände in Neurenberg grote manifestaties organiseerde. De crisis van 1929, ontstaan door de Beurskrach, breidde zich uit naar Duitsland. Een golf van faillissementen deed de werkloosheid explosief stijgen. De rijksregering moest impopulaire maatregelen nemen met toepassing van artikel 48 van de Grondwet, waarna zij direct in nieuwe verkiezingen werd afgestraft. De kiezers stemden weer massaal op de extremistische partijen ter rechter- en ter linkerzijde van het politieke spectrum, terwijl het gematigde centrum werd weggevaagd. De NSDAP kreeg 107 zetels in het parlement bij de Duitse Rijksdagverkiezingen van 1930. Door deze overwinning werd Hitler gezien als de leider van de rechtse partijen. Eind oktober 1931 werd het Harzburg-front opgericht als een losse samenwerkingsverband van de NSDAP met conservatieven en andere nationalistische organisaties. In 1932 behaalden de nationaalsocialisten bij een van de vele verkiezingen dat jaar het grootste aantal zetels in het parlement (280), in augustus, hoewel Hitler bij de presidentsverkiezingen geen meerderheid van stemmen behaalde. Maar ook de communisten behaalden een groot aantal zetels. Er zou in theorie een meerderheidskabinet gevormd kunnen worden door of de nazi's of de communisten. Deelname aan de regering door een van beiden werd echter door rijkspresident Von Hindenburg verhinderd, die van beide kampen niets moest hebben. Bovendien wilde Hitler alleen deelnemen aan een kabinet als hijzelf hierin regeringsleider (rijkskanselier) werd. In november werden opnieuw verkiezingen gehouden, waarbij de nazi's terugvielen van 280 naar 196 zetels. De overige partijen, conservatieven en socialisten, bleven echter sterk verdeeld.

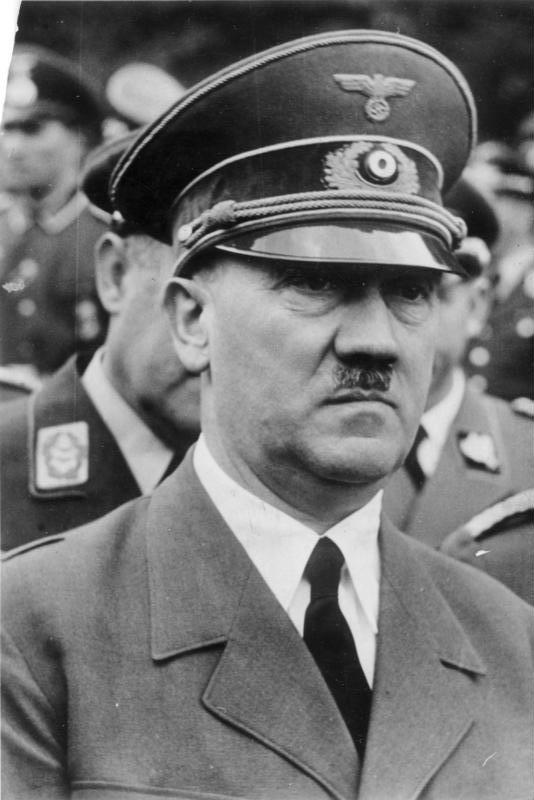
Hitler in 1935

#### Bank van Thyssen en Bush
Fritz Thyssen, lid van Duitslands machtigste industriële familie, schreef later I paid Hitler. Zijn bank financierde tussen de twee wereldoorlogen de partij van Hitler, zodat Duitsland zich kon herbewapenen. Thyssen werd in 1931 lid van de nazipartij. Thyssen bezat de grootste staal- en kolenmaatschappij in Duitsland en werd rijk door de herbewapening. Thyssen kocht in 1928 Barlow Palace aan de Brienerstrasse in München, wat Hitlers Braunes Haus werd, het hoofdkwartier van de nazipartij. Het geld kwam van een andere Thyssen, zijn jongere broer, baron Heinrich Thyssen, die vanuit Den Haag de Bank voor Handel en Scheepvaart in Rotterdam leidde. De Union Banking Corporation (UBC), verbonden aan de Rotterdamse bank, was in het bezit van Fritz Thyssen. Prescott Bush was een van de zeven directors van de basis in New York en lid van het geheime genootschap Skull and Bones, ook 'Broederschap van de Dood' genoemd. Bush werkte voor Brown Brothers Harriman (BBH), die diende als basis in de Verenigde Staten voor Fritz Thyssen. Van de zestien stichters van BBH, waren er elf afgestudeerd aan de Yale Universiteit, waarvan weer acht leden waren van 'Skull and Bones'. De Rotterdamse bank verzorgde financiële diensten voor zowel Adolf Hitler als het Huis van Oranje-Nassau. Bush was ook verbonden aan Consolidated Silesian Steel Company (CSSC) aan de Duits-Poolse grens, dat gebruik maakte van nazi-slavenarbeid uit de concentratiekampen, zoals Auschwitz.
Sutton noemt in zijn Wall Street and the Rise of Hitler (1976) Hjalmar Horace Greeley Schacht 'Hitlers financiële genie'. Naast president van de Reichsbank, was Schacht Duitslands vertegenwoordiger bij de Bank for International Settlements.

#### Bestuurlijke crisis
In januari 1933 raakte Duitsland door een serie complotten bijna onbestuurbaar. De straat werd opnieuw beheerst door de knokploegen van extreemlinks en -rechts. Conservatief Kurt von Schleicher en de communisten loerden op kansen om een junta of een radenrepubliek te vormen op legale of illegale wijze en ieder kabinet zonder de nazi's viel.
In deze periode kocht Hitler het chalet Haus Wachenfeld, later de Berghof genoemd, op de Obersalzberg nabij Berchtesgaden. Daar bouwde Hitler zijn tweede (informele) machtscentrum waar later vaak vergaderingen en besprekingen van Hitler met andere nazibonzen en Hitlergetrouwen plaatsvonden. Ook sommige andere toplieden, zoals Hermann Göring, hadden een chalet in de buurt van de Berghof.
Uiteindelijk werd Hitler toch weer gepolst voor deelname aan een kabinet. De partijschulden werden door het bedrijfsleven betaald (de partij was vrijwel failliet door de bijna onafgebroken verkiezingscampagnes) en men begon een lobby bij de rijkspresident. Na weken getouwtrek en intriges, vooral met medewerking van de conservatief Franz von Papen en door vele geweldsincidenten door de Sturmabteilung in het land, ging de rijkspresident uiteindelijk in januari 1933 overstag en mocht Hitler, met hemzelf als kanselier, een regering proberen te vormen. Men zag het alternatief, een communistische regering, als een groter kwaad dan een naziregering.

### Aan de macht

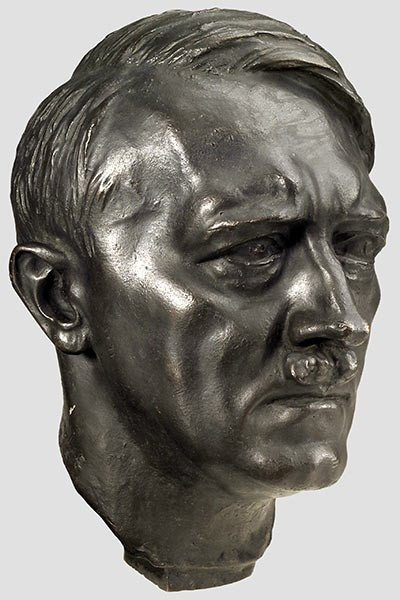
Arno Breker, Hitler (brons, 1938)

Mede op aandringen van de conservatieve politicus Franz von Papen, die verzekerde dat dankzij de meerderheid van conservatieven en katholieken in het nieuwe kabinet Hitler kort gehouden kon worden, werd Hitler in januari 1933 ten slotte door de toenmalige rijkspresident van de Weimarrepubliek, Paul von Hindenburg, met tegenzin benoemd tot rijkskanselier. Hindenburg had een lage dunk van Hitler en sprak denigrerend over "deze kleine Gefreiter (nl: korporaal), zwerver en mislukte kunstenaar", maar hij werd van diverse zijden onder druk gezet om Hitler tot rijkskanselier te benoemen en gaf ten slotte toe.

Von Papens voorspelling kwam niet uit: mede door de Rijksdagbrand (die Hitler wonderwel uitkwam) zag Hitler al na een paar weken kans om met steun van twee derde van het parlement (met name de stem van de, aanvankelijk weifelende, katholieke Centrumpartij was van belang) een machtigingswet door te voeren die hem extra bevoegdheden gaf om "orde op zaken te stellen" (ofwel per decreet te regeren), waarna hij in de rest van het jaar alle politieke tegenstanders buitenspel zette. In juli 1933 werden alle partijen verboden, uitgezonderd de NSDAP.

#### Nacht van de Lange Messen
In de loop van 1934 culmineerde onrust in de eigen nazigelederen, twijfel aan Hitlers capaciteiten binnen de Reichswehr en kritiek van conservatieve hoek (Von Papen) in de bloedige Nacht van de lange messen, waarmee Hitler de oppositie binnen de SA en laatste resten van verzet binnen Duitsland uitschakelde. In de zomer van 1934 liet Hitler Ernst Röhm, Gregor Strasser en een aantal andere SA-kopstukken en politieke tegenstanders, in totaal ruim 85 man, tijdens de Nacht van de Lange Messen uit de weg ruimen. Deze eerste grote politieke zuivering binnen de NSDAP werd voor een groot deel onder leiding van Heinrich Himmler, Sepp Dietrich en Reinhard Heydrich uitgevoerd. De SA werd na deze ingreep gemarginaliseerd en gereduceerd tot een clubje van oud-strijders. De macht binnen de NSDAP werd door de SS en de SD overgenomen. Hitler consolideerde met deze ingreep zijn macht waarna met name Göring, Goebbels, Himmler en Heydrich de belangrijkste taken binnen de NSDAP toebedeeld krijgen. Bovendien wist Hitler op deze manier de weerzin die Von Hindenburg en de Reichswehr tegen de SA en de NSDAP hadden, weg te nemen. De Duitse elite, Von Hindenburg en veel officieren binnen de Reichswehr waren niet gecharmeerd van Hitlers bruinhemden en zijn aanhang binnen de Freikorpsen en de Stahlhelm, Bund der Frontsoldaten, een legioen van zo'n 500.000 agressieve vechtjassen. Het elitekorps van de Reichswehr was goed getraind en bewapend, maar was met slechts 100.000 man veel kleiner dan het leger dat Hitler kon mobiliseren.
Zelfs de rijkspresident, toen al geruime tijd ziek, liet naderhand zijn goedkeuring publiceren. Toen Hindenburg een maand later overleed, voegde Hitler de bevoegdheden van het ambt van rijkspresident bij die van zijn eigen ambt als rijkskanselier. Vanaf toen verzwakte Hitler de rollen van parlement en regering definitief tot het punt waarop hij dictatoriale macht had. Hitler versterkte zijn positie verder met behulp van onder andere Heinrich Himmlers Gestapo en een goed georganiseerd propagandanetwerk, dat onder leiding stond van Joseph Goebbels. Naast de al spoedig alomtegenwoordige propaganda die over het Duitse volk werd uitgestort, zag Hitler terreur nu als een belangrijke machtsfactor. Vanaf de oprichting van de partij tot aan de ondergang werd geweld een veelgebruikt middel om oppositie de mond te snoeren. Waren de knokpartijen voorheen meer bedoeld om de krant te halen en tegenstanders te intimideren, na de machtswisseling ging men over tot regelrechte moord op mensen die openlijk tegen Hitler en het nazisme in het geweer kwamen. Veel (mogelijke) tegenstanders verdwenen spoorloos. Hitler vond het belangrijk om ook het leven op straat te beheersen.

#### Hitlers dubbelspel en de Gleichschaltung
Tussen Hitlers handlangers bestond een felle rivaliteit, die Hitler hoogstwaarschijnlijk heeft uitgebuit om te zorgen dat niemand aan zijn autoriteit tornde. Wanneer een conflict voorkwam (en dit gebeurde vaak door de onnauwkeurige afbakening van bevoegdheden) liet Hitler dit een tijd op zijn beloop, om vervolgens de overwinnaar te steunen. Het spelletje dat Hitler met zijn onderdanen speelde lijkt op een passieve verdeel- en heerspolitiek in combinatie met de natuurlijke selectie van de meest geschikte onderdanen. Deze manier van leidinggeven en organiseren lijkt op de principes van het in nazikringen populaire sociaal darwinisme te berusten.
Nadat Hitler de macht had overgenomen ging hij over tot de uitvoering van "naziplannen", waaronder de aanleg van een groot Duits wegennet, de "Reichsautobahn". In werkelijkheid was dit plan niet door Hitler zelf of door een van zijn medewerkers bedacht. Het plan bestond al in 1927, geruime tijd voor Hitlers machtsovername in 1933. Bovendien liet hij alle burgerlijke organisaties, zoals vakbonden en sport- en jeugdverenigingen, opheffen of via Gleichschaltung opgaan in naziorganisaties, zoals het Deutsche Arbeitsfront (DAF), de Hitlerjugend en de Bund Deutscher Mädel. Hitler richtte zich vooral op de arbeiders en de jeugd.
Sebastian Haffner wijst er in Kanttekeningen bij Hitler op dat Hitler goed kon organiseren en delegeren en dat het voor hem geen probleem was om plannen van tegenstanders en voorgangers over te nemen om ze vervolgens als een "plan van Hitler" of een "naziplan" te laten uitvoeren. Zo werd voor de aanleg van het wegennet teruggegrepen op het HaFraBa-plan uit de Weimarrepubliek. Dat hij met de aanleg van het nieuwe wegennet in één klap honderdduizenden Duitsers weer werk bezorgde, waardoor zijn populariteit bij de Duitse arbeiders zou zijn toegenomen, is een propagandamythe; meer dan enkele tienduizenden banen werden er niet mee geschapen. In 1935 opende Hitler de autobahn tussen Frankfurt en Darmstadt. Dit betrof onder meer de Linksrheinische en de Rechtsrheinische autobahn. Overigens had de machtsovername door de nazi´s als gevolg dat veel Duitse wetgeving uit de Weimarrepubliek, die destijds door politieke strubbelingen niet door de Rijksdag kwam, nu vrij snel alsnog bekrachtigd werd.

#### Groeiende welvaart en stijgende populariteit

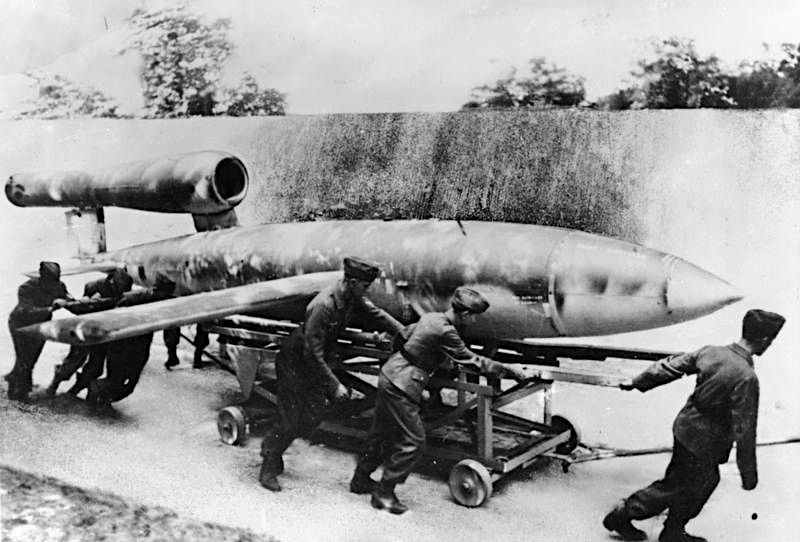
De V1-raket, een wonderwapen met een pulserende straalmotor

Een jaar eerder, in 1934, had Hitler Ferdinand Porsche de opdracht gegeven om een Kraft durch Freude-wagen te ontwerpen, een wagen voor het volk: de Volkswagen. Een ander groots en kostbaar Kraft durch Freude-project, dat Hitler zelf bedacht had en waarmee hij de Duitse arbeider wilde behagen, was de bouw van het vakantieoord Seebad Prora op het Oostzee-eiland Rügen waar Duitse arbeiders tijdens hun vakantie konden uitrusten. De Volkswagen werd na de oorlog pas voor het eerst geproduceerd en het Seebad Prora complex is nooit als vakantieoord in gebruik genomen nadat het gebouwd was.
Na 1934 groeide de populariteit van de Führer, zoals Hitler zich liet noemen, enorm. Ondanks alle repressie troffen die maatregelen voorlopig nog een minderheid van de bevolking en de meeste Duitsers waren bereid de andere kant op te kijken als er razzia's waren op Joden, socialisten en andere door de nazi's ongewenste groeperingen. Met hulp van financieel specialist Hjalmar Schacht herstelde de economie zich, de werkloosheid verdween binnen enkele jaren dankzij het stimuleringsprogramma. Veel geld werd in de herbewapening gestopt, hetgeen veel werk opleverde. Om dit alles te bekostigen liep het begrotingstekort echter enorm op, maar Hitler weigerde zijn uitgaven bij te stellen waarna Schacht zich in 1938 terugtrok.
In 1938 was het Duitse leger het laatste instituut dat mogelijk nog weerstand kon bieden aan de nazi's, maar na de Blomberg-Fritschaffaire in datzelfde jaar eigende Hitler zich ook het opperbevel van de Wehrmacht toe en ontsloeg onwillige militaire kopstukken.
Een belangrijk actiepunt was de uitbreiding van de productie van wapens en de ontwikkeling van nieuw oorlogstuig. In 1942 zou hij rijksarchitect Albert Speer benoemen tot rijksminister voor Bewapening en Munitie. Ook na 1943, toen de militaire kansen in de oorlog gekeerd waren, bleef Hitler optimistisch geloven dat nieuw ontwikkelde wapens, de propaganda sprak over Wunderwaffen, zoals een nieuw type vliegtuig, een nieuw type tank en de V1- en V2-wapens, de rollen weer zouden omdraaien. Hitler verordonneerde in 1939 de georganiseerde moord op geestelijk en lichamelijk gehandicapten: het zogenaamde T-4-euthanasieprogramma. Er zijn door Hitler ondertekende documenten overgeleverd waaruit blijkt dat hij deze actie goedkeurde. Op 18 augustus 1941 liet Hitler het programma tijdelijk stoppen door druk van de katholieke kerk (Clemens August kardinaal von Galen), de andere kerken en de families van de slachtoffers. Er waren toen al 70.000 mensen vermoord. De Duitse openbare weerstand leidde tot vertraging, maar niet tot een totale stop; het werd in het grootste geheim voortgezet.

#### Weg naar de Holocaust

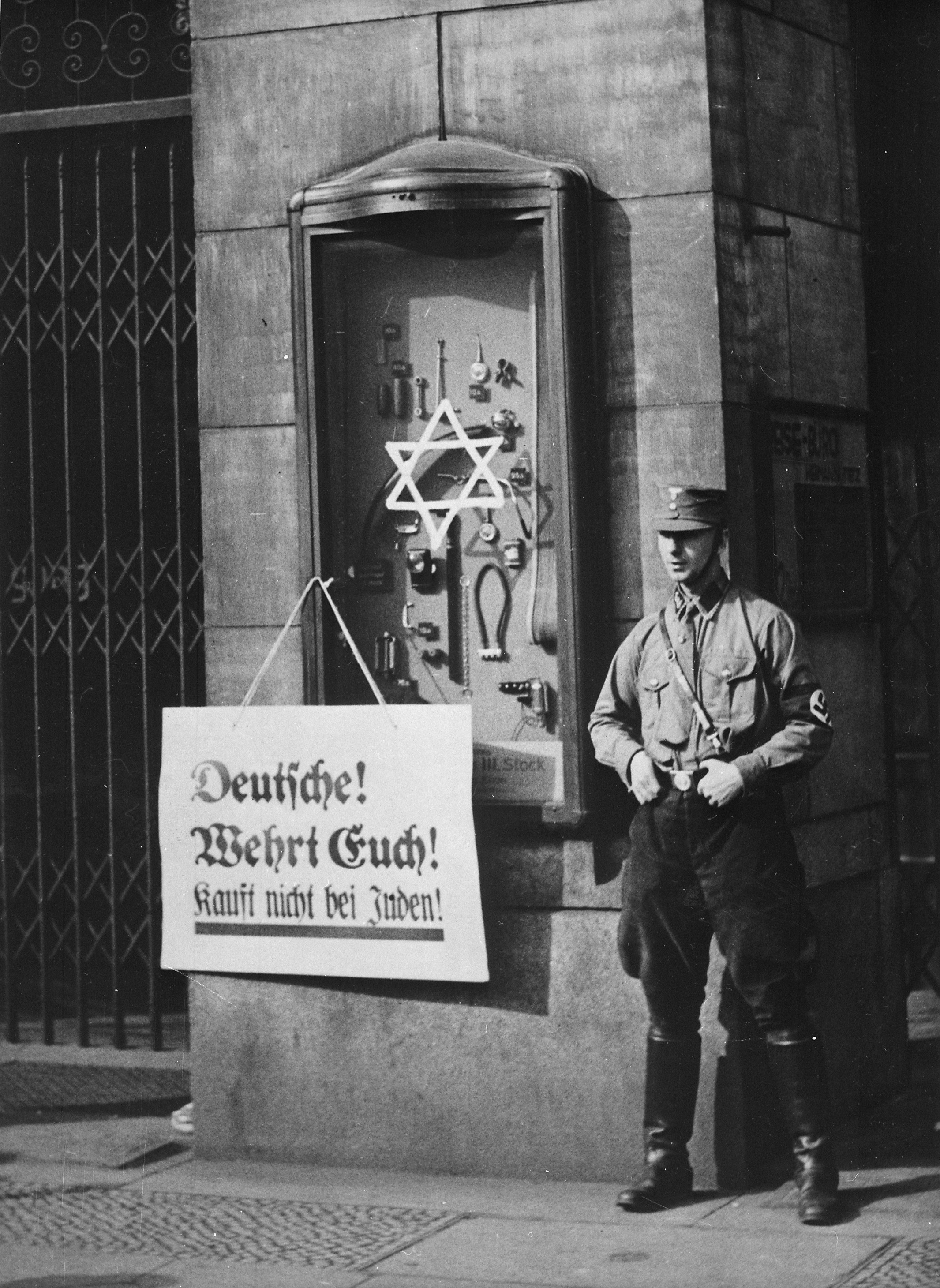
Op 1 april 1933 werd een boycot door de nazi's afgekondigd. Op het bord staat te lezen: Duitsers, verzet u, koop niet bij Joden. Dit bord hing bij de winkel van Tietz in Berlijn met een SA-man ernaast, waarschijnlijk om erop toe te zien dat niemand het bord verwijderde. Op het raam van de etalage een Jodenster.

Een belangrijke voedingsbodem voor het antisemitisme dat tot de Holocaust zou leiden was de publicatie van de Protocollen van Zion die een vermeende wereldwijde manipulatie door het internationale jodendom als onderwerp hadden. Ze waren een vervalsing maar werden in de jaren twintig in ruime kring als authentiek beschouwd.
Meteen na Hitlers aantreden verschenen in openbare ruimten de eerste bordjes "Voor Joden verboden". Beroepsverboden werden uitgevaardigd en huwelijkswetten aangepast. Vanaf 1935, nadat de rassenwetten van Neurenberg waren ingevoerd, was het voor een Jood verboden om te trouwen met een niet-Jood. Steeds meer Duitse Joden gingen over tot emigratie. Anderen werden opgepakt en naar 'werkkampen' gestuurd, wat later de vernietigingskampen zouden worden. Een van de meest antisemitische Hitlergetrouwen was Julius Streicher, die zich al in de jaren twintig ontpopte tot een vurig propagandist van de haat tegen Joden, waar Hitler dankbaar gebruik van maakte.
In de Poolse hoofdstad Warschau werden na de Poolse Veldtocht in september 1939 de daar wonende Joden in een getto bijeengedreven en later afgevoerd naar de vernietigingskampen. Overigens werden ook in totaal een miljoen Polen naar werkkampen getransporteerd en werden uit alle bezette gebieden in totaal 6 miljoen mannen tussen de 18 en 45 jaar gedwongen tewerkgesteld in de Duitse oorlogsindustrie. Dit werd de Arbeitseinsatz genoemd. De rechters van Neurenberg noemden het later "slavernij". Tijdens de Wannseeconferentie (januari 1942), waar 15 nazileiders, maar niet Hitler zelf, bijeen waren gekomen om tot een "definitieve oplossing" (Endlösung) van het "Jodenvraagstuk" (Judenfrage) te komen, werd besloten om de circa 10 miljoen Europese Joden systematisch om te brengen. De organisatie daarvan werd in handen gegeven van Reinhard Heydrich en Heinrich Himmler; de administratie aan Adolf Eichmann en de uitvoering aan de talloze officieren, militairen en burgers die door de jaren heen voldoende waren getraind en gehard. Zigeuners, homoseksuelen, Jehova's getuigen en andere groepen mensen die als ongewenst werden beschouwd ondergingen hetzelfde lot.
De Holocaust zelf was in de omgeving van Hitler als gespreksonderwerp een taboe. Een directe opdrachtrelatie tussen Hitler en de Holocaust is tot op heden niet gevonden. Het Derde Rijk opereerde sterk op het "de Führer tegemoet werken": dingen doen waar geen opdracht voor gegeven was maar waar wel de ruimte voor was gegeven en waarvan verondersteld werd dat dit in de geest van de Führer was, aldus Hitlers biograaf Ian Kershaw. Zo kon Hitler (voor zichzelf) schone handen houden. Hitler is nooit in Auschwitz, Majdanek, Sobibór, Treblinka of een van de andere vernietigingskampen geweest. Hij nam zelf niet actief deel aan de Endlösung. Hoewel hij in de ogen van de buitenwereld voorzichtig leek te manoeuvreren, heeft hij over zijn bedoelingen ten aanzien van de Joden nooit twijfel laten bestaan. Ontelbare keren heeft hij de woorden "vernietiging" en "wegvagen" uitgesproken. Bekend is het volgende citaat uit Hitlers toespraak van 30 januari 1939 " ‘als het internationale Finanzjudentum binnen en buiten Europa erin zou slagen de volkeren nogmaals in een wereldoorlog te storten, dan zal het resultaat niet [de bolsjewisering van de aarde en daardoor] de zege van de joden zijn, maar de vernietiging van het joodse ras in Europa!"

### Voorbereidingen tot de oorlog

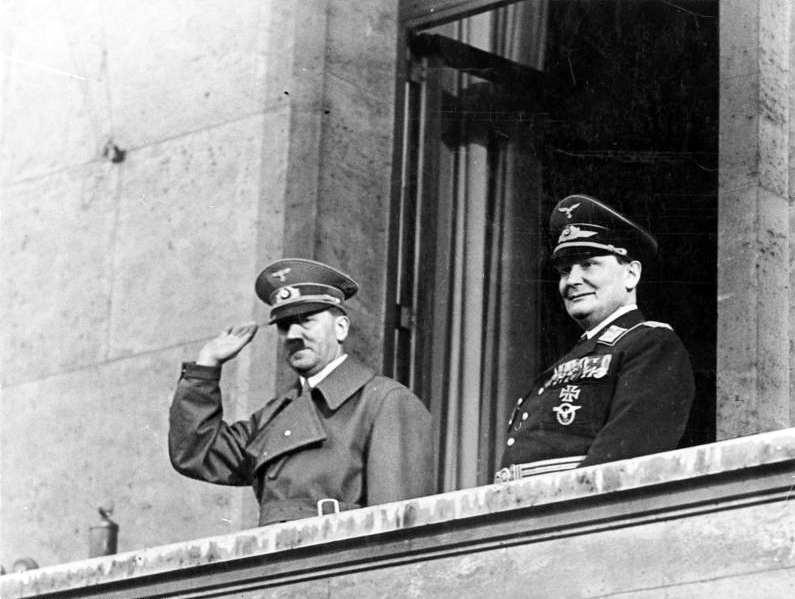
Hitler (links) en Göring spreken te Berlijn een enthousiaste menigte toe na hun triomftocht in Wenen ter gelegenheid van de Anschluss van Oostenrijk bij nazi-Duitsland (1938).

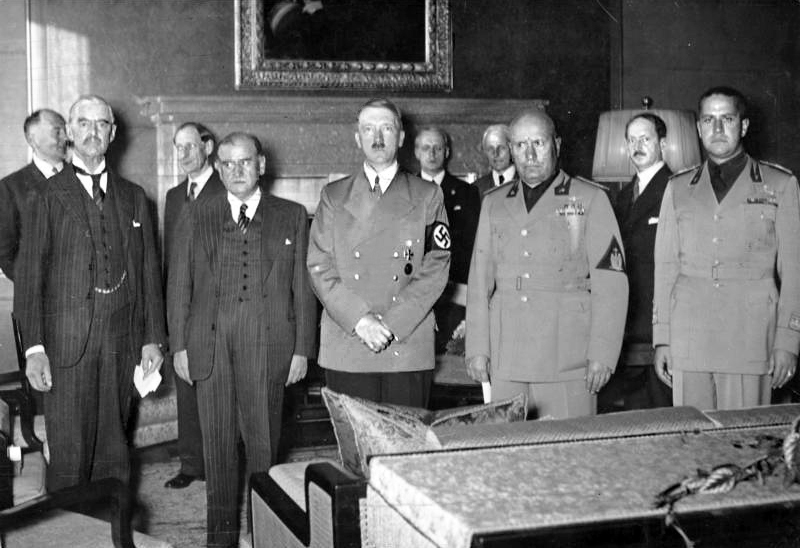
Hitler (midden) geflankeerd door Chamberlain en Daladier (links op de foto) en Mussolini en graaf Ciano (rechts op de foto)

Hitler stuurde doelbewust aan op een oorlog in Oost-Europa om de Duitse hegemonie in Europa veilig te stellen, maar hij zou volgens sommigen niet uit zijn geweest op een algehele Europese oorlog of een wereldoorlog.
Aanvankelijk hoopte Hitler dat Duitsland zijn dominante positie op het Europese continent kon versterken. Polen, Hongarije, Tsjecho-Slowakije, Roemenië, Joegoslavië en Bulgarije zouden satellietstaten worden van Duitsland, die bovendien met hun economieën dienstbaar zouden zijn aan die van Duitsland. Frankrijk moest worden vernederd om de Eerste Wereldoorlog te wreken, maar dit was niet het hoofddoel. Hitler hoopte zelfs op een bondgenootschap met het Verenigd Koninkrijk, net zoals keizer Wilhelm II aan de vooravond van de Eerste Wereldoorlog. Hitler maakte mogelijk de miscalculatie dat het voor het Verenigd Koninkrijk niet acceptabel zou zijn dat één land het hele Europese vasteland onder controle zou hebben. De werkelijke ideologische en geopolitieke vijand was de Sovjet-Unie, dat het in Hitlers ogen verderfelijke communisme aanhing en bovendien op de plaats lag waar de toekomstige Lebensraum verwezenlijkt moest worden. Deze ideologische tegenstelling weerhield Hitler en Stalin echter niet om op realpolitische wijze een tijdelijk verbond (Molotov-Ribbentroppact van 1939) te sluiten en Polen te verdelen.
Om de Fransen en Britten in de Middellandse Zee bezig te houden sloot Hitler een pact met de Italiaanse fascistische dictator Benito Mussolini. Deze liaison werd de as Rome-Berlijn, of simpelweg de as genoemd. Ook Japan verklaarde zich solidair met Duitsland. Deze drie landen werden hierna tot de zogenaamde asmogendheden gerekend.
De halfslachtige maatregelen van de Volkenbond tegen de Italiaanse agressie in Ethiopië en tegen de Japanse agressie in Mantsjoerije gaven Hitler het eerste signaal dat de westerse mogendheden ver zouden gaan om oorlog te voorkomen.

#### Anschluss
Op 7 maart 1936 werd het Rijnland herbezet, in 1938 gevolgd door de Anschluss (aansluiting), feitelijk de annexatie van Oostenrijk en (het Tsjechische) Sudetenland. De internationale gemeenschap reageerde zoals Hitler hoopte, maar niet verwachtte, slechts met diplomatiek geschut. De Britse premier Neville Chamberlain kwam zelfs op bezoek om een "vriendschapsverdrag" te tekenen: het Verdrag van München. Aangemoedigd door de lauwe reacties van de internationale gemeenschap annexeerde Hitler vervolgens de Tsjechische helft van Tsjechoslowakije en inderdaad: er werd hiertegen nauwelijks geageerd door het buitenland.

#### Bombardement op Guernica
Met het bombardement op Guernica op 26 april 1937 kon Hermann Göring voor de eerste keer bepalen wat het effect van verrassingsbombardement op een bevolkingscentrum was. Aan de reeks bombardementen werd onder andere deelgenomen door Heinkel He 111, Italiaanse Savoia-Marchetti SM.79 en Dornier Do 17 bommenwerpers. Het zwaarste bombardement werd met Heinkel-51 en Junckers-52 bommenwerpers uitgevoerd. Het laatste bombardement kostte de meeste burgers het leven. De schattingen van het aantal dodelijke slachtoffers liepen sterk uiteen en varieerden tussen de 150 en 1650. In de biografie van Ian Kershaw wordt het aantal doden en gewonden onder de 6.000 inwoners van het stadje op ongeveer 2500 geschat.
Waarschijnlijk waren de bombardementen door Hitler, Mussolini en Göring deels als experiment bedoeld. Ze werden door het Duits vrijwilligerslegioen en de Italiaanse luchtmacht uitgevoerd om tijdens de Spaanse Burgeroorlog de overgave af te dwingen van de Internationale Brigades in Baskenland. Mogelijk wilden Hitler en Göring de gegevens over de resultaten van de bombardementen voor de buitenwereld het liefst zoveel mogelijk geheim houden. De bombardementen hadden vanuit strategisch of militair perspectief geen nut aangezien Guernica een vrij kleine, Baskische stad is en niet op een strategisch belangrijke positie ligt.

#### Molotov-Ribbentroppact
In 1939 sloot Hitler met de dictator van de Sovjet-Unie, Jozef Stalin, een niet-aanvalsverdrag: het Molotov-Ribbentroppact. Aan dit verdrag werd bovendien een geheime clausule toegevoegd, waarin al een overeenkomst over de verdeling van Polen stond. Het was inmiddels duidelijk voor het buitenland dat Hitler niet van plan was om te stoppen met het annexeren van zijn oosterburen en het Verenigd Koninkrijk, Frankrijk en ook Nederland begonnen hun defensie-uitgaven te verhogen. De oorlog wierp zijn schaduw al vooruit.
Het politieke pact met de Sovjet-Unie had voor Hitler het voordeel dat Duitsland minder troepen bij de grens met de Sovjet-Unie hoefde te stationeren. Hierdoor had Hitler meer troepen beschikbaar voor aanvallen op landen ter westen van Duitsland. Daarnaast werd de economische samenwerking tussen Duitsland en de Sovjet-Unie vergroot. Hitler had voornamelijk extra aardolie, graan, ijzer en rubber nodig uit de Sovjet-Unie voor de oorlogsvoering, inclusief voor de latere Duitse inval van de Sovjet-Unie.

#### Hitlers geopolitieke ambities
Er is gespeculeerd over de vraag waarom Hitler zulke grote risico's nam en daarmee op een oorlog aanstuurde. In 1938 en 1939 stond Hitler op het toppunt van zijn macht en roem. Duitsland was oppermachtig in Centraal-Europa. Oostenrijk en Sudetenland waren ingelijfd en de Fransen en Britten hadden met het Verdrag van München veel van zijn eisen ingewilligd. Er bestaat een theorie dat Duitsland vanwege te hoge uitgaven op een economische crisis afstevende en dat Hitler daarom wel oorlog moest voeren (lees: goederen roven) om een dreigende crisis en ontevredenheid onder de bevolking te voorkomen. Bovendien vijzelt het hebben van buitenlandse vijanden de saamhorigheid onder de bevolking en de binnenlandse politieke steun voor een "sterke leider" op.
Een andere reden is door Hitler in 1937 zelf tijdens de zogenaamde conferentie van Hossbach aangegeven: hij wilde dat Duitsland de wereldmacht zou veroveren en hij wilde graag zelf meemaken dat Duitsland de wereldheerschappij zou veroveren. In 1939 was hij vijftig en hij was bang voortijdig ziek te worden of te overlijden. Voor dit gebeurde moest hij "zijn werk afmaken". Daarnaast bestond onder de Duitse elite het idee dat men de verkregen machtspositie moest uitbuiten zodra daartoe de mogelijkheid bestond, voordat een andere potentiële wereldmacht zou opstaan. Hierbij werd verwacht dat dit de Sovjet-Unie zou worden, wanneer die op hetzelfde economische ontwikkelingsniveau als West-Europa zou komen, iets dat in de Koude Oorlog werkelijkheid leek te worden. Hoewel de Sovjet-Unie wel een militaire mogendheden werd, is ze op economisch terrein nooit de gelijke van West-Europa geworden.

### Tweede Wereldoorlog

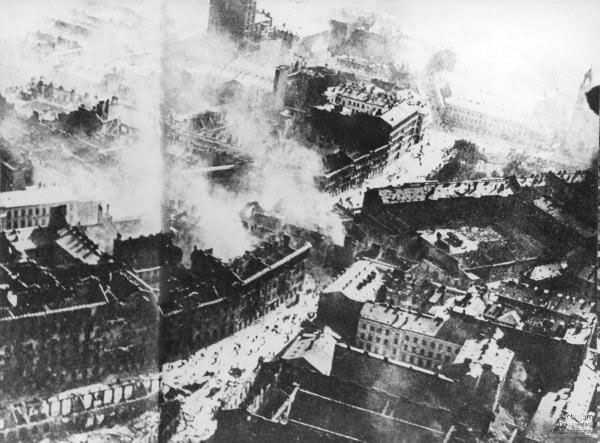
Warschau na de bombardementen door Stukas en Heinkel He 111 en Dornier Do 17Z bommenwerpers in september 1939

Met de Anschluss en de bezetting van Sudetenland en Tsjechië had Hitler een geniale strategische zet gedaan omdat hij de Tsjechen hun wapens uit handen had gerukt en over de Tsjechische productiecapaciteit voor zwaar geschut, pantservoertuigen en tanks kon beschikken. Nu kon hij samen met de Russen en de Slowaken Polen binnenvallen en de veroverde gebieden onderling verdelen.

#### Inval in Polen
De Poolse strijdkrachten werden tijdens Poolse Veldtocht door de Duitsers volgens het aanvalsplan Fall Weiss, in samenwerking met de vanuit het zuiden binnenvallende Slowaken en vanuit het oosten binnenvallende Sovjets, in minder dan vijf weken vermorzeld. De aanhoudende bombardementen op Warschau door de Luftwaffe dwongen de Poolse legerleiding de strijd op 6 oktober 1939 op te geven. Het Duitse luchtwapen bleek tijdens de inval in Polen uitstekend gewerkt te hebben.
De hermilitarisering van het Rijnland en de annexatie van Oostenrijk en Tsjechië hadden niet tot een militaire reactie geleid en daarom verwachtte Hitler in september 1939 na de inval in Polen slechts diplomatieke strubbelingen van de kant van Frankrijk en Engeland. Maar dit keer vergiste Hitler zich, want twee dagen nadat de Duitsers Polen waren binnengevallen verklaarden het Verenigd Koninkrijk en Frankrijk nazi-Duitsland de oorlog. Het halfslachtige Saaroffensief van 7 september 1939 en de zogenaamde Schemeroorlog die als reactie op de Duitse inval in Polen volgden, luidden het begin van de Tweede Wereldoorlog in. Winston Churchill werd benoemd als minister van Marine in het kabinet van Chamberlain. Sommige Duitse militairen schrokken van de oorlogsverklaringen maar op Hitler maakten de weifelende militaire reacties die op de oorlogsverklaringen volgden, niet veel indruk.

##### Jongeren verleiden en tegenstanders misleiden

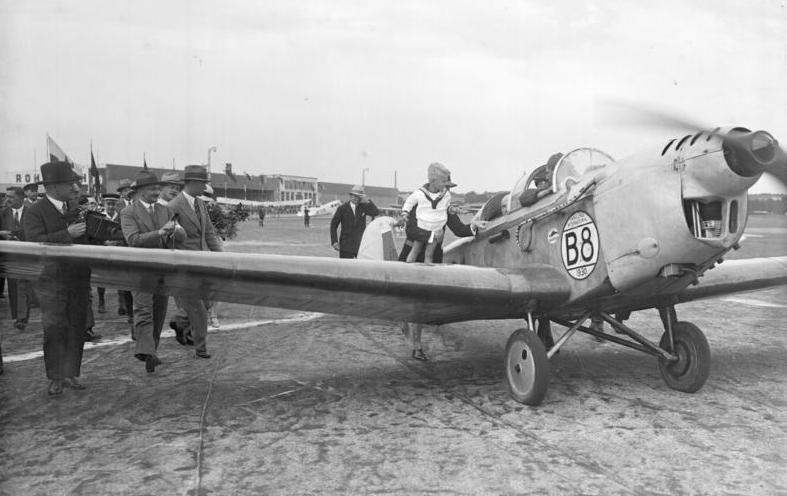
Reinhold Poss in een Klemm L.25E sportvliegtuig op Flughafen Berlin-Tempelhof tijdens een Europese tourwedstrijd in 1930

In 1939 kon Hitler over meer gevechtsvliegtuigen, bommenwerpers en transporttoestellen beschikken dan de Fransen en Engelsen: in totaal ruim 5.500 inzetbare toestellen aan Duitse kant tegenover een kleine 3.000 direct inzetbare toestellen aan de kant van de Engelsen en Fransen. Daar kwam nog bij dat Hitler over veel ervaren piloten kon beschikken omdat hij in 1933 was begonnen om duizenden leden van de Hitlerjugend tot piloot op te leiden. Door zweefvliegclubs voor jongeren op te richten en aerobatiekwedstrijden met sportvliegtuigen voor de Hitlerjugend te organiseren, hadden zijn piloten vanaf 1933 de vliegervaring kunnen opdoen die hen later bij de Luftwaffe goed van pas zou komen. Voordat Hitler aan de macht kwam was de vliegsport in Duitsland en een aantal andere Europese landen onder een breed publiek populair geworden. Daarom kregen de meeste Europese politici voor de aanval op Polen nog geen argwaan toen in de loop van de jaren 30 het zweefvliegen onder de leden van de Hitlerjugend steeds populairder werd.

##### Hitlers tactiek en Stalins machtsstrijd
Na de bombardementen op Warschau waren de meeste West-Europese politici wakker geschud. De Russische beer was daarentegen in een diepere slaap weggezonken omdat Hitler zich aan zijn verleidelijke, geheime afspraak uit het Molotov-Ribbentroppact had gehouden. De Duitsers hadden ongeveer twee derde deel van het Poolse grondgebied veroverd terwijl in het geheim was afgesproken dat het gebied gelijk tussen de Russen en de Duitsers verdeeld zou worden. Hitler riskeerde zelfs een conflict met zijn generaals door de Duitse troepen uit een deel van de veroverde Poolse gebieden terug te trekken tot achter de demarcatielijn die met Stalin was afgesproken.
In werkelijkheid had Hitler Stalin een rad voor ogen gedraaid door een deel van het veroverde gebied af te staan. Hij had tijdens de Poolse Veldtocht kunnen zien dat het Rode Leger vrij zwak en slecht bewapend was. Stalin voerde een machtsstrijd in eigen land waardoor het Rode Leger verder verzwakte en rekende niet op een aanval van Duitsland. De Russen zouden pas op 22 juni 1941, ruim een jaar na het bombardement op Rotterdam en een half jaar na de eerste bombardementen op Engelse steden, op ruwe wijze uit hun diepe slaap gewekt worden. Door Stalin een extra kers op de Poolse taartpunt cadeau te doen gingen de Russen pas anderhalf jaar later tot actie over dan de meeste West-Europese landen. De krijgslist zou Hitler een forse tijdwinst ten opzichte van Stalin opleveren voordat hij aan operatie Barbarossa begon.

##### De Elser-aanslag en het Duitse verzet

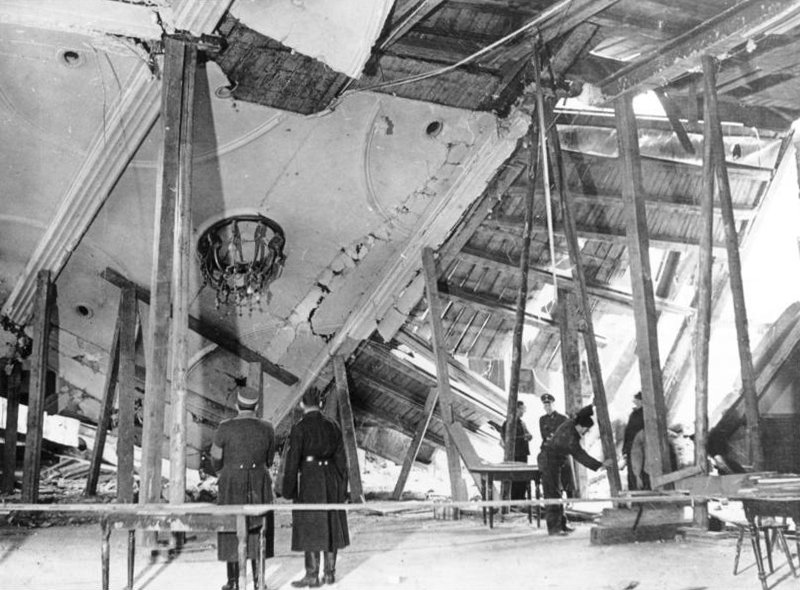
Bürgerbräukeller na de bomaanslag op 8 november 1939

Op 8 november 1939 ontplofte 's avonds om 21:20 uur na de jaarlijkse bijeenkomst van de NSDAP in de Bürgerbräukeller in München een zware bom, 8 minuten nadat Hitler en de belangrijkste NSDAP-kopstukken waren vertrokken. De tijdbom was door de meubelmaker Georg Elser in een dragende pilaar in het gebouw aangebracht, vlak achter het podium waarop Hitler stond om zijn jaarlijkse toespraak voor de NSDAP te houden. Om de plaats en het tijdstip te bepalen waar de bom moest ontploffen had Elser in 1938 de jaarlijkse bijeenkomst van de NSDAP bezocht, dat was op de avond voor de Kristallnacht. Wegens het mistige, kille najaarsweer op 8 november 1939 besloot de NSDAP de bijeenkomst vroeger te laten beginnen en zo vroeg mogelijk te beëindigen. Hitler kon vanwege de mist niet per vliegtuig reizen zodat hij na de bijeenkomst met de trein naar Berlijn moest reizen. Elser was al uit München vertrokken op het moment dat de bom ontplofte.
Elser was niet de enige die Hitler en de NSDAP-top uit de weg wilde ruimen. Na de annexatie van Sudetenland in 1938 was een groep van vier oudere samenzweerders uit de Duitse elite, bestaande uit de heren Beck, Goerdeler, Popitz en Hassell, van plan geweest om Hitler af te zetten of uit de weg te ruimen. Franz Halder en Walther von Brauchitsch waren in 1939, in samenwerking met Friedrich Goerdeler, van plan geweest om Hitler uit zijn functie te laten zetten wegens zijn incompetentie. Ook onder de jonge officieren in de Wehrmacht, onder wie Claus von Stauffenberg en Henning von Tresckow, groeide vanaf 1939 de onvrede over Hitler en de NSDAP-top. Het complot van 20 juli 1944 werd gesmeed tijdens bijeenkomsten op het landgoed van Helmuth James Graf von Moltke in Kreisau. De deelnemers aan de voorbereiding van de aanslag werden door de Gestapo de Kreisauer Kreis genoemd.
Na de mislukte Elser-aanslag zouden er nog vier pogingen ondernomen worden om een aanslag op Hitler te plegen.

#### Slag om Frankrijk

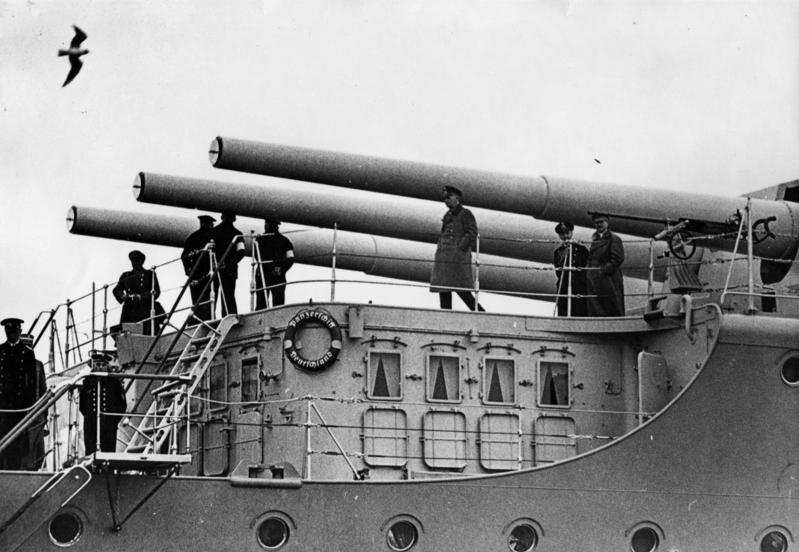
Erich Raeder en Adolf Hitler aan dek van het pantserschip Deutschland

Om geallieerde interventies te voorkomen en het initiatief te houden sloeg Hitler begin april 1940 in West-Europa toe. Begin april 1940 werd Denemarken bezet en werd Noorwegen aangevallen door het opstarten van operatie Weserübung. Begin mei 1940 werd het aanvalsplan Fall Gelb uitgevoerd voor de bezetting van Nederland en België, begin juni 1940 gevolgd door de uitvoering van Fall Rot voor de bezetting van Frankrijk.

##### Operatie Weserübung
Noorwegen en Denemarken werden als eersten bezet om de aanvoer van Zweeds ijzererts via Narvik veilig te stellen en om aan het begin van de oorlog in het noorden van Europa een strategisch gunstige startpositie voor de Kriegsmarine tegenover de Royal Navy in te nemen. Hitler voelde aanvankelijk weinig voor het opstarten van operatie Weserübung maar op herhaald en dringend verzoek van admiraal Erich Raeder, en tot grote schrik en ontzetting van Churchill, werd operatie Weserübung opgestart voordat de nazi's aan de slag om Frankrijk begonnen.
De bezetting van Denemarken verliep zeer snel omdat het Deense leger niet paraat was en de Deense legerleiding overvallen werd door de snelle landing van de Duitse troepen. De bezetting van Noorwegen verliep daarentegen vrij stroef omdat het OKH onder Hitlers leiding de taakverdeling tussen de verschillende legeronderdelen niet goed kon coördineren. Bovendien hadden de Engelse, Franse en Poolse troepen zich al stevig verschanst in de centrale delen van Noorwegen, ruim voordat de Duitse aanval begon. Churchill besloot echter om de geallieerde troepen uit Noorwegen terug te trekken aangezien de posities in Noorwegen niet permanent gehandhaafd konden worden toen de geallieerden de slag om Frankrijk dreigden te verliezen.
Met de bezetting van Denemarken kreeg Hitler de controle over het Skagerrak, het Kattegat en de toegang tot de Oostzee terwijl het neutrale Zweden strategisch geïsoleerd werd. Daarmee konden de nazi's de bevoorrading van de Sovjet-Unie vanaf de Noordzee grotendeels blokkeren. De bevoorrading van Hitlers bondgenoten kon in een later stadium via de havens in de Baltische staten en Finland voortgezet worden. De transportschepen die via de veel langere de noordelijke route naar Moermansk moesten varen om de Russen te bevoorraden konden vanuit Duitse bases in Finnmark in het noorden van Noorwegen aangevallen worden.

##### Fall Gelb

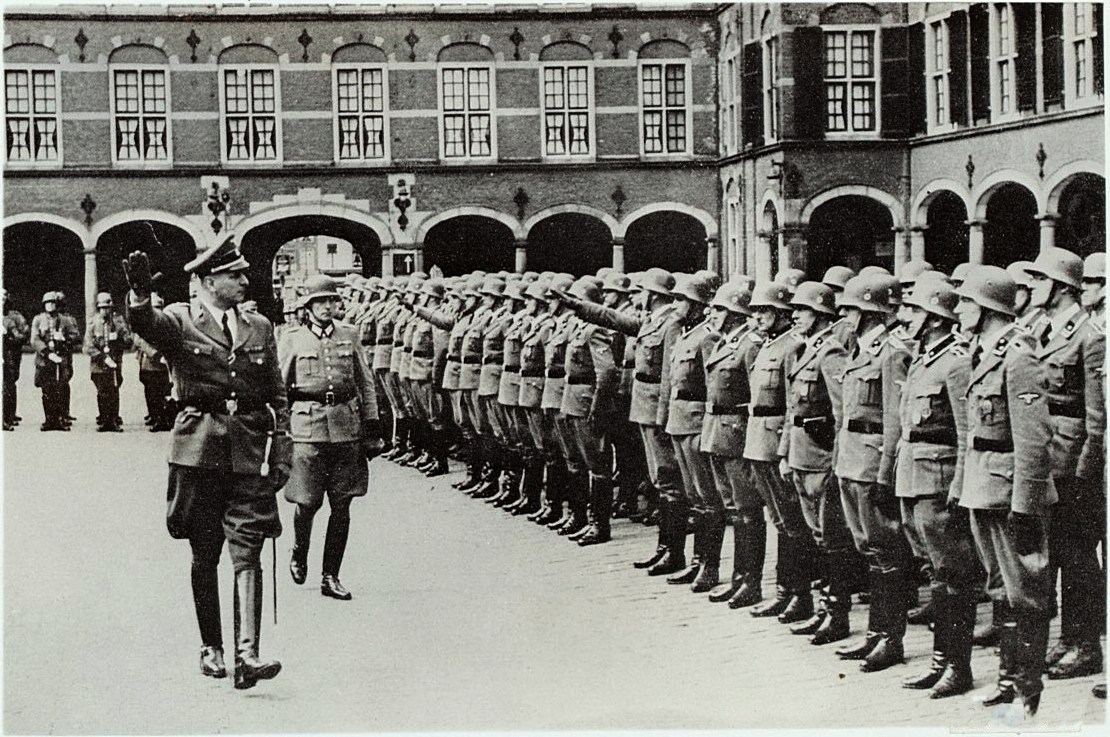
Inspectie van de wacht op het Binnenhof in Den Haag tijdens de installatie van Arthur Seyss-Inquart als Rijkscommissaris voor bezet Nederland

Met de uitvoering van Fall Gelb werden Nederland, België en Luxemburg onder de voet gelopen. De Duitse aanval op Nederland begon op 10 mei 1940 waarna met behulp van het bombardement op Rotterdam van 14 mei 1940 en de dreiging van een volgend bombardement, Nederland binnen een week tot overgave gedwongen werd. Nederland capituleerde op 15 mei 1940. Leopold III van België capituleerde ruim anderhalve week later op 28 mei 1940, na de Achttiendaagse Veldtocht.
De verdediging van de Lage Landen tegen de naderende grootscheepse Duitse aanval was slecht voorbereid. Nederland vertrouwde nog steeds op zijn waterlinies en was, net als België, niet op een Duitse invasie met luchtlandingstroepen voorbereid. De legers van beide landen hadden evenmin op aanvallen met bommenwerpers en tankdivisies gerekend. Bovendien zat er een groot gat zat tussen de Nederlandse verdedigingslinie van Vesting Holland, met de Grebbelinie, de Nieuwe Hollandse Waterlinie, en de Zuider Waterlinie, en de verdedigingslinies voor het centrale deel van België met verschillende stellingen langs het Albertkanaal en de KW-stelling.
Nederland was voor de nazi's vooral van strategisch belang omdat Nederland aan de monding van de Rijn, de Maas en de Schelde ligt. Nederland en België liggen bovendien op strategisch belangrijke posities voor de luchtverdediging van het Ruhrgebied. Daarom was Hitler van plan om beide landen na de bezetting samen met Noorwegen en Denemarken, stukje bij beetje "gelijk te schakelen". Als eerste stap op de weg naar "gelijkschakeling" stelde Hitler de gehaaide nazi en geslepen jurist Arthur Seyss-Inquart aan als Rijkscommissaris voor bezet Nederland.

##### Fall Rot
Na de succesvolle uitvoering van Fall Gelb konden Hitlers troepen via verschillende routes door de Ardennen en Vlaanderen om de Maginotlinie heentrekken, het noorden van Frankrijk bezetten en aan de slag om Frankrijk beginnen. Het Britse expeditieleger werd in het noordwesten van Frankrijk ingesloten, verloor de slag om Duinkerke en werd van het vasteland van Europa verjaagd. De Britten en een deel van de Fransen trokken zich met operatie Dynamo uit Frankrijk terug. Door het verlammende defaitisme onder de Franse militairen en de angst voor zware bombardementen op grote Franse steden, waren de Fransen niet meer in staat de razendsnelle Duitse opmars te stuiten.
Dit verbazingwekkende succes had Hitler voor een deel te danken aan de Blitzkrieg-doctrine en de inzet van de Luftwaffe van Hermann Göring, waarbij met een combinatie van alle wapenen op bepaalde plaatsen in de linie het overwicht werd behaald. Hitlers troepen wisten zo de Britten en het grootste deel van het Franse leger in Noord-Frankrijk en België vast te pinnen, te omsingelen en vervolgens te verslaan waarna Parijs gemakkelijk ingenomen kon worden. In essentie was Fall Rot een aangepast Von Schlieffenplan dat in tegenstelling tot 1914-1918 nu wel succesvol volbracht werd.

##### Overwinning op Frankrijk

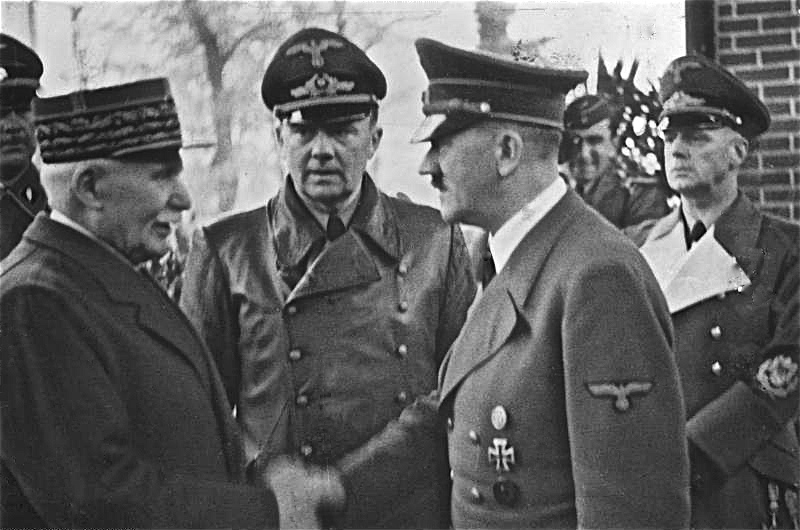
De ontmoeting van Pétain met Hitler, zijn tolk Paul Schmidt (midden), Joachim von Ribbentrop en andere nazi's. De foto is op 24 oktober 1940 door Heinrich Hoffmann gemaakt.

Binnen twee maanden hadden Hitlers troepen de slag om Frankrijk gewonnen. Om de overwinning op de geallieerden te vieren liet Hitler de treinwagon van maarschalk Ferdinand Foch uit het museum halen en naar het oorlogsmonument van de geallieerden uit 1918 in het bos bij Compiègne brengen. Onder de schaduw van het oorlogsmonument moesten de Fransen op 21 juni 1940 de voorwaarden voor een nieuwe wapenstilstand met nazi-Duitsland tekenen. Daarna werden het oorlogsmonument met de gevallen adelaar uit 1918 en de treinwagon door de SS vernietigd. Frankrijk werd in tweeën gedeeld, waarbij het noorden en westen van het land vanuit Parijs door Duitse militairen bestuurd zou worden. Hitler belde die avond Goebbels op om te vertellen dat hij de "plechtigheid" in de treinwagon bij het Franse oorlogsmonument als een Duitse "wedergeboorte" ervaren had.

##### Vichy-Frankrijk en Franse collaboratie
Het zuidoostelijke deel van Frankrijk liet Hitler vanuit het kuuroord Vichy door het conservatieve, Rooms katholieke, antisemitisch regime van de 84-jarige oorlogsveteraan Philippe Pétain besturen. Pétain had geen politiek programma en feitelijk had ook geen macht, maar hij stond sympathiek tegenover het antisemitisme van de nazi's. Vichy-Frankrijk, dat aan de zuidkant ingesloten was door het Spanje van Franco en het Italië van Mussolini, stond onder toezicht van de nazi's en de Italiaanse fascisten. Op 24 juni 1940 hadden de Fransen tevens een overeenkomst moeten tekenen voor de wapenstilstand met Italië. Mussolini was het zuidoosten van Frankrijk binnengevallen om de Duitsers in hun strijd tegen de geallieerden te steunen. Vichy-Frankrijk was door de overeenkomsten te tekenen tot een antisemitisch, provinciaals vazalstaatje gereduceerd.
Omdat Hitler op 27 september 1940 in Berlijn een driemogendhedenpact met Italië en Japan had gesloten, meende hij na de installatie van het Vichy-regime samen met zijn bondgenoten automatisch aanspraak te kunnen maken op de Franse gebieden in Noord-Afrika en het Verre Oosten. Pétain werd gesteund door een vrij brede, diffuse achterban die uit rechts-extremisten, conservatieve katholieken, nationalisten en opportunisten bestond. Het deed Hitler veel plezier om op 24 oktober 1940 in Montoire-sur-le-Loir, in het bijzijn van Joachim von Ribbentrop en andere nazikopstukken, de hand van de oude, verslagen Pétain te kunnen schudden.

##### Verdeeld Frans verzet

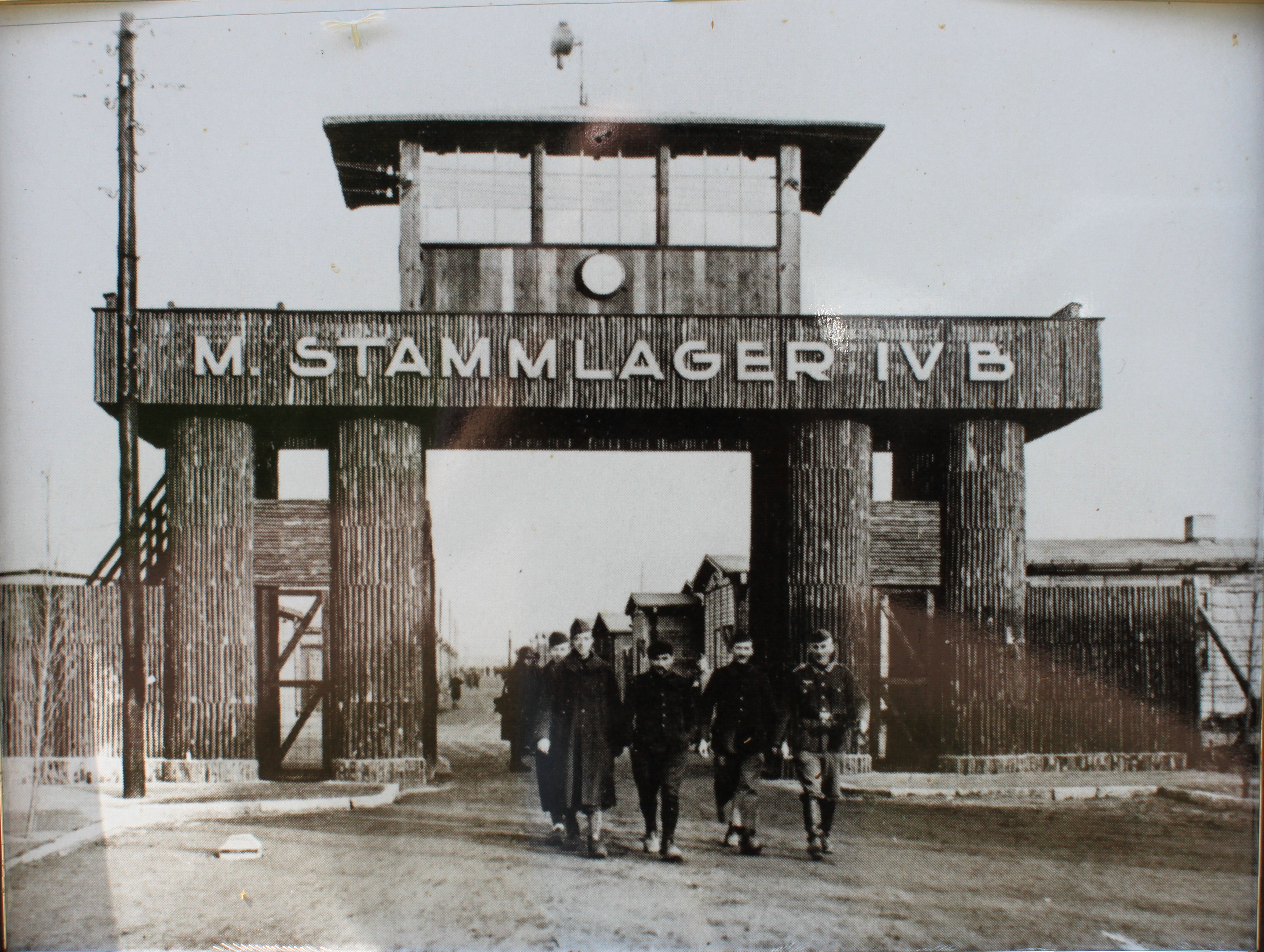
Ingang van krijgsgevangenenkamp Stalag IV-B

De krijgsgevangenen werden in de kampen van de nazi's slecht behandeld en hadden vaak zwaar te lijden onder de kou of andere extreme weersomstandigheden, honger en dorst en uitbraken van besmettelijke ziekten als vlektyfus en dysenterie. De meeste Franse krijgsgevangenen weigerden na de capitulatie en hun vrijlating om actief met Pétain en het Vichy-regime mee te werken. Sommigen wisten aan de krijgsgevangenschap te ontkomen en Frankrijk te ontvluchten. Anderen pleegden na ontslag uit de krijgsgevangenkampen een vorm van passief verzet. Het Franse verzet, de Résistance, was verdeeld over verschillende groeperingen, zowel binnen als buiten het Franse grondgebied en de Franse koloniën.
De oorlogsveteraan en nationalist Charles de Gaulle richtte in 1940 een beweging op onder de naam Vrije Franse Strijdkrachten. De Vrije Fransen worden onder leiding van de Franse generaal Marie-Pierre Kœnig ondergebracht bij de Franse eenheden van de geallieerde troepen. De Gaulle vervulde hoofdzakelijk een politieke rol. De Franse trotskisten, voorgekomen uit de Vierde Internationale van de Komintern, vervullen met hun de Francs-Tireurs et Partisans (FTP) een belangrijke rol in het binnenlandse verzet. Tegen het eind van de oorlog begint de organisatie van het binnenlands verzet onder de naam Forces françaises de l'intérieur meer vorm te krijgen.
Het sterk religieus getinte kamermuziekstuk Quatuor pour la fin du temps is onder erbarmelijke omstandigheden gecomponeerd door Olivier Messiaen, tijdens zijn verblijf in het gevangenkamp Stalag VIII-A in Görlitz/Zgorzelec, op de huidige grens tussen Polen en Duitsland. De romancyclus De wegen der vrijheid van Jean-Paul Sartre is een sterk politiek getinte romancyclus waarin het politiek activisme van de hoofdpersoon en zijn verblijf in een gevangenkamp, een belangrijke rol spelen. Beiden worden tot de belangrijkste werken uit de Franse kunst en cultuur van de 20e eeuw gerekend.

#### Hitlers overwinningsroes
Hitler schreef het succes van de Slag om Frankrijk geheel toe aan zijn eigen tactische en strategische inzichten. Het valt echter niet te ontkennen dat de factoren toeval en geluk ook een grote rol hebben gespeeld. Omdat Hitler niet inzag dat de successen voor een deel aan toeval of aan het falen van zijn tegenstanders toegeschreven konden worden, werd hij overmoedig. Na de successen die hij in het eerste oorlogsjaar behaald had was Hitler er heilig van overtuigd geraakt dat niets een verdere opmars van zijn troepen kon stoppen.
Door de eerste eclatante militaire successen werden Hitlers lang gekoesterde plannen voor de verovering van Rusland en de beheersing van de Kaukasische olievoorraden, die na het Ribbentrop-Molotovpact tijdelijk in de ijskast waren gezet, in december 1940 weer nieuw leven ingeblazen. Hitler wilde echter geen tweefrontenoorlog en daartoe moest eerst het Verenigd Koninkrijk worden verslagen of idealiter tot bondgenoot gemaakt.

#### Slag om Engeland

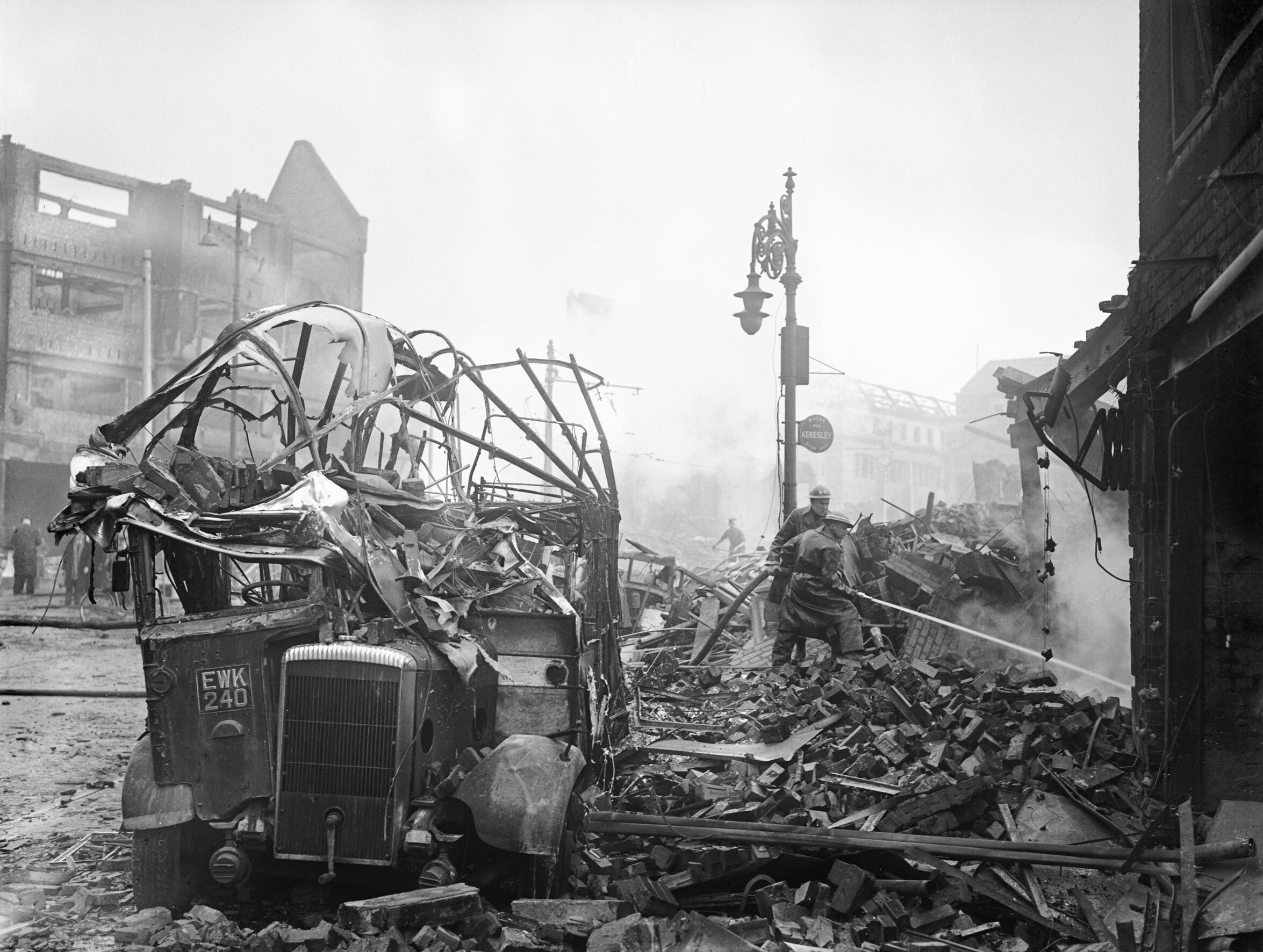
Het centrum van Coventry na het bombardement door de Luftwaffe in de nacht van 14 op 15 november 1940

De Britten gingen niet op Hitlers vredesvoorstellen in, mede door de onverzettelijke houding van de nieuwe Britse premier Winston Churchill. Hitler beval daarop dat de voorbereidingen voor een invasie van de Britse eilanden opgestart moesten worden (Operatie Seelöwe) maar in augustus en september 1940 werd het de Duitsers tijdens de Slag om Engeland duidelijk dat de Britten boven verwachting stand wisten te houden. De Luftwaffe kon het luchtruim boven Engeland niet onder controle krijgen; een militaire vereiste om een geslaagde invasie te kunnen uitvoeren. In combinatie met het traditionele Britse overwicht ter zee werd een invasie van de Britse Eilanden nu onmogelijk.
Ongeduldig geworden besloot Hitler zonder volledige overwinning aan het westelijke front dat er toch een oostelijk front geopend moest worden. Hij besloot de Sovjet-Unie in 1941 aan te vallen, teneinde zijn hoofddoel, Lebensraum in het oosten, te verwezenlijken. Opmerkelijk is dat Hitler voorheen altijd gewaarschuwd had tegen een tweefrontenoorlog en zelfs ernstig de Duitse bevelhebbers uit de Eerste Wereldoorlog verweet dat ze hiermee begonnen waren. Het voeren van een tweefrontenoorlog werd Hitler dan ook zeer ontraden – naar later bleek terecht – door onder anderen Joseph Goebbels en Hermann Göring, die Duitsland nog niet klaar vonden voor zo'n grote uitbreiding van de oorlog. Maar Hitler was vastbesloten en stuurde Göring zelfs op "vakantie".

#### Balkanveldtocht en Noord-Afrikaanse Veldtocht

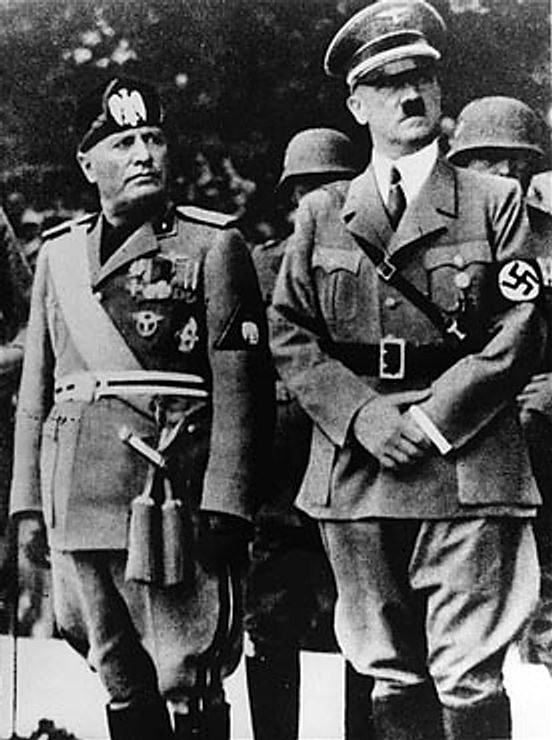
Adolf Hitler (rechts) met Benito Mussolini tijdens een bezoek aan bezet Joegoslavië (1942)

Nog een tegenvaller voor Hitler was dat zijn "vriend" Mussolini op de Balkan en in Noord-Afrika geen militaire successen wist te boeken. Toen de Grieken onder leiding van Ioannis Metaxas Mussolini's troepen dreigden te verslaan, was Hitler zelfs gedwongen met zijn Balkanveldtocht in te grijpen. Door toedoen van Mussolini moesten de Duitsers begin 1941 met de invasie van Joegoslavië het zuidwesten van de Balkan veroveren om de Duitse toegang tot de oliebronnen in het Roemenië van Ion Antonescu definitief veilig te stellen.
Daarna moest het roemruchte Afrikakorps van Erwin Rommel met de Noord-Afrikaanse Veldtocht het Italiaanse leger in Noord-Afrika ontzetten. Deze onvoorziene afleiding heeft het offensief tegen Rusland wellicht te zeer vertraagd: had Duitsland de tijd die verloren ging in de Balkan en Noord-Afrika tegen de Sovjet-Unie gebruikt, dan had men wellicht Moskou voor de winter inviel kunnen innemen.

#### Twee tegenslagen
Dat de Slag om Engeland anders verliep dan verwacht, was de eerste tegenslag die Hitler te verduren kreeg sinds hij met oorlogvoeren was begonnen. Bovendien had Hitler geen rekening gehouden met het mislukken van de acties die Mussolini op de Balkan zou uitvoeren. Deze tegenslagen waren in Hitlers beleving niet het gevolg van zijn eigen inschattingsfouten. Ze werden volgens Hitler veroorzaakt door de domheid en de koppigheid van Churchill en de Engelsen, die het gevaar van het oprukkende bolsjewisme niet zagen, en door het tekortschieten van Mussolini en de wispelturige Italianen.
Omdat het eerste oorlogsjaar in het voorjaar en de zomer van 1940 grote successen opgeleverd had, nam Hitler zich voor om op de ingeslagen weg voort te gaan en zijn triomftocht in 1941 voort te zetten. Hitler besloot de kritiek die Göring, Goebbels en andere nazikopstukken hadden op zijn plan voor de opmars in oostelijke richting, te negeren.
Bovendien bleek het niet tot Hitler door te dringen dat het moeilijk is om een grote bezettingsmacht in de veroverde gebieden in het westen en noorden van Europa op de been te houden, terwijl de rest van de troepen op een tweede front in het oosten slag moesten leveren met een potentieel zeer sterke tegenstander als Rusland. Blijkbaar was het Hitler ontgaan dat de twee sterkste militaire mogendheden op aarde nog niet actief deelnamen aan de oorlogen met de asmogendheden en dat die mogendheden hun achterstand ten opzichte van nazi-Duitsland snel konden inhalen.

#### Operatie Barbarossa

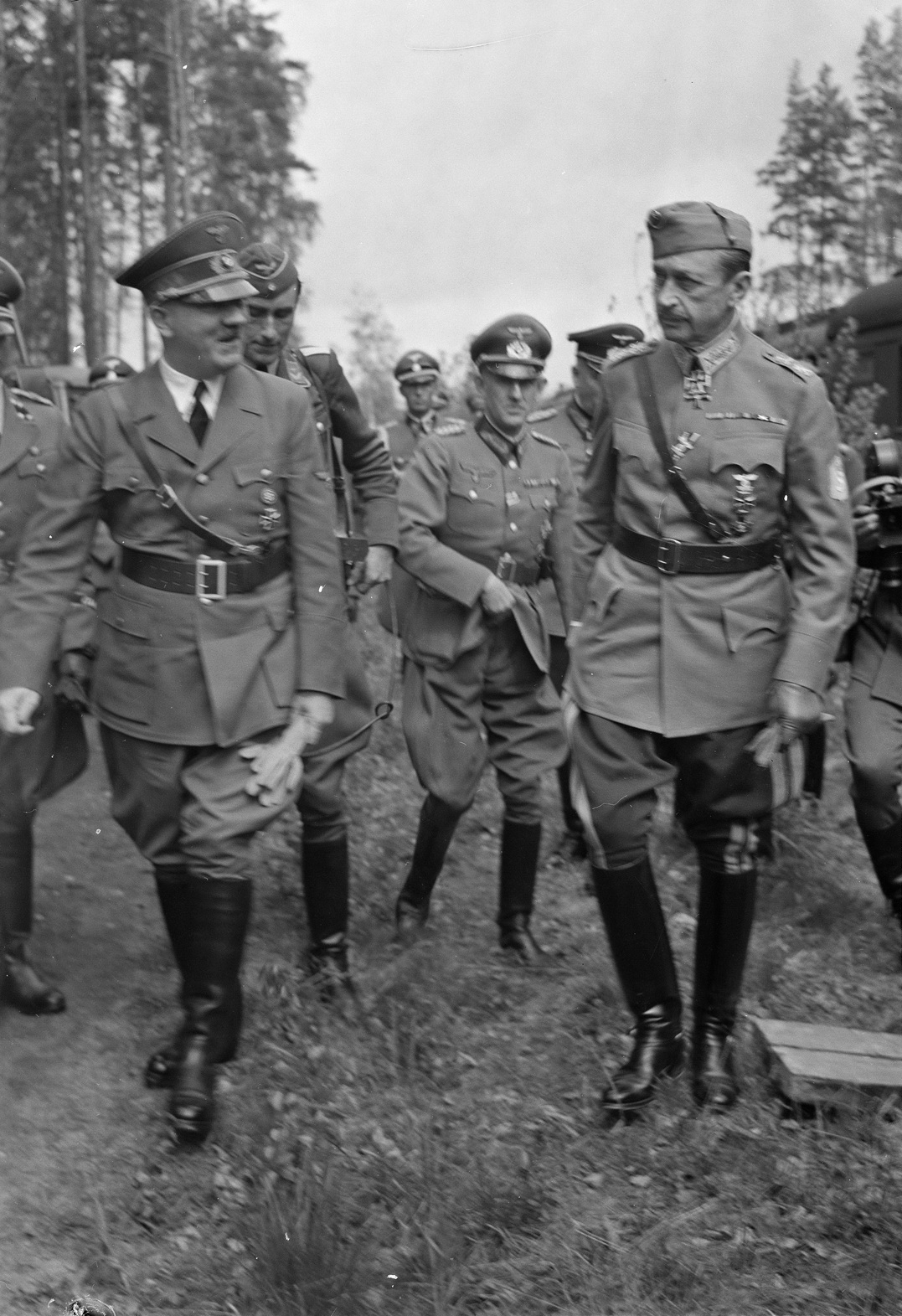
Hitler (links) op bezoek bij de Finse maarschalk Mannerheim, 4 juni 1942

Op 22 juni 1941 begon Hitler aan wat door velen wordt beschouwd als zijn grootste vergissing: operatie Barbarossa, de invasie van de Sovjet-Unie. Hitlers oorspronkelijke plan was om voor het invallen van de winter Europees Rusland, waar verreweg het grootste gedeelte van de Russische bevolking woonde en waar zich de zware industrie bevond, tot aan de lijn Astrachan-Archangel te bezetten. Later zou men eventueel tot aan de Oeral oprukken.
Hierna zou de rest van de Sovjet-Unie als tegenstander, als Stalin zich nog niet zou hebben overgegeven, niet veel meer voorstellen; het Duitse optimisme was mede geïnspireerd door de slechte prestaties van het Rode Leger tijdens hun oorlog tegen de Finnen in 1939-1940. Maar ook hadden, naar later bleek, de Duitse spionnen in Rusland een veel te negatief beeld doorgegeven van de vermeend zwakke capaciteiten en reserves van het Rode Leger; het was veel beter in staat nieuwe lichtingen op te roepen, te trainen en uit te rusten dan de Duitsers hadden ingecalculeerd in hun aanvalsplannen. Nog een belangrijke factor was de uitgestrektheid van het front. In de veldtocht tegen Frankrijk waren de afstanden betrekkelijk klein en konden de Duitsers vrijwel over de hele linie van het westelijke front een beslissend overwicht bereiken. Aan het oostelijk front was dit anders.
Na aanvankelijk weer ongekend grote successen in de eerste maanden van de invasie, waarbij de Duitsers snel oprukten en enorme aantallen Russische soldaten gevangen namen, voorspelden de nazileiders de overwinning als zeer nabij. De Russische luchtmacht verloor bijvoorbeeld in de eerste weken na de aanval een paar duizend Mikoyan-Gurevich MiG-1, Lavochkin-Gorbunov-Gudkov LaGG-1 en Yakovlev Yak-1 gevechtsvliegtuigen, voornamelijk omdat Stalin in voorgaande jaren de opleiding en het trainen van zijn piloten en de ontwikkeling van zijn gevechtsvliegtuigen had verwaarloosd. De Duitsers beschikten over de nieuwste Messerschmitt Bf 109 gevechtsvliegtuigen en goed getrainde piloten die ongeveer twee jaar gevechtservaring hadden die ze bij de invallen in Polen en Frankrijk hadden opgedaan.

#### Hitlers opmars wordt vertraagd
Maar na de eerste successen werd Hitlers opmars vertraagd. Stalin wist ondanks de enorme verliezen steeds weer nieuwe troepen en materieel in de strijd te werpen. De Sovjet-reserves bleken groter te zijn dan de Duitsers hadden verwacht. Bovendien wisten de Russen bijna al hun wapenfabrieken te verplaatsen tot achter de Oeral waar ze een onafgebroken stroom nieuwe tanks, vliegtuigen, kanonnen en ander wapentuig produceerden. De Duitsers kregen ook steeds grotere logistieke problemen naarmate de aanvoerlijnen langer werden. De bevolking in Oekraïne en de Baltische landen verwelkomde de Duitsers aanvankelijk als bevrijders van het stalinistische juk maar dit sloeg snel om toen bleek dat het nazistische juk op zijn minst net zo zwaar en bloedig was. Achter de Duitse linies laaide een voor de Wehrmacht steeds hinderlijker partizanenstrijd op die veel legereenheden bond die deze moesten bestrijden. De opmars werd door al deze tegenslagen zozeer vertraagd, dat de zomer en de herfst voorbijgingen zonder beslissende veldslag die Stalin op de knieën kon krijgen. Volgens een aantal historici (w.o. Willem Melching) is op grond van o.a. de dagboeken van Goebbels vast te stellen dat Hitler al twee maanden na het begin van de veldtocht inzag dat de oorlog niet meer gewonnen kon worden.

### Het keerpunt
Uiteindelijk bleek de invallende winter te veel voor het tot het uiterste beproefde Duitse materieel en de oververmoeide Duitse manschappen, die door de haperende aanvoerlijnen vaak zelfs nog in zomeruitrusting moesten vechten. Vlak voor Moskou moest de Wehrmacht halt houden en de winter uitzitten. Op 5 december 1941 kregen ze zelfs een eerste Sovjet-tegenoffensief te verduren, waardoor ze 100 tot 250 km werden teruggedreven. Orders van Hitler om stand te houden werden genegeerd, wat leidde tot het ontslag van een aantal Duitse bevelhebbers. Toen een snelle overwinning op de Sovjet-Unie mislukt was, begon er een uitputtingsoorlog, waarbij Duitsland in termen van mankracht, grondstoffen en in het bijzonder olietoevoer ernstig in het nadeel was. In de zomer van 1942 werden nogmaals fenomenale successen door de Duitsers geboekt, maar de doorstoot naar de Kaukasische olievelden mislukte uiteindelijk bij Stalingrad. De Duitse troepen aan het zuidelijke deel van het oostfront werden eind 1942 gedwongen tot een lange en bloedige terugtocht tot de rivier de Dnjepr, opgejaagd door het Rode leger. Na de Slag om Koersk in juli 1943 nam het Rode Leger het initiatief voorgoed over en begon voor hen de moeizame weg naar Duitsland zelf.
Toen de winter eind 1941 inviel sloten de Verenigde Staten zich ook aan bij Hitlers tegenstanders door de Japanse aanval op de Amerikaanse marinebasis Pearl Harbor, op 7 december 1941. Dit leidde tot de oorlogsverklaring van Duitsland aan de VS waarbij Hitler hoopte dat de Japanners een tweede oostelijk front in de Sovjet-Unie zouden openen, zodat Stalin zijn krachten zou moeten verdelen tussen de Duitsers en de Japanners. Tot Hitlers teleurstelling deden de Japanners geen aanval op de Sovjet-Unie in het oosten en kon Stalin de meeste troepen uit Ruslands verre oosten inzetten aan het front bij Moskou. Bovendien leidde de oorlogsverklaring aan de VS tot georganiseerde deelname aan de oorlog door een geallieerd bondgenootschap. De Verenigde Staten en het Verenigd Koninkrijk leidden de tegenaanval aan het westfront en de Sovjet-Unie die aan het oostelijk front. Hitler was in twee jaar tijd in oorlog met het grootste land ter wereld (Sovjet-Unie), het grootste rijk ter wereld (Verenigd Koninkrijk) en de grootste economie ter wereld (Verenigde Staten). Sommige generaals van Hitler zagen toen (1942) al in dat de oorlog op den duur onmogelijk meer te winnen was met zoveel tegenstanders en stelden voor een gunstige vredesregeling met de geallieerden te treffen nu het nog kon. Zo had Stalin voorgesteld dat Hitler Oekraïne mocht houden in ruil voor een wapenstilstand. Hitler reageerde hier nog niet eens op maar was wel furieus ten aanzien van de Duitse generaals die hierin wel wat zagen en ontsloeg de meeste van deze "dissidenten". Vanaf toen nam hij persoonlijk het commando van het leger over en smoorde de kritiek op zijn plannen in de kiem. Overigens speelde dit de geallieerden zeer in de kaart: in tegenstelling tot wat Hitler van zichzelf vond was hij geen vakman in strategie en tactiek aan het front. Hij maakte veel strategische blunders: het tot elke prijs vasthouden aan eenmaal veroverd terrein, het forceren van zinloze aanvalsacties en het verwaarlozen van defensieve maatregelen. Dit alles tot afgrijzen van militaire professionals zoals Heinz Guderian, Erich von Manstein en Erwin Rommel, die meestal machteloos moesten toezien hoe Hitler in snel tempo de reserves van de Wehrmacht erdoor joeg en de strategische positie van het leger steeds verder werd verzwakt.

#### Vernietigingskampen en de aanslag op Heydrich
De vernietiging van 'Untermenschen', en het uitwissen van de sporen van vernietigingskampen, kreeg vanaf het einde van 1941 de topprioriteit. Even voor de Wannseeconferentie van 20 januari 1942, had Hitler aan Reinhard Heydrich laten weten dat hij haast wilde maken met de 'evacuatie' van alle Joden uit Europa. Het werd onzeker of de 'Endlösung der Judenfrage', op tijd afgerond kon worden. Van de vernietigingskampen, die voor het grootste deel in Polen gevestigd waren, zijn Sobibór, Treblinka II, Chełmno en Majdanek met succes ontmanteld. Maar het is de nazi's niet gelukt om het grootste vernietigingskamp, Auschwitz-Birkenau, te ontmantelen of de sporen uit te wissen van de misdaden die daar gepleegd zijn.
In het voorjaar van 1942, nog geen vier maanden na de Wannseeconferentie, werd op 27 mei om 10:00 uur 's ochtends in de Tsjechische hoofdstad Praag operatie Anthropoid uitgevoerd door de Tsjechische verzetsstrijders Jozef Gabčík en Jan Kubiš. Ze pleegden de aanslag op klaarlichte dag met een haperende stengun, een Luger P08, een antitankgranaat en hun Colt Model 1903 Pocket Hammerless pistolen op de open Mercedes-Benz Typ 320 van Heydrich. De aanslag mislukte voor een groot deel. Heydrich liep vrij zware verwondingen aan zijn middenrif en milt en een ingeklapte linkerlong op, maar hij verkeerde niet in levensgevaar. Na een week kwam hij toch onverwacht te overlijden als gevolg van een bloedvergiftiging. Hitler verloor hiermee zijn beoogde opvolger. Hitler en de nazi's sloegen terug met de vernietiging van de dorpen Lidice en Ležáky en lieten 13.000 Tsjechen arresteren. Tot een groot bloedvergieten kwam het niet omdat de nazi's zich in 1942 geen groot verlies van arbeidskrachten in het Protectoraat Bohemen en Moravië konden veroorloven.

#### De val van Mussolini
Een andere tegenslag was de val van de Italiaanse dictator Mussolini in september 1943, na de landing van de Geallieerde troepen op Sicilië. Hij had zijn land in de oorlog gestort en weinig anders dan tegenslagen en vernederingen geïncasseerd. De Italiaanse bevolking morde en ook binnen Mussolini's eigen fascistische partij groeide de kritiek. Uiteindelijk werd hij zelfs afgezet door zijn 'medefascisten' en werd een nieuwe leiding geformeerd. Het nieuwe Italiaanse regime koos op 13 oktober 1943 de zijde van de Geallieerden, zodat de Duitse troepen in Italië ineens een bezettingsleger waren geworden, dat tegelijk de Geallieerde opmars in Italië moest stuiten. Met Duitse steun kon Mussolini nog tot het eind van de oorlog in Noord-Italië, dat onder controle van de Duitsers bleef, aan het hoofd blijven van de zogenaamde 'Italiaanse Sociale Republiek', ofwel de Republiek van Salò.

#### Aanslag in de Wolfsschanze en invasie van Normandië

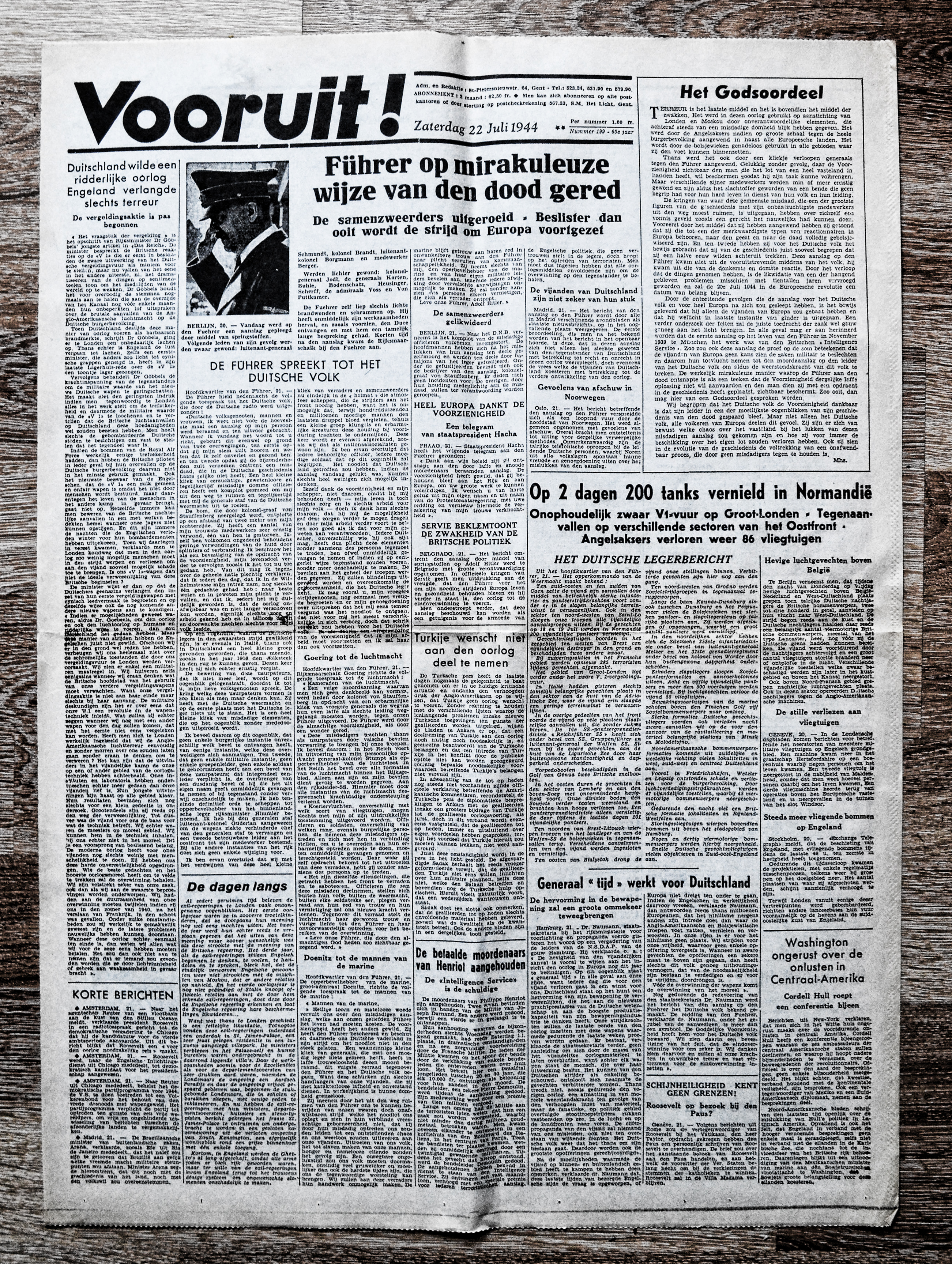
Voorpagina van het collaborerende Vlaamse dagblad Vooruit op 22 juli 1944

Vlak voor een bezoek van Mussolini aan Hitler was er op 20 juli 1944 werd in Hitlers Pruisische hoofdkwartier Wolfsschanze een bijna-gelukte bomaanslag op Hitler gepleegd door een groep officieren onder leiding van Claus von Stauffenberg. De bom was in een koffer geplaatst, die onder een tafel werd gezet. Maar net voor de explosie verplaatste Heinz Brandt de aktetas achter een dikke tafelpoot. Het bureau had aan de zijkanten een gesloten poot, die sterk genoeg was om de explosie tegen te houden. Wel vonden vier andere aanwezigen in de kamer de dood en een aantal anderen raakte gewond. Hitler raakte gewond aan zijn benen en aan een arm maar niet levensbedreigend. Hitler zelf zag die aanslag overigens niet als een tegenslag; het feit dat hij tegen alle verwachting in ontkwam vatte hij volgens Kershaw en andere biografen triomferend op als "een ingreep van de Voorzienigheid".
De invasie in Normandië op 6 juni 1944 leidde de bevrijding in van de bezette West-Europese gebieden. Frankrijk was binnen een paar maanden bevrijd, maar tegenslagen voor de geallieerden zoals de mislukte luchtlanding bij Arnhem en het Duitse Ardennenoffensief in de winter van 1944-1945 brachten nog even uitstel van de onvermijdelijke nederlaag voor de nazi's.

### Het einde

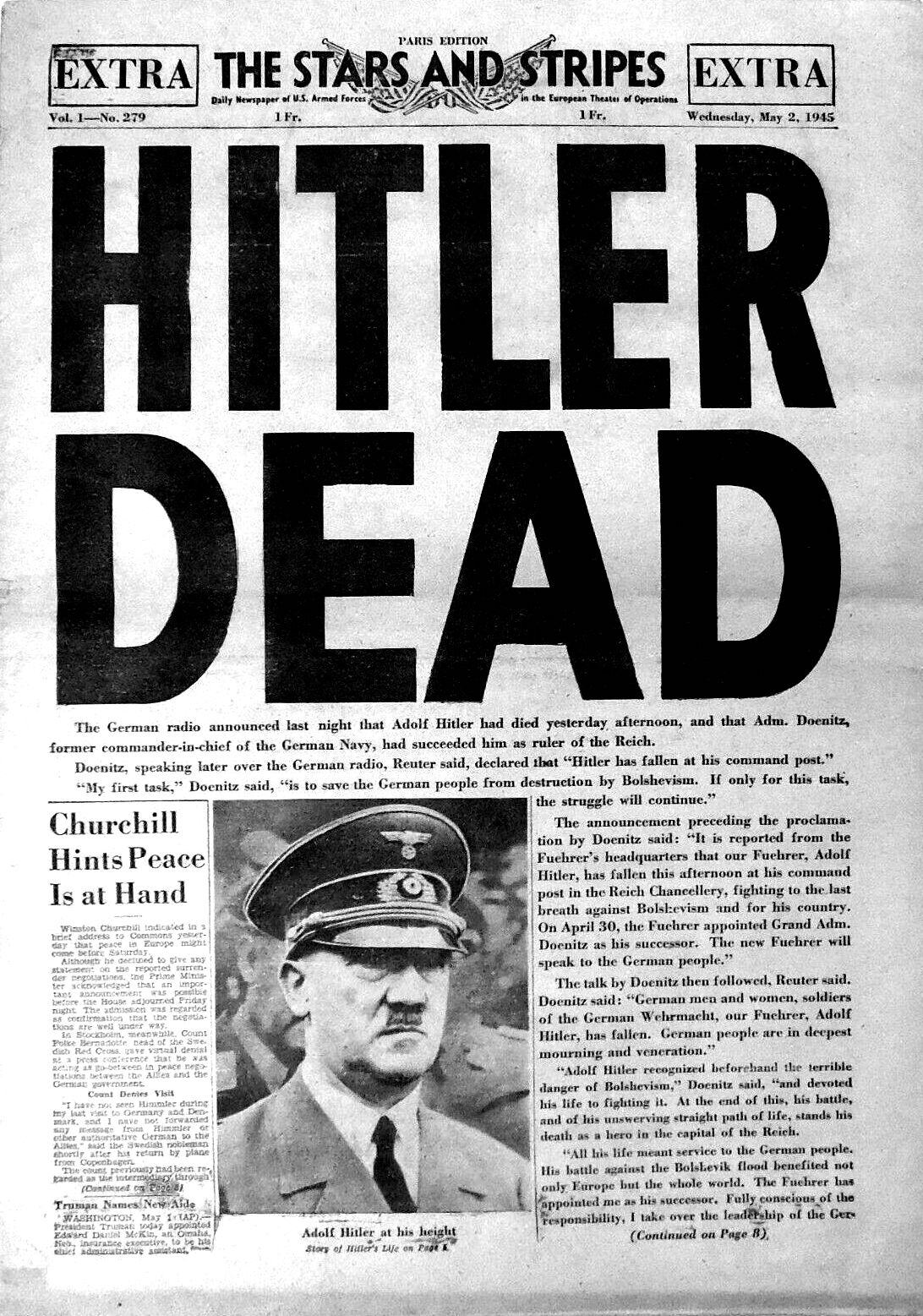
Hitlers dood in een Amerikaans defensieblad

In het voorjaar van 1945 hadden de Russen inmiddels Oost-Pruisen bereikt en de Amerikanen en Britten trokken de Rijn over met als gemeenschappelijk doel Berlijn. Het was voor iedereen duidelijk dat het einde voor de nazi's nabij was. Zoals eerder al vermeld kende Hitler geen zelfkritiek. Hij weet dus alle schuld voor zijn falen aan zijn generaals die hem "verraden" hadden en ook aan het Duitse volk dat hem "in de steek liet" en dat daarom in Hitlers ogen in zijn historische missie had gefaald. De laatste dagen van zijn leven bracht hij door in de sombere Führerbunker nabij de kanselarij. Hitler was op dat moment lichamelijk en geestelijk een wrak en leed aan de ziekte van Parkinson. Zijn lijfarts, dr. Morell, hield hem met diverse injecties op de been. Hitler gaf bevel tot het vernietigen van alle industriële complexen en het zich doodvechten tegen de Russen (ook bekend als het Nerobefehl). Hij ging de afgrond in en probeerde het Duitse volk mee te slepen. Door de snelle opmars van de geallieerden en ook de (heimelijke) tegenwerking van steeds meer officieren en zelfs nazikopstukken als Albert Speer, werden deze laatste Führerbefehlen niet meer uitgevoerd. Op 20 april 1945 vierde Hitler zijn 56e verjaardag, de laatste. Naar de bunker kwam een aantal hoge nazi's, o.a. Goering en Himmler, waarvan de meesten direct daarna het onder Russisch artillerievuur liggende Berlijn ontvluchtten. Hitler overwoog ook even om Berlijn te verlaten en vanuit Zuid-Duitsland de oorlog voort te zetten. Goebbels overtuigde hem echter om in Berlijn te blijven. Op 22 april verklaarde Hitler aan zijn generaals dat de oorlog verloren was. Keitel en anderen wilden echter koste wat kost verder vechten. Goering was intussen in ongenade gevallen en op 23 april werden hem al zijn bevoegdheden afgenomen. Op 28 april hoorden Hitlers medewerkers een verslag van de BBC waarin gemeld werd dat Reichsführer-SS Heinrich Himmler de Westerse geallieerden een overgave had aangeboden en dat dit aanbod was afgewezen. Himmler had tegenover de geallieerden beweerd dat hij bevoegd was om een overgave aan te bieden. Hitler beschouwde dit als verraad.
Op 29 april 1945 legde Adolf Hitler zijn testament vast en trouwde met Eva Braun. Er was geen stromend water meer in de ondergrondse bunker en veel generaals begonnen zich te bedrinken. Hitler vernam via het beluisteren van de Britse radio dat Mussolini was vermoord en dat zijn lijk ondersteboven was opgehangen aan een tankstation in Milaan. Op 30 april pleegde Hitler zelfmoord in zijn bunker in Berlijn, samen met Eva Braun. Naar alle waarschijnlijkheid nam Hitler een cyanidepil in en schoot hij zichzelf hierna met een pistool door het hoofd. Braun nam naar alle waarschijnlijkheid alleen een gifpil in. Een aantal van zijn naaste medewerkers, onder wie zijn beruchte minister van Propaganda Joseph Goebbels, benam zich daarna ook het leven. Acht dagen later, op 8 mei 1945, gaf Duitsland zich over.
Wat er na Hitlers dood met zijn lichaam gebeurde is nooit duidelijk geworden. De waarschijnlijkste geschiedenis is de volgende. Na Hitlers dood gaf Goebbels opdracht de lijken te verbranden. Haastig werden de lijken door de SS-lijfwachten met benzine overgoten en in brand gestoken. De aanwezige soldaten hadden haast aangezien de Russische granaten neerregenden. Hierdoor verbrandde het lichaam niet volledig.
Goebbels weigerde voor de Sovjets te capituleren en pleegde op 1 mei met zijn gezin zelfmoord. Uiteindelijk zou het Rode Leger bij de bunker twee lichamen aantreffen, waarvan een "waarschijnlijk van Hitler" was. De NKVD (de 79e SMERSJ) legde beslag op de lijken en liet forensisch arts Faust Sherovsky een autopsie verrichten. De lichamen werden daarna herhaaldelijk begraven en opgegraven, uiteindelijk zou het lichaam bij een nieuw gebouw van SMERSH in Magdeburg begraven zijn. In 1970, toen het gebouw aan Oost-Duitsland overgedragen zou worden, zouden de lijken door de Russische KGB opgegraven en opnieuw verbrand zijn waarna de as in de Elbe verstrooid werd.
Een niet verbrande kaak met bijbehorende brug en een stuk van een schedel (met kogelgat) wordt tot op heden bewaard in het Russisch Staatsarchief te Moskou en is alleen voor wetenschappers toegankelijk. Onderzoek aan de hand van Hitlers originele gebitsfoto's leek aan te tonen dat de kaak inderdaad toebehoorde aan Hitler. Nieuwer onderzoek met behulp van DNA-materiaal afkomstig van de schedel trok dit echter weer in twijfel. Volgens DNA-analyses behoorde het schedelfragment met kogelgat toe aan een vrouw, die op basis van de schedelnaden, tussen de twintig en veertig jaar oud moet zijn geweest. Volgens de onderzoekers vormden deze gegevens het definitieve bewijs dat de schedel niet afkomstig was van Hitler. Tot op heden wordt dus nog gespeculeerd, ook over het precieze verloop van de gebeurtenissen in Hitlers bunker in april 1945.

### Brazilië
Sommige mensen geloven dat Hitler na de oorlog helemaal geen zelfmoord heeft gepleegd, maar vertrokken is naar Brazilië om een schat te zoeken en daar in 1984 op 95-jarige leeftijd is overleden. Dit is echter nooit bewezen en er wordt ook geen verder onderzoek naar gedaan. Dit feit wordt beschouwd als een complottheorie.

## Nasleep
In de door Hitler ontketende oorlog, de concentratiekampen en de verschrikkingen daaromheen verloren alleen al in Europa 39 miljoen mensen het leven. Het grootste gedeelte van Europa was ten gevolge van de oorlog verwoest. Frankrijk en Groot-Brittannië verloren hun dominante wereldrol aan de nieuw opgekomen supermachten, VS en de Sovjet-Unie. In het oosten moest het verslagen Duitsland aanzienlijke gebiedsdelen aan Polen en de Sovjet-Unie afstaan, waarbij de Duitse bevolking die hier gewoond had naar het westen verjaagd werd. De rest van Duitsland raakte als gevolg van de vrijwel onmiddellijk beginnende Koude Oorlog na 1945 verdeeld in twee landen: de Duitse Democratische Republiek en de Bondsrepubliek Duitsland. Europa en Duitsland zouden tot 1990 verdeeld blijven door het IJzeren Gordijn.
Op de langere termijn is de Europese samenwerking met als sluitstuk de Europese Unie een direct gevolg van de verschrikkingen van de Tweede Wereldoorlog, evenals de oprichting van de staat Israël in 1948.

## Schuldvraag omtrent de Holocaust
De uiteindelijke schuldvraag omtrent de Holocaust is grondig onderzocht, maar daarover bestaan volgens Rosenbaum veel verschillende meningen, van "zonder Hitler geen Holocaust" (Lucy Dawidowicz), via "het is de schuld van de Duitsers" (Daniel Goldhagen) tot "het is de schuld van het christendom" (Hyam Maccoby) en zelfs "het is wellicht de schuld van de Joden zelf" (zonder Joden geen Holocaust; George Steiner). Ook hebben velen voorzichtig of minder voorzichtig met de vinger naar God gewezen (Emil Fackenheim, Yehuda Bauer).
De Britse historicus Ian Kershaw, die een lijvige tweedelige biografie schreef, heeft Hitler vooral in een historische context willen plaatsen; hij stelt dat Hitler zo veel macht kon vergaren doordat veel van zijn aanhangers bereid waren hem "tegemoet te werken". Ook in Polen en Frankrijk was er sterk nationalisme en antisemitisme. Zonder Hitler misschien geen Auschwitz, maar wel pogroms tegen Joden, zoals trouwens na de Duitse capitulatie in 1945 nog in Polen zou gebeuren.
Het is duidelijk dat de massamoord op miljoenen mensen niet zonder medeweten van Hitler kon worden georganiseerd (zie ook Wannseeconferentie). Een schriftelijke opdracht is echter niet teruggevonden. Hitlers naaste medewerkers (Himmler, Göring, Kaltenbrunner en Frick) zouden een operatie van deze omvang, en met een dergelijke logistieke complexiteit, niet zonder Hitlers toestemming hebben kunnen organiseren. De massale vergassing van de Europese Joden past ook bij Hitlers op film bewaarde uitspraak in de Reichstag dat "een nieuwe oorlog de ondergang van het Joodse ras in Europa zou zijn". Ook zijn autobiografie, Mein Kampf, bevat vele passages tegen het jodendom.
Meningen die geheel van de bovenstaande verschillen, komen van onder anderen Claude Lanzmann, die vindt dat elke verklaring de enormiteit van Hitlers schuld verdoezelt, en van Louis Micheels, die zich afvraagt of de waarom-vraag wel gesteld moet worden. De meest afwijkende mening komt echter van David Irving, die de omvang van de Holocaust relativeert en de betrokkenheid van Hitler onbewezen acht, en die dan ook een schare bewonderaars achter zich kreeg uit revisionistische, neonazistische of andere extreemrechtse kringen.
Omdat Hitler zelfmoord pleegde is er nooit een gerechtelijk oordeel geveld over zijn verantwoordelijkheid voor de Holocaust, zoals voor andere nazi's tijdens de Processen van Neurenberg of het IG Farbenproces.

## Verklaringen voor het politieke succes van Hitler
Baldur von Schirach, ex-leider van de Hitlerjugend en gouwleider van Wenen schreef in 1967:
De Duitse catastrofe werd niet alleen veroorzaakt door wat Hitler met ons gedaan heeft, maar ook door wat wij met Hitler hebben gedaan. Hitler kwam niet van buitenaf. Hij was niet, zoals velen zich voorstellen, een demonisch monster, dat helemaal alleen de macht greep. Hij was de man die het Duitse volk vroeg en die wij tot meester over ons lot gemaakt hebben door hem mateloos te verheerlijken. Want een Hitler staat slechts op in een volk dat een Hitler wenst.
Ian Kershaw (Hitlerbiograaf) benadrukt naast Hitlers redenaarstalent, de politieke situatie in Duitsland na de Eerste Wereldoorlog en de kritische houding van vele Duitsers tijdens de Weimarrepubliek tegenover een pluralistische maatschappij.
Binnen het Duitse nationalisme streefden volgens Kershaw velen naar eenheid onder de bevolking. Deze Duitsers wezen dus een democratisch stelsel met rivaliserende politieke partijen af:
Waar Hitler onder de gewijzigde omstandigheden van na de oorlog (1914-1918) het meest van heeft kunnen profiteren, is de gedachte dat pluraliteit onnatuurlijk en ongezond is, een teken van zwakte dus, en dat alle conflicten en verschillen kunnen worden overwonnen om plaats te maken voor een eensgezinde “volksgemeenschap”.

### Publicaties
- Adolf Hitler: Sein Leben, Seine Reden, 1923 - E. Boepple - München, met Adolf-Viktor von Koerber (vertaald als Adolf Hitler: Zijn leven, zijn redevoeringen. Eerste autobiografie uit 1923. Samengesteld door Adolf-Viktor von Koerber
- Mein Kampf, 1924 - Franz Eher Nachfolger - München (vertaald als Mijn Kamp / Mijn Strijd)
- Hitlers Zweites Buch: Ein Dokument aus dem Jahr 1928, 1961 - Deutsche Verlags-Anstalt - Stuttgart

### Belangrijkste biografieën
- Jean-Christophe Brisard & Lana Parshina De dood van Hitler: het ware verhaal, 2018 – Polis – Kalmthout, ISBN 978-94-6310331-2. Inhoud: onderzoek naar de dood van Hitler aan de hand van de archieven van de KGB.
- Alan Bullock Hitler: leven en ondergang van een tiran, 1953 – Zwarte Beertjes – Amsterdam, ISBN 90-6057-499-0
- Joachim Fest Hitler: een biografie, herdruk 1989 – Anthos – Baarn, ISBN 90-6074-642-2
- Sebastian Haffner Kanttekeningen bij Hitler, 1978 – Mets & Schilt – Amsterdam, ISBN 90-5330-322-7
- Ian Kershaw Hitler: de biografie, 2001 – Het Spectrum – Houten, ISBN 90-274-1690-7
- Peter Longerich Hitler, 2017 – Hollands Diep – Amsterdam, ISBN 978-90-488-3355-9
- Volker Ullrich Hitler: opkomst en ondergang, 2019 – De Arbeiderspers – Amsterdam, ISBN 978-90-295-3616-5
- Thomas Weber Adolf Hitler en de Eerste Wereldoorlog: het ware verhaal, 2011 – Nieuw Amsterdam – Amsterdam, ISBN 978-90-468-0919-8. Inhoud: historisch onderzoek naar de werkelĳke belevenissen van Adolf Hitler en zĳn regiment aan het front tĳdens de Eerste Wereldoorlog.

### Nationaalsocialistische lectuur voor kinderen
- Johanna Haarer, Moeder, vertel eens wat van Adolf Hitler!, 1942 – Uitgeverij Westland Amsterdam

### Audio
- Maarten van Rossem Hitler. Een hoorcollege over de opkomst en ondergang van Adolf Hitler, 2005, audio-cd, ISBN 9789085300151

## Hitler in fictie

#### Film
- Charlie Chaplin: The Great Dictator, 1940.
- Georg Wilhelm Pabst: Der letzte Akt, 1955, met Albin Skoda.
- Georg Wilhelm Pabst: Es geschah am 20. Juli, 1955, met Rolf Neuber als Hitler.
- Stuart Heisler: Hitler, 1962, met Richard Basehart.
- Ennio De Concini: Hitler: The Last Ten Days, 1973, met Alec Guinness.
- George Schaefer: The Bunker, 1981, met Anthony Hopkins.
- Jim Goddard: Hitler's S.S.: Portrait in Evil, 1985, met Colin Jeavons als Hitler.
- Steven Spielberg: Indiana Jones and the Last Crusade, 1989, met Michael Sheard als Hitler.
- Menno Meyjes: Max, 2002, met Noah Taylor als jonge Hitler.
- Christian Duguay: Hitler: The Rise of Evil, 2003, met Robert Carlyle.
- Oliver Hirschbiegel: Der Untergang, 2004, met Bruno Ganz als Hitler.
- Dani Levy: Mein Führer - Die wirklich wahrste Wahrheit über Adolf Hitler, 2007, met Helge Schneider.
- Bryan Singer: Valkyrie, 2008, met David Bamber als Hitler.
- Quentin Tarantino: Inglourious Basterds, 2009, met Martin Wuttke als Hitler.
- David Wnendt: Er ist wieder da, 2015, met Oliver Masucci.
- Taika Waititi: Jojo Rabbit, 2019, met Taika Waititi zelf als Hitler

#### Roman
- George Orwell: Animal Farm, 1945. Mr. Frederick stelt Hitler voor.
- Timur Vermes: Daar is hij weer, 2012. Situatiekomedie.